# Единая Россия
Всеросси́йская полити́ческая па́ртия «Еди́ная Росси́я» (сокращённо ЕдРо, или ЕР, или ЕРЗП) — действующая зарегистрированная российская путинистская «партия власти».
Была образована 1 декабря 2001 года в результате слияния консервативно-популистского движения «Единство», а также элитарных и регионалистских избирательных блоков «Отечество — Вся Россия» и «Наш дом — Россия» для создания сильной и единой централизованной партии власти.
Структуру партии представляют региональные, местные и первичные отделения. Номинально, ВПП «Единая Россия», имеют региональные отделения во всех 89 субъектах РФ, в том числе на оккупированных Россией территориях. В России создано 82 631 первичных и 2595 местных отделений партии.

Партия с момента своего основания, участвовала в каждых выборах Государственной думы ФС РФ. По итогам выборов 2003 и 2011 годов «Единая Россия» располагала в Государственной думе парламентским большинством, в 2007, 2016 и 2021 годах — конституционным большинством. Помимо этого, партия имеет собственный блок: «Общероссийский народный фронт».

## Идеология
Официальная идеологическая платформа партии, описанная её лидерами как центризм и консерватизм (российский консерватизм), предполагает государственническую позицию, заявленный прагматизм. Исследователи также выделяли у партии корпоративизм, этатизм.
В апреле 2005 года председатель Государственной думы Борис Грызлов заявил, что «Единая Россия» выбирает социально-консервативную политику. Грызлов подчеркнул, что «Единая Россия» противостоит «как разного рода коммунистическому реставраторству, так и ультралиберализму». Он подверг критике сторонников либеральной теории, которая, по его мнению, «закрепляет преимущества сильных и богатых, даёт им фору, затрудняет выход новым людям и предприятиям».
Партия поддерживает политику действующего правительства и президента. На парламентские выборы 2007 года «Единая Россия» шла под лозунгами поддержки курса президента Владимира Путина — плана Путина.

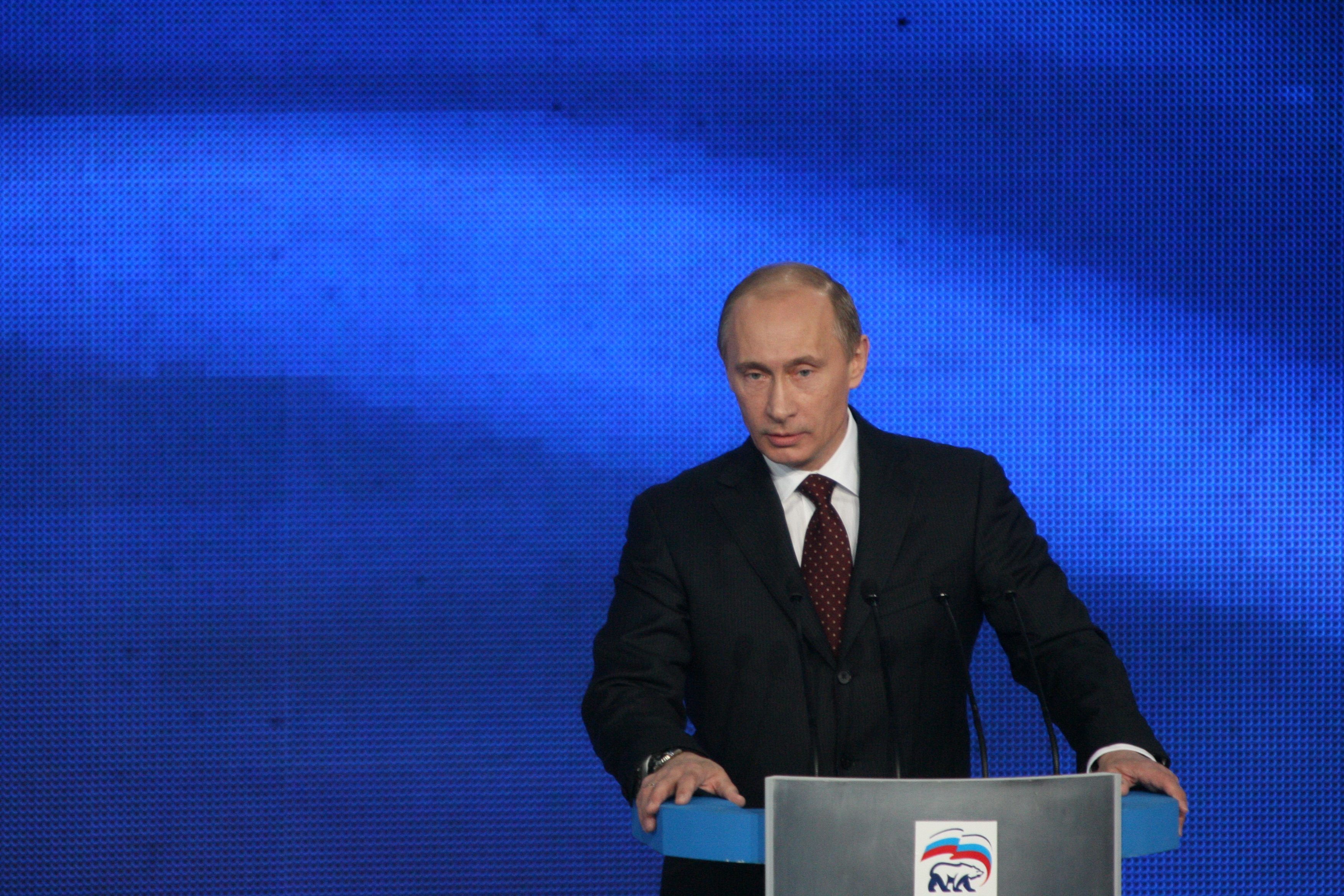
Выступление Председателя партии Владимира Путина на XI съезде «Единой России». 21 ноября 2009 года

В 2009 году партия провозгласила российский консерватизм своей официальной идеологией. На XI съезде партии в Санкт-Петербурге об этом было сказано с полной чёткостью и определённостью. 21 ноября был принят программный документ партии где было заявлено: «Идеология Партии — российский консерватизм».
«Единая Россия» в своих программных документах и в высказываниях членов партии заявляет о приверженности к ценностям антропологического консерватизма. Прежде всего, речь идёт о такой ценности как традиция. «Наша идеология отличает „ЕДИНУЮ РОССИЮ“ от оппонентов и противников. Партия руководствуется принципом „Сохранить и приумножить“». В программном документе партии утверждается: «Сохранение ценностей и традиций, приумножение потенциала страны через инновационное развитие — это путь России в число лидеров XXI века».
В программном документе партии «Единая Россия» отмечается: «Наш абсолютный приоритет — человек. Этот приоритет выстрадан Россией — на протяжении веков цена человеческой жизни была почти ничтожна. Все права человека, провозглашённые Конституцией и нормами международного права, для нас имеют одинаковую, безусловную и высшую ценность: будь то свобода слова, свобода передвижения, доступ к культурным ценностям, право на жильё или социальное обеспечение».
В 2015 году «Единая Россия» изменила свою идеологию на либеральный консерватизм, что является правым центризмом. Изменение позиций «Единой России» произошло из-за экономического кризиса в Российской Федерации.
В уставе основными ценностями партии заявлены:
- благополучие человека: его здоровье и долголетие, социальная защищённость, достойная оплата труда и возможности для предпринимательства, доступная инфраструктура и комфортная среда, свобода творчества и духовного поиска;
- единство и суверенитет страны: общая история и общие победы, многовековой опыт межнационального и межконфессионального согласия, политическое, правовое, культурное единство страны, нетерпимость к попыткам пересмотра и искажения истории России, любым проявлениям, разрушающим нашу страну, к попыткам внешнего вмешательства в жизнь государства;
- лидерство и развитие России: в повышении качества жизни людей, в образовании и науке, в модернизации экономики и инфраструктуры, в обеспечении обороноспособности и безопасности.

Для соответствия этим ценностям, в соответствии с уставом, партия должна:
- быть командой единомышленников, объединившихся ради улучшения жизни людей и прорывного развития страны;
- быть партией народного большинства — граждан страны, поддерживающих президента Российской Федерации и его стратегический курс;
- открыто, честно и профессионально представлять интересы граждан в органах власти и местного самоуправления;
- бескомпромиссно и эффективно контролировать исполнение задач, поставленных президентом Российской Федерации, соблюдение законодательства Российской Федерации;
- быть политической силой, которая создаёт основу будущего России, поддерживает и продвигает инициативы и проекты предпринимателей, учёных, общественников, молодых лидеров, передовые идеи, технологии и новаторские решения;
- защищать достоинство человека и справедливость в обществе[34].

Партия «Единая Россия» также идеологически неоднородна. В ней есть левое, социально-консервативное «крыло» и правое, либерально-консервативное «крыло». Имеется в партии и национально-консервативная группировка. Они являются официально признанными частями партии как дискуссионные клубы. Это «либеральный» клуб «4 ноября», «социальный» клуб «Центр социально-консервативной политики», а также Государственно-патриотический клуб.
21 октября 2021 года Владимир Путин, выступая на пленарной сессии дискуссионного клуба «Валдай», заявил о принципах идеологии «здорового консерватизма» в основе подходов России. По словам Путина, консервативный подход не означает «бездумное охранительство», страх перемен и игру на удержание или «замыкание в собственной скорлупе». По мнению президента, умеренный консерватизм — это опора на традиции, сохранение и преумножение населения, реальная оценка себя и других, точное выстраивание системы приоритетов, соотнесение необходимого и возможного, расчетливое формулирование целей, принципиальное неприятие экстремизма как способа действий.

### Суверенная демократия
В феврале 2006 года на официальном сайте партии была опубликована стенограмма выступления заместителя руководителя администрации президента России Владислава Суркова перед слушателями Центра партийной учёбы и подготовки кадров «Единой России», в котором он сделал попытку «описать новейшую историю в оценках и под тем углом зрения, который в целом соответствует курсу президента, и через это сформулировать наши основные подходы к тому, что было раньше, и к тому, что будет с нами в будущем».
Перед партией Сурковым была поставлена задача «не просто победить на парламентских выборах в 2007 году, а думать о том и делать всё, чтобы обеспечить доминирование партии в течение минимум 10—15 предстоящих лет». Для того, чтобы сохранить позиции, Сурков посоветовал её членам «овладевать идеологией» — а для этого создавать в регионах «постоянные группы по пропагандистскому обеспечению борьбы с политическими противниками».
Стержневым понятием идеологической платформы Суркова стал термин «суверенная демократия». Впоследствии Президент России Дмитрий Медведев отметил, что является сторонником «подлинной демократии <…> или просто демократии при наличии всеобъемлющего государственного суверенитета».

### «План Путина»
План Путина — идеологическое клише, введённое для обозначения политической и экономической программы второго президента России Владимира Путина, для его последующего использования в избирательной кампании «Единой России» на думских выборах 2007 года. Использовалось в лозунге «План Путина — победа России» на обложке брошюры и наружной рекламе предвыборной кампании.
В предвыборной программе партии «Единая Россия» на парламентских выборах 2007 года «План Путина» формулировался следующим образом:

- дальнейшее развитие России как уникальной цивилизации, защита общего культурного пространства, русского языка, наших исторических традиций;
- повышение конкурентоспособности экономики через выход на инновационный путь развития, поддержку науки, развитие инфраструктуры, наращивание инвестиций в первую очередь в высокие технологии, в отрасли — локомотивы экономического роста;
- обеспечение нового качества жизни граждан путём продолжения реализации приоритетных национальных проектов, дальнейшего и значительного повышения заработной платы, пенсий и стипендий, оказания помощи гражданам в решении жилищной проблемы;
- поддержка институтов гражданского общества, стимулирование социальной мобильности и активности, продвижение общественных инициатив;
- укрепление суверенитета России, обороноспособности страны, обеспечение для неё достойного места в многополярном мире.

— Единая Россия
Позже издана иллюстрированная брошюра «План Путина», распространявшаяся бесплатно как предвыборная реклама «Единой России».

### Позиция партии по основным социальным вопросам
19 июня 2018 года депутаты Госдумы от «Единой России» почти единогласно (кроме Натальи Поклонской) поддержали в первом чтении правительственный законопроект о повышении пенсионного возраста, отторгаемый большинством россиян и всеми оппозиционными фракциями. При этом ранее партия, согласно заявлениям её лидеров, была категорически против поднятия возраста выхода на пенсию, равно как и против удлинения трудовой недели и роста тарифов ЖКХ относительно инфляции. В начале 2010-х годов единороссы отмечали, что достижением работы их команды во власти стал рост уровня доходов граждан России в 2,4 раза за 10 лет и рост уровня доходов пенсионеров в 3,3 раза за 10 лет.

#### Социально значимые инициативы и законопроекты 2021 года
- По инициативе «Единой России» пенсии по инвалидности и другие социальные пособия теперь назначаются в беззаявительном порядке[45].
- В мае 2021 года принят закон о борьбе с «чёрными коллекторами». За незаконную деятельность по возврату долгов вводится наказание в виде лишения свободы на срок до 12 лет[46].
- С 20 мая 2021 года родители могут вернуть 50 % стоимости поездок детей в оздоровительные лагеря. Срок возврата средств не превышает пяти дней. Одно из главных условий — путёвки должны оплачиваться картой «Мир» (программа действовала до конца 2021 года)[47].
- В июне 2021 года принят закон с поправками «Единой России» о бесплатном подключении к газу (поправки направлены на решение поставленной президентом Владимиром Путиным задачи — довести газ до каждого участка бесплатно)[48].
- В июне 2021 года Госдума единогласно приняла закон «Единой России» о защите минимального дохода граждан. У должников не будут забирать гарантированный минимальный доход[49].
- С 1 июля 2021 года начаты новые выплаты — женщинам в трудной ситуации, которые встали на учёт в первые 12 недель беременности, а также одиноким родителям, которые воспитывают детей в возрасте от 8 до 17 лет[50].
- В июле 2021 года правительство согласилось с предложением «Единой России» о компенсации затрат на газификацию людям, которые оплатили подведение газа к домовладению до начала работы программы социальной газификации[51].
- В сентябре 2021 года принят пакет законопроектов, инициированных «Единой Россией», в том числе об оплате больничных по уходу за ребёнком до восьми лет в объёме 100 % от среднего заработка, о «гаражной амнистии», о возможности оспаривания штрафов через Госуслуги, о дистанционной продаже лекарств[52].
- Также в сентябре 2021 года группа сенаторов и депутатов от «Единой России» внесла в Госдуму законопроект о бесплатной госпитализации детей-инвалидов с родителями. Документ получил одобрение правительства[53].
- В ноябре 2021 года Госдума единогласно приняла в первом чтении законопроект «Единой России» об отмене обязательного техосмотра[54].
- Также в ноябре 2021 года был принят закон об отмене НДФЛ при продаже жилья для семей с детьми[55].
- В 2021 году правительство по инициативе «Единой России» расширило программу льготной ипотеки. Теперь она распространяется на частные дома[56].
- В декабре 2021 года принят закон об индексации материнского капитала: его размер будет ежегодно пересматриваться с учётом темпов роста инфляции[57].
- В декабре 2021 года по инициативе «Единой России» снят с рассмотрения законопроект об использовании QR-кодов на транспорте[58].
- 17 декабря 2021 года Госдума приняла во втором чтении законопроект, обязывающий собственников промышленных предприятий ликвидировать последствия негативного воздействия на окружающую среду. Нормы законопроекта предлагается распространить в том числе и на угольные шахты[59].

#### Поправки в бюджет 2022—2024 годов
При рассмотрении проекта бюджета на 2022—2024 годы фракцией «Единой России» были предложены следующие поправки:
- Об обеспечении жильём инвалидов, вставших на учёт до 1 января 2005 года
- О системе долговременного ухода за гражданами пожилого возраста и инвалидами
- О субсидиях на государственную поддержку отдельных общественных и иных некоммерческих организаций
- Об обеспечении доступности воздушных перевозок на Дальний Восток для граждан
- Об обеспечении лиц, инфицированных вирусом иммунодефицита человека, в том числе в сочетании с вирусами гепатитов B и C, антивирусными лекарственными препаратами для медицинского применения
- О заготовке, хранении, транспортировке и обеспечении безопасности донорской крови и её компонентов
- О развитии автомобильных дорог регионального значения
- О реализации программы комплексного развития сельских территорий
- О финансовом обеспечении оказания универсальных услуг связи
- О капитальном ремонте общежитий вузов
- Об оснащении объектов спортивной инфраструктуры спортивно-технологическим оборудованием для создания физкультурно-оздоровительных комплексов открытого типа (ФОКОТ) в сельских территориях
- О поправках по молодёжной политике

В общей сложности депутаты фракции «Единой России» предложили увеличить государственные расходы в 2022—2024 годах на 107,6 миллиарда рублей. Приоритетами стали поддержка семей с детьми и помощь наиболее уязвимым категориям граждан. Предложенные поправки были учтены при принятии бюджета.

## История партии
Дочь первого президента России Бориса Ельцина Татьяна Юмашева написала в своём блоге в Живом Журнале, что у истоков создания «Единой России» стоял Борис Березовский: «Сейчас „Единая Россия“ не любит вспоминать, что Березовский имел какое-то отношение к идее возникновения „Единства“. Но история — есть история. Нельзя забывать тех, кто стоял у её истоков. Иначе это напоминает историю ВКП(б), которую каждый раз тщательно переписывали, когда очередной её основатель оказывался врагом народа».

### 2001—2003
Создана 1 декабря 2001 года на съезде Всероссийского союза «Единство и Отечество», созданного ранее в том же году партией «Единство» (лидер — Сергей Шойгу), движением «Отечество» (Юрий Лужков) и присоединившимся к ним несколько позже движением «Вся Россия» (Минтимер Шаймиев) как Всероссийская политическая партия «Единство и Отечество — Единая Россия».
После слияния партий на учредительном съезде лидеры объединившихся партий Сергей Шойгу, Юрий Лужков и Минтимер Шаймиев были избраны сопредседателями Высшего совета партии. Председателем генерального совета партии, осуществлявшего практическое руководство, и центрального исполнительного комитета партии стал Александр Беспалов. В совет вошли секретарь политсовета ОВР Александр Владиславлев, Франц Клинцевич, член Совета Федерации Сергей Попов.
20 ноября 2002 года председателем высшего совета стал министр внутренних дел Борис Грызлов. Полномочия Беспалова как председателя генсовета были урезаны, и 27 февраля 2003 года он покинул свой пост. Председателем генерального совета партии стал Валерий Богомолов, а главой центрального исполнительного комитета — Юрий Волков.
31 января 2003 года партия была зарегистрирована Министерством юстиции РФ.
29 марта 2003 года состоялся II съезд партии. Съезд одобрил доклад, с которым выступил Борис Грызлов, и утвердил манифест «Путь национального успеха». На съезде было принято решение разработать предвыборную программу на предстоящие парламентские выборы.
III съезд партии 20 сентября 2003 года принял предвыборную программу и утвердил список кандидатов на выборах. Съезд приветствовал Владимир Путин, пожелавший партии успеха на выборах. 7 декабря партия «Единство и Отечество — Единая Россия» одержала победу на выборах, получив 37,57 % голосов, а вместе с одномандатниками — и конституционное большинство в Государственной думе. Борис Грызлов стал спикером Госдумы.
24 декабря 2003 года состоялся IV съезд, на котором с докладом выступил Б. В. Грызлов. Съезд одобрил основные положения и выводы доклада, а также деятельность партии в период избирательной кампании. Съезд принял единогласное решение о поддержке кандидатуры Владимира Путина на выборах президента. Кроме того, было принято решение о переименовании партии «Единство и Отечество — Единая Россия» в партию «Единая Россия».

### 2004—2007
27 ноября 2004 года на V съезде была проведена реформа управления — ликвидирован центральный политический совет и введена должность председателя партии. Председателем «Единой России» был избран Борис Грызлов.
22 апреля 2005 года новым секретарём генсовета «Единой России» был избран вице-спикер Госдумы Вячеслав Володин. Он сменил Валерия Богомолова. 23 апреля 2005 года в должность руководителя центрального исполкома вступил 35-летний депутат Госдумы Андрей Воробьёв, руководитель Фонда «Единая Россия».
Новое руководство «Единой России» поставило целью так называемую «партизацию власти». Весной 2005 года был принят закон о выборах в Госдуму исключительно по партийным спискам. Затем Госдума приняла поправки к федеральному законодательству, позволяющие партии, победившей на выборах в региональный парламент, предлагать президенту России свою кандидатуру на губернаторский пост. В подавляющем большинстве регионов это право принадлежало «Единой России». Подавляющее большинство губернаторов является членами «Единой России». В апреле 2006 года Борис Грызлов сообщил, что членами партии являются уже 66 из 88 руководителей российских регионов. Начиная с 2005 года в партию вступили руководители крупных промышленных корпораций — «Рот Фронт», «Бабаевский», «Мечел», «АвтоВАЗ».

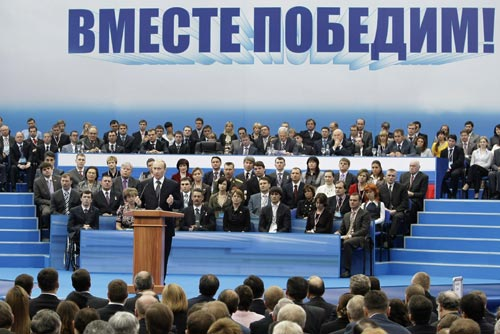
Выступление Владимира Путина на заседании IX съезда партии. 15 апреля 2008

26 ноября 2005 года в Красноярске состоялся VI съезд партии, одобривший новую редакцию устава. Согласно одной из поправок, в случае невыполнения решений центральных и региональных партийных органов может быть прекращена деятельность регионального политического объединения, не выполняющего эти решения. Изменений в программе партии на съезде не было сделано.
В преддверии VII Съезда Партии руководство Политической партии «Российская объединённая промышленная партия» (РОПП) обратилось с обращением об объединении с политической партией «Единая Россия». Формальное объединение произошло 1 декабря 2006 года.
2 декабря 2006 года в Екатеринбурге состоялся VII съезд партии. По итогам съезда было утверждено программное заявление «Россия, которую мы выбираем», в котором была изложена стратегия развития на принципах суверенной демократии.
В Программном заявлении Партии были сформулированы 10 приоритетов на ближайшее десятилетие. Приоритетами партии были объявлены: борьба с бедностью; совершенствование систем здравоохранения и образования; проведение взвешенной промышленной и молодёжной политики; ускоренное развитие агропромышленного комплекса и социальной инфраструктуры села; укрепление федеративных основ через выравнивание регионов и стимулирование местного самоуправления; укрепление правоохранительной и судебной системы; реформирование государственного управления и повышение роли партий в жизни страны; общественный контроль над соблюдением прав и свобод и поддержка гражданских инициатив.
Также в период 2006—2007 годов «Единая Россия» инициировала создание ряда новых организаций: «Молодая Гвардия Единой России», Союз пенсионеров России, Педагогическое общество России, Всероссийский Совет местного самоуправления — позволяющих создать более благоприятные условия для общественной реализации интересов их членов.
VIII съезд партии проходил в два этапа. 1—2 октября 2007 года в Москве состоялся первый этап. В его работе принял участие президент Владимир Путин. Первый день был посвящён обсуждению программы, с которой «Единая Россия» шла на думские выборы, — так называемого Плана Путина. Во второй день съезда был утверждён Федеральный избирательный список партии. 17 декабря 2007 года в Москве состоялся второй этап. В его работе приняли участие президент Владимир Путин и первый вице-премьер правительства Дмитрий Медведев. Председатель партии Борис Грызлов, открывая съезд, заявил, что главная его задача — подготовка к избирательной кампании президента. Съезд официально выдвинул кандидатом на пост президента России первого вице-премьера правительства Дмитрия Медведева. За его кандидатуру проголосовали 478 делегатов, против — 1.
«Мы официально будем выдвигать кандидатуру Дмитрия Медведева на съезде», — заявил Борис Грызлов. «Думаю, остальные партии „Справедливая Россия“, „Аграрная партия“ и „Гражданская сила“ обеспечат поддержку кандидата, выдвинутого „Единой Россией“», — добавил Грызлов. Согласно российскому законодательству, одного и того же кандидата не могут выдвинуть несколько партий, вследствие чего «Справедливая Россия», «Аграрная партия» и «Гражданская сила» не могли официально выдвинуть Медведева в кандидаты на пост президента.

### 2008—2010

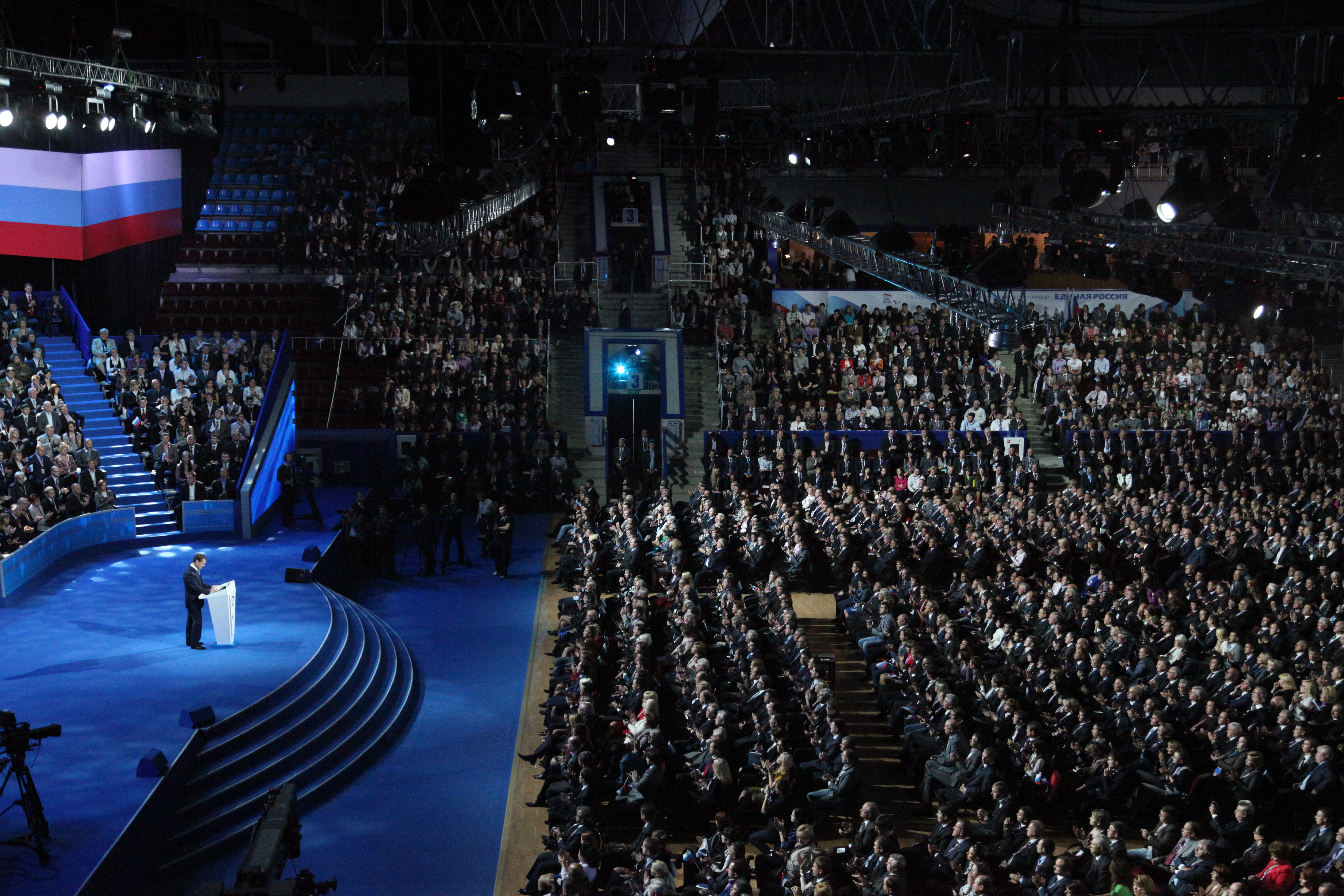
XII Съезд «Единой России»

15 апреля 2008 года на IX съезде «Единой России» президент Владимир Путин принял предложение возглавить партию «Единая Россия». 7 мая 2008 года Бориса Грызлова на посту руководителя партии сменил Владимир Путин.
20 ноября 2008 года в Москве состоялся X съезд «Единой России». На его открытии выступил председатель партии Владимир Путин. В работе съезда принял участие президент России Дмитрий Медведев.
XI съезд партии прошёл 21 ноября 2009 года в Санкт-Петербурге. Председатель партии Владимир Путин подвёл итоги антикризисной работы правительства, обозначил приоритеты посткризисного развития экономики, поставил новые задачи перед «Единой Россией».
28 сентября 2010 года отрешённый от должности мэр Москвы Юрий Лужков оставил пост сопредседателя Высшего совета «Единой России» и покинул партию.

### 2011—2013
На XII съезде партии 24 сентября 2011 года Медведев поддержал выдвижение кандидатуры премьер-министра Путина на президентских выборах 2012 года. Президент принял предложение премьер-министра Владимира Путина возглавить партию «Единая Россия» на думских выборах и заявил, что, по его мнению, Владимир Путин должен в 2012 году баллотироваться в президенты. Делегаты аплодировали этому заявлению стоя и единогласно поддержали его кандидатуру в президенты. Медведев тут же отреагировал, сказав, что аплодисменты являются доказательством популярности Путина в народе.
Выступление Медведева слушали около десяти тысяч участников заседания. Всего съезд посетили около 12 тысяч участников, гостей и журналистов, что для подобных политических собраний является беспрецедентным.

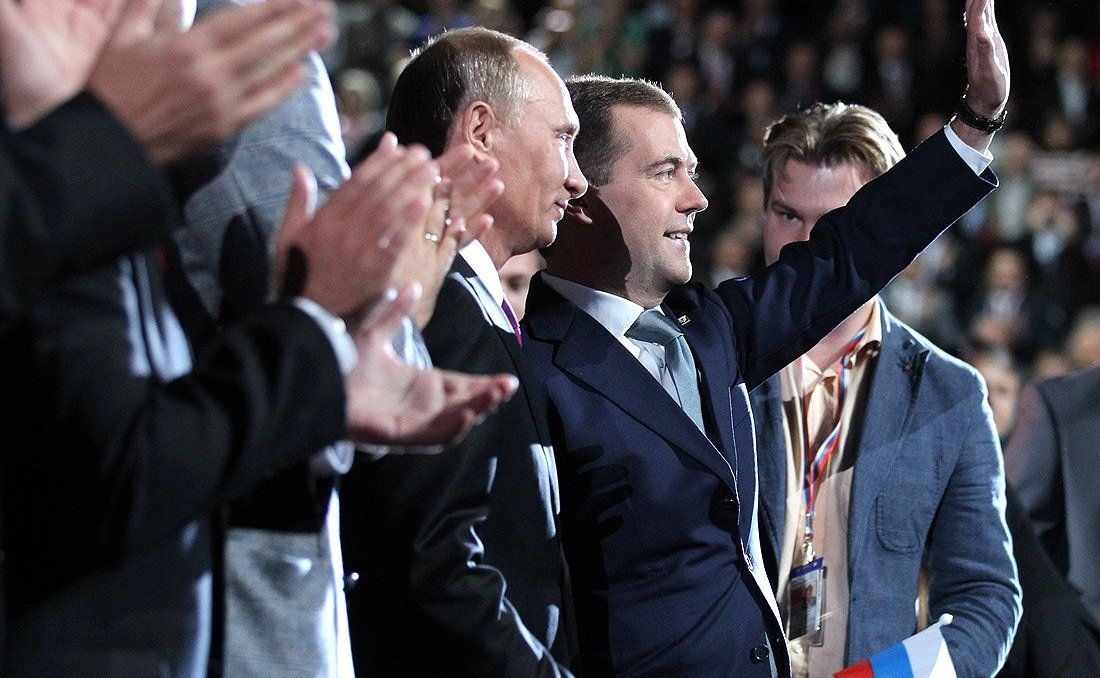
Дмитрий Медведев и Владимир Путин на XII съезде «Единой России»

Также на съезде 24 сентября был утверждён предвыборный список кандидатов от партии на декабрьских выборах в Госдуму. В список вошли 416 членов партии и 183 беспартийных, 363 из них впервые участвуют в выборах. 29 сентября 2011 года список был передан в Центральную избирательную комиссию Российской Федерации. Список партии возглавил Президент России Дмитрий Медведев. За список проголосовали 582 делегата съезда, против — один.
Предвыборной программой «единороссов» стали произнесённые на съезде речи Дмитрия Медведева и Владимира Путина. Медведев определил семь стратегических приоритетов политики правительства, а Путин предложил списать ошибочную налоговую задолженность 36 миллионов россиян в объёме 30 миллиардов рублей и повысить с 10 октября зарплаты работникам бюджетной сферы на 6,5 %. Владимир Путин также отметил, что налоги для богатых граждан должны быть выше, чем для среднего класса, и предложил повышать тарифы ЖКХ только сверх установленной нормы. В числе других приоритетов Путин назвал полное перевооружение армии и флота за 5-10 лет, удвоение темпов строительства дорог за 10 лет, создание либо обновление 25 миллионов рабочих мест за 20 лет и выход России в число пяти крупнейших экономик мира.
На XIII съезде партии 26 мая 2012 года Дмитрий Медведев был избран председателем «Единой России».
«Единая Россия» не будет использовать портреты своего председателя Дмитрия Медведева, а также президента страны Владимира Путина в ходе осенней избирательной кампании. Об этом 26 сентября пишет газета «Ведомости» со ссылкой на высокопоставленный источник внутри партии власти.
В марте 2013 года около 50 членов «Единой России» из Абанского района Красноярского края заявили о выходе из партии. Они обратились с открытым письмом (в нём говорится, что под ним подписались 60 человек) к председателю партии Дмитрию Медведеву, в котором раскритиковали деятельность «ЕР», которая, по их словам, перестала выполнять свою политическую функцию.
5 октября 2013 года в Москве состоялся XIV Съезд партии «Единая Россия». По данным регистрации, из 726 делегатов XIV съезда присутствовали 697 делегатов.

### В настоящее время
В Москве 5—6 февраля 2016 года состоялся XV съезд партии «Единая Россия». Его основным вопросом стало утверждение порядка проведения предварительного голосования для отбора кандидатов на выборы в Госдуму седьмого созыва. 22 мая 2016 года «Единая Россия» провела партийные выборы (праймериз) общероссийского масштаба — формально для отбора кандидатов от партии на выборах в Государственную думу. Однако победа того или иного лица на этих праймериз отнюдь не означала, что победитель станет кандидатом от «Единой России» на выборах в Государственную думу. Партийным руководством ряд победителей был исключён из списков (зачастую под странными предлогами), а их места в партийном списке отданы лицам, которые показали весьма низкие результаты при голосовании 22 мая 2016 года. Например, в итоговом региональном партийном списке по Свердловской области «проходные» 2-е и 3-е места достались участникам, занявшим 9-е и 10-е места на праймериз. По похожему принципу были проведены замены некоторых победителей праймериз по одномандатным округам. Например, кандидатом от партии по Нижнетагильскому округу партия назначила человека, который по итогам голосования в округе занял только 4-е место. Более 20 лиц, которые в праймериз 22 мая не участвовали, были выдвинуты партией в качестве кандидатов в Государственную думу, причём на «проходных местах». Кроме того, по 18 одномандатным округам, где прошли праймериз, «Единая Россия» не выдвинула в Государственную думу в 2016 году никого. Мотивы этого решения неизвестны, тем более что результаты праймериз по этим округам не были отменены.
К началу активной стадии избирательной кампании в Госдуму были произведены перестановки в предвыборном штабе во главе с Сергеем Неверовым, который начнёт работу в двух разных форматах: оперативный штаб (заседает дважды в неделю в узком составе для решения оперативных задач) и расширенный штаб (в полном составе собирается раз в две недели).
22 января 2017 года Дмитрий Медведев был переизбран на пост председателя партии.
26 мая 2019 года впервые в истории масштабных политических выборов, проводимых в России, партия применила процедуру тайного электронного предварительного голосования с использованием технологии блокчейн. Тайное электронное голосование использовалось избирателями в 47 регионах России на разноуровневых выборах по определению кандидатов для последующего выдвижения от «Единой России» в Госдуму, региональные парламенты и органы местного самоуправления.
В марте 2022 года в ходе вторжения России на Украину партия открыла в Мариуполе центр помощи.
В ноябре 2022 года несколько источников, состоящих в «Единой России», сообщили, что партия не будет проводить ежегодный съезд, так как она «не готова предложить стратегическую повестку». Отказ проводить ежегодный съезд является нарушением устава партии.

## Состав и численность партии

### Численность
По состоянию на 1 ноября 2021 года в рядах партии состоят 2 338 471 человек. В настоящее время (по состоянию на 15 ноября 2021 г.) в информационной системе «Вся Россия» зарегистрировано почти 600 тысяч (592 190 чел.) активных сторонников партии по всей стране.

### Состав
По состоянию на 2010 год 26 % членов партии были пенсионерами, студентами и временно неработающими, 21,2 % работали в образовании, 20,9 % — в промышленности, 13,2 % — состояли на государственной службе и работали в органах власти, 8 % — трудились в здравоохранении, 4 % были предпринимателями, примерно столько же партийцев трудилось в сфере искусства.

## Манифесты Единой России

### Проект манифеста 2002 года
23 декабря 2002 года «Независимая газета» опубликовала проект манифеста «Единой России», который, в частности, содержал следующие обещания:

Наша конкретная программа такова. После победы на выборах в декабре 2003 г., сразу, в 2004 г., начнётся:
- программа модернизации энергетического комплекса
- массовое строительство индивидуального жилья
- программа развития новой транспортной сети России
- технологическая революция в российском сельском хозяйстве
- быстрый рост доходов всех категорий граждан

В результате, уже
- в 2004 г. каждый житель России будет платить за тепло и электроэнергию в два раза меньше, чем сейчас
- в 2005 г. каждый гражданин России будет получать свою долю от использования природных богатств России
- в 2006 г. у каждого будет работа по профессии
- к 2008 г. каждая семья будет иметь собственное благоустроенное жильё, достойное третьего тысячелетия, вне зависимости от уровня сегодняшнего дохода
- к 2008 г. Чечня и весь Северный Кавказ станет туристической и курортной «Меккой» России
- к 2010 г. будет построена транспортная магистраль Санкт-Петербург-Анадырь, Токио-Владивосток-Брест и другие
- к 2017 г. Россия будет лидером мировой политики и экономики

Скажете, что этого не может быть? Это будет! Мы — партия «Единая Россия» — сделаем это! Тысячу лет Россия была основным элементом мировой политики и экономики. Скажете, что в стране упадок и это никогда не повторится? У нас есть общественные силы, готовые поддержать возрождение России. Мы на пороге взрывного роста национальной экономики и мы сделаем этот шаг. Через 15 лет Россия будет лидером мировой экономики и политики. И весь мир на это посмотрит.
Российский медведь долго спал? Мы его разбудим. Все ждут Русского Чуда? Мы его создадим. Нужна национальная идея? Она у нас есть.
— Максим Гликин, Ольга Тропкина. Партия власти обеспечит всех жильём // Независимая Газета 2002-12-23
Данный проект манифеста не был принят «Единой Россией», однако неоднократно использовался политическими противниками «Единой России» для иллюстрации деятельности партии.
Сторонники «Единой России» утверждают, что этот манифест — фальшивка. По утверждению Дмитрия Рогозина, «это самый что ни на есть настоящий итоговый документ семинара руководителей региональных отделений ЕР, предложенный для обсуждения генеральному совету этой партии». Политический журналист Олег Кашин указал на обсуждение в своём блоге от 17 января 2003 года проекта манифеста, находящегося на официальном сайте Единой России. Позднее Кашин написал, что «возглавлявший в те времена генеральный совет „Единой России“ Александр Беспалов вскоре лишился своей должности и, как говорили, формальным поводом для этого стал как раз тот завиральный манифест, о котором с тех пор „Единая Россия“ предпочитает не вспоминать, а её оппоненты, напротив, вспоминать любят. Заслуживает внимания также версия, согласно которой проект является одновременно и фальшивкой в том смысле, что он не был официально принят, и подлинным в том смысле, что готовился группой политтехнологов „Единой России“, а публикация „сырого“ проекта манифеста явилась отражением внутрипартийной борьбы.
Политтехнолог Вячеслав Смирнов, в 2002 году входивший в предвыборный штаб „Единой России“, отмечает, что авторство текста принадлежит группе под руководством социолога из Санкт-Петербурга Ю. Крижанской:
Данное творение писалось на моих глазах в декабре 2002 питерской группой Крижанской, она была замом Беспалова по ЦИК. И рассылалось именно как проект. Скандал был весёлый. На Генсовете вопрос так и ставили „Кто будет отвечать за это через четыре года?“
Сия „программа“ была завязана на форсунку Фусенко (кажется, так) и новую физику Джабраила Базиева (энергетика типа), автолеты и струнный транспорт Юницкого (это именно струнная магистраль Брест-СПб-Анадырь имелась в виду) <…> Так что проект сей имел под собой большой запрос на бюджетные бабки. И его вроде успели донести до главы государства. Не знаю, смеялся Путин или рыдал…».
Политолог Павел Данилин отметил:
Не знаю, смеялся Путин или рыдал, но Беспалов не только рассылал этот документ в качестве проекта для ознакомления в региональные отделения, но ещё, гордясь собой, слил его в Независимую газету. И 23 декабря 2002 года Максим Гликин и Ольга Тропкина публикуют статью «„Медведи“ — за туризм в Чечне!». В статье прямо говорится: «В редакцию „НГ“ попал документ, явно претендующий на сенсацию. Это проект манифеста „Единой России“, который обсуждался в минувшую субботу на заседании центрального политсовета партии». Это была лебединая песня Беспалова, так как к тому времени на руководство партией пришёл Борис Грызлов (глава Высшего совета партии). Ещё 20 ноября 2002 года полномочия Беспалова как председателя Генсовета были урезаны. 27 февраля 2003 года он был уволен. На том заседании, о котором пишет Гликин и Тропкина, которое проходило на самом деле. За месяц до их статьи как раз и было принято решение по проекту Беспалова, что оный проект дискредитирует партию, и Беспалову надо уйти по-хорошему. Что и было сделано. Всё это время команда Грызлова готовилась ко Второму съезду партии и готовила его программное выступление. Которое и было принято в качестве манифеста «Путь национального успеха». Обращаю внимание, что программные документы, манифесты утверждает в соответствии с уставом съезд партии. Съезд проходил 29 марта 2003 года. И на нём был утверждён настоящий манифест «Путь национального успеха». Никакие проекты на нём не рассматривались. Проект документа Беспалова был давным давно похоронен и забыт.

### Манифест 2003 года
Одобренный II Съездом Всероссийской политической партии «Единство и Отечество — Единая Россия» 29.03.2003 г. манифест не содержал конкретных дат, цифр и обещаний, однако по духу и названию «Путь национального успеха» соответствовал проекту.

Цель ясна — любые преобразования в экономике должны служить качественному увеличению достатка, быстрому росту реальных доходов, обеспечению наивысших социальных стандартов жизни наших сограждан. Преобразования в экономике — это инструмент построения в России подлинного социального государства.
Доходы государства должны быть поставлены в жёсткую зависимость от доходов его граждан. Необходимо создать основанную на законе систему распределения доходов государства в интересах большинства его населения. Это не означает «отнять и поделить». Это означает произвести, получить доход, заплатить каждому достойное вознаграждение за его труд, оказать адресную помощь нуждающимся. Только так можно сформировать то большинство, которое не нуждается в повседневной государственной опеке, а само обеспечивает свой достаток и увеличивает достаток государства. Только так можно преодолеть гнёт материального неблагополучия значительного числа россиян.
Партия считает необходимым одновременно решать и задачи развития современной рыночной экономики, и выстраивания новой, эффективной системы социальной защиты. Это означает, что экономику страны следует развивать на конкурентных началах, а результаты её развития использовать на началах социальной справедливости.
Прорыв в экономике возможен только тогда, когда сформирована оптимальная модель её развития.
Эта модель должна соединить в себе дальнейшее развитие уже сегодня конкурентоспособных отраслей российской экономики, в частности, сырьевых, с модернизацией секторов высоких технологий.
Это — создание полноценного внутреннего рынка и стимулирование внутреннего спроса, а значит, и высокие доходы граждан, обеспечивающие этот спрос.
Это — решительная «инвентаризация» производственного потенциала страны. Мы не имеем права развивать то, что обременяет экономику, сдерживает её развитие и не имеет перспектив в конкуренции на мировых рынках. В то же время само геополитическое положение России требует поддержки тех отраслей, которые обеспечивают её безопасность — военную, продовольственную, экологическую, информационную. Современный бухгалтерский подход к экономике должен уступить место стратегическому планированию, умению видеть экономическую перспективу и объединять усилия страны вокруг реальных точек экономического роста.
Это — признание безусловной приоритетности развития всех форм организации сельского хозяйства, восстановление его производственного потенциала за счёт разумного сочетания бюджетной поддержки с инструментами рыночного регулирования.
Это не только высокие темпы экономического роста, но и реализация преимуществ предпринимательской свободы прежде всего для экономически активной части населения — представителей малого и среднего бизнеса как основы социальной стабильности общества и формирования российского среднего класса.
Это — эффективная регулирующая роль государства в экономике, которая является залогом её успешного развития. Мы намерены проводить политику низких налогов и высоких доходов. Но для этого нужно соединить свободу рынка с инструментами государственного регулирования — бюджетно-финансовыми, денежно-кредитными, правовыми, налоговыми, рентными.
Это — бюджетная политика, в основе которой лежат не только нужды страны, но и защита бюджета каждой российской семьи.
Это — свобода и порядок в экономике, когда государство создаёт строгие правила, обеспечивающие возможность каждому человеку свободно заняться устройством своей судьбы. Экономически успешная Россия — это страна, в которой реализован принцип «благополучие для всех». Для нас не очень важно, как назовут нашу партию аналитики и журналисты.
Нас называют «партией власти» — мы отвечаем, что мы обязательно станем правящей партией, партией новой власти.
Нас называют сторонниками путинских реформ — мы отвечаем, что эти реформы жизненно необходимы для России.
— Манифест партии «Единая Россия» Путь национального успеха. Одобрен II Съездом Всероссийской политической партии «ЕДИНСТВО и ОТЕЧЕСТВО» — Единая Россия 29.03.2003 г.
Заканчивался этот документ программным лозунгом «Мы верим в себя и в Россию!».
- Программа ЕР согласно Manifesto Project Database

## Программа и устав

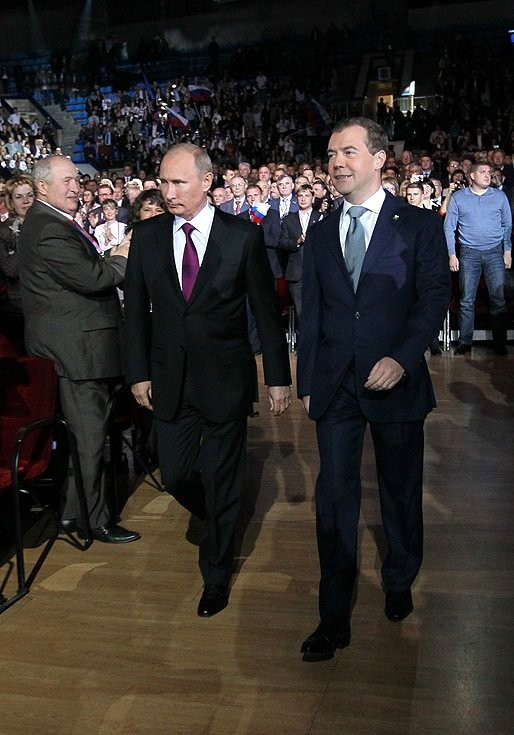
Путин и Медведев на партийном съезде 24 сентября 2011 г.

Официально зарегистрированный устав партии «Единая Россия» был доступен на сайте Министерства юстиции Российской Федерации. В 2010 году на сайте Минюста также находилась программа партии «Единая Россия», которая датировалась 1 декабря 2001 года. В настоящее время на сайте Министерства юстиции отсутствует какое-либо упоминание о программе «Единой России».
Действующий устав датируется 26 мая 2012 года и претерпел, по сравнению с уставом 2001 года, ряд изменений.
На официальном сайте «Единой России» как программа партии до сентября 2011 года подавалась "Предвыборная Программа Всероссийской политической партии «Единая Россия» «План Путина — достойное будущее великой страны»", принятая VIII съездом партии «Единая Россия» 1 октября 2007 года.
Предыдущая предвыборная программа, утверждённая 20 сентября 2003 года на III Съезде Всероссийской политической партии «Единство и отечество» — «Единая Россия», недоступна на официальном сайте, однако копии находятся на ряде сайтов. В частности, эта программа содержала следующие пункты:

Ужесточение мер против коррупции и других правонарушений со стороны работников государственных органов (особенно — правоохранительных);
…
Наконец, мы планируем к 2008 году добиться введения безвизового обмена между Россией и странами Европейского Союза, расширяя сотрудничество в рамках Шенгенского режима.
…
Государственная политика поддержки и развития высокотехнологичных, инновационных отраслей — новой экономики России.
…
Изменение структуры экспорта в пользу продуктов машиностроения.
…
Доступное жильё

Также на официальном сайте находится программное заявление партии «Единая Россия», принятое VII съездом 15 апреля 2008 года.
Кроме того, на официальном сайте партии «Единая Россия» находится «программный документ» под названием «Россия: сохраним и приумножим!», который принят 21 ноября 2009 года на XI съезде партии в Санкт-Петербурге. В «программном документе», в частности, говорится:

Наша идеология отличает «Единую Россию» от оппонентов и противников. Партия руководствуется принципом «Сохранить и приумножить». Это — основа российского консерватизма.
…
«Единая Россия» доказала, что способна обеспечивать управление страной, социальную и политическую стабильность. Сегодня, на новом этапе развития, Партия принимает на себя историческую и политическую ответственность за модернизацию страны, за реализацию национального курса — Стратегии-2020.

«Стратегия 2020» — это, по сути, ещё одна программа партии, однако, в отличие от остальных программ и программных документов, она не оформлена в виде отдельного законченного документа. Впервые о «Стратегии 2020» сказал В. Путин на расширенном заседании Государственного совета Российской Федерации «О стратегии развития России до 2020 года» 8 февраля 2008 года в Красноярске. Страница «Стратегии 2020» с официального сайта «Единой России» была убрана, однако доступна в InternetArchive. «Официальный сайт экспертных групп по обновлению „Стратегии 2020“» находится на веб-портале РИА Новости.
В мае 2011 года по предложению Председателя Правительства России и председателя партии «Единая Россия» В. Путина была создана коалиция общественных организаций с участием «Единой России» — Общероссийский народный фронт. Программа ОНФ и одновременно предвыборная программа партии под названием «Народная программа» была утверждена на XII съезде «Единой России» 23 и 24 сентября 2011 года. Для подготовки программы ОНФ с подачи председателя партии «Единой России» Владимира Путина был создан «Институт социально-экономических и политических исследований», который возглавил сенатор Николай Фёдоров, однако итоговый сценарий развития событий поменялся.

### Программы и программное обращение 2011 года
На XII съезде «Единой России» 24 сентября 2011 года выступили действовавшие Президент России Дмитрий Медведев и Председатель Правительства России Владимир Путин.
Медведев определил семь стратегических приоритетов политики правительства: модернизация экономики; выполнение социальных обязательств; искоренение коррупции; укрепление судебной системы; поддержание межнационального и межконфессионального мира и борьба с нелегальной миграцией и этнической преступностью; становление современной политической системы; внутренняя и внешняя безопасность, самостоятельная и разумная внешняя политика России.
Путин, в свою очередь, поставил цель по выходу России в число пяти крупнейших экономик мира, предложил списать ошибочную налоговую задолженность 36 миллионов россиян в объёме 30 миллиардов рублей и повысить с 10 октября зарплаты работникам бюджетной сферы на 6,5 %. Владимир Путин также отметил, что налоги для богатых граждан должны быть выше, чем для среднего класса, и предложил повышать тарифы ЖКХ только сверх установленной нормы. В качестве приоритетов Путин также установил полное перевооружение армии и флота за 5-10 лет, удвоение темпов строительства дорог за 10 лет, создание либо обновление 25 миллионов рабочих мест за 20 лет.
После выступлений Дмитрия Медведева и Владимира Путина, которые были встречены бурными, продолжительным аплодисментами, вице-спикер Госдумы Олег Морозов предложил считать эти выступления программой партии на выборах. Съезд единогласно утвердил предложенную в таком виде предвыборную программу партии на предстоящих думских выборах.
По мнению авторов Газеты.ру, таким образом статус предвыборной утратила так называемая «Народная программа» — обширный документ, который всё лето готовил институт сенатора Николая Фёдорова, публично собирая по всей стране «наказы» избирателей и рекомендации экспертов. Предполагалось, что документ будет представлен на съезде, однако этого не произошло без объяснения причин.
Позднее секретарь генсовета «Единой России» Сергей Неверов отметил, что Народная программа, или «Программа народных инициатив», опубликованная 23 октября 2011 года, рассматривается единороссами как план развития страны и должна рассматриваться как единое целое с программным обращением партии. Неверов заявил, что программное обращение единороссов содержит стратегические цели развития страны, поставленные В. Путиным и Д. Медведевым, а «Программа народных инициатив» — тактические шаги по достижению этих целей.
14 октября 2011 года «Единая Россия» опубликовала «программное обращение», составленное из реплик выступлений действовавших президента Дмитрия Медведева и премьер-министра Владимира Путина на партийном съезде. Документ походит, по мнению экспертов Газеты.ру, на текст эпохи Брежнева и согласуется с предчувствиями грядущего застоя.
Позднее «программное обращение» было опубликовано несколько по другому адресу с добавлением «Утверждена XII Съездом Всероссийской политической партии „Единая Россия“ 24.09.2011» и подзаголовком «Предвыборная программа Всероссийской политической партии „Единая Россия“ на выборы депутатов Государственной Думы Федерального Собрания Российской Федерации шестого созыва (Программное обращение Партии „Единая Россия“ к гражданам России)».
Программное обращение, помимо общих слов, содержит следующие конкретные пункты:
1. «Быть сильными и за следующие пять лет — войти в пятёрку крупнейших экономик мира»
2. «Общенациональная задача на ближайшие 20 лет — кардинально обновить или создать не менее 25 млн современных рабочих мест в промышленности и в бюджетном секторе»
3. «В ближайшие 5 лет мы обеспечим практически полную независимость страны по всем основным видам продовольствия»
4. «К концу 2014 года средняя заработная плата в стране должна увеличиться в 1,5 раза»
5. «За два года фонд заработной платы в здравоохранении вырастет на 30 процентов. Уже в будущем году зарплаты школьных учителей и преподавателей всех российских вузов сравняются или превысят среднюю зарплату по экономике во всех без исключения регионах России»
6. «За 5 лет мы должны построить в России не менее 1 тысячи новых школ, и за эти же 5 лет у нас не должно остаться ни одной школы в аварийном состоянии»
7. «Доступное жильё — для каждой российской семьи. К 2016 году предстоит практически удвоить объём жилищного строительства»
8. «Уже в ближайшее время вслед за снижением инфляции, намерены обеспечить дальнейшее снижение годовых ставок по ипотечным кредитам»
9. «Как и было запланировано, мы обеспечим жильём всех участников Великой Отечественной войны»[132].

Также в программном обращении «Единая Россия» выдвигает на посты Президента России Владимира Путина, а на пост председателя правительства — Дмитрия Медведева.
27 ноября 2011 г. после закрытия 2-й части XII Съезда «Единой России», на котором Владимир Путин официально был выдвинут кандидатом на пост президента России, на официальном сайте «Единой России» появился документ «Предвыборная программа партии „Единая Россия“ на выборах Президента России» с припиской проект.

### Отчёт партии о выполнении программы 2016 года
Председатель партии «Единая Россия» Дмитрий Медведев представил отчёт о работе за пять лет на совместном заседании высшего и генерального советов «Единой России», которое прошло 9 июня 2021 года в Москве.
По его словам, подавляющее большинство положений программы 2016 года или выполнено, или находится в стадии реализации. Среди достижений партии он отметил поправки в трудовой кодекс, в том числе регулирующие положение дистанционных работников, поддержку малого бизнеса, урегулирование статуса самозанятых, принятие закона о бесплатном горячем питании для школьников, о приоритетном праве братьев и сестёр ходить в одну школу или сад, продление программы материнского капитала до 2026 года. Тогда же на федеральном и региональном уровне начался процесс отчётов перед избирателями о работе за пять лет. Депутаты от партии всех уровней должны были отчитаться перед своими избирателями об изменениях, которые произошли при участии «Единой России».
Реализация программы «Единой России»—2016 на примере некоторых пунктов:
| Расширить перечень государственных услуг, оказываемых в многофункциональных центрах, включить в него наиболее проблемные и массовые государственные услуги (например, обмен или получение водительских прав) | В конце ноября 2020 года премьер-министр М. Мишустин подписал постановление, которое даёт право регионам самостоятельно увеличивать количество услуг, оказываемых в МФЦ. Расширяется и сам перечень услуг. Например, с 2021 года можно подавать запросы в МФЦ на регистрацию сделок с недвижимостью (обмен и получение прав были возможны и ранее). 21 апреля 2021 года Владимир Путин в ходе послания Федеральному собранию сообщил, что большинство госуслуг через три года должны предоставляться онлайн, а принципы социального казначейства — уже в 2022 году |
| Обеспечить постоянный контроль за исполнением нормы закона о запрете требовать от граждан документы (справки, выписки, копии и т. д.), уже имеющиеся в органах власти | В 2016 году Правительство запретило органам власти при предоставлении госуслуг требовать у граждан 85 наименований документов и сведений, которые есть в распоряжении 25 федеральных органов исполнительной власти. |
| Обязать госорганы разместить в интернете исчерпывающий перечень обязательных требований, являющихся предметом контроля, с обязательным запретом проведения проверок требований, не опубликованных надлежащим образом. | В июле 2020 года принят закон, согласно которому надзорный орган не имеет права проводить проверки юрлиц, если на его сайте не размещён перечень обязательных требований к проверке. Это упростило подготовку к проверкам множества организаций. |
| Установить для самозанятых граждан, осуществляющих приносящую доход деятельность без привлечения наёмных работников и не зарегистрированных в качестве индивидуальных предпринимателей (например, репетиторство, присмотр за детьми, уход за престарелыми, больными и т. п.), возможность добровольного уведомления об осуществлении такой деятельности с освобождением от уплаты налогов на три года; | С 2019 года самозанятые граждане могут перейти на специальный налоговый режим «Налог на профессиональный доход». Действовать режим будет до 2029 года или пока годовой доход не превышает 2.4 млн рублей. По состоянию на конец 2021 года этот налоговый режим действует почти во всех субъектах РФ. Физические лица и индивидуальные предприниматели, которые переходят на новый специальный налоговый режим (самозанятые), могут платить с доходов от самостоятельной деятельности только налог по льготной ставке — 4 или 6 %. Это позволяет легально вести бизнес и получать доход от подработок без рисков получить штраф за незаконную предпринимательскую деятельность. |
| Восстановить с 2017 года индексацию социальных выплат, пособий, компенсаций в соответствии с нормами действующего законодательства на уровень инфляции | С 2018 года установлен единый порядок индексации социальных выплат исходя из уровня инфляции за предыдущий год. |
| Осуществлять мероприятия по предотвращению задолженностей по заработной плате | С 2016 по 2021 год численность работников предприятий, перед которыми имеется задолженность по заработной плате, сократилась в 3 раза, с 71 до 24 тысяч человек. Сумма задолженности за этот же период уменьшилась в 2 раза, с 3 млрд. 850 млн рублей до 1 млрд. 800 млн рублей. |
| Продолжить после 1 января 2018 года государственную поддержку в форме материнского (семейного) капитала и ежемесячную денежную выплату семьям при рождении третьего ребёнка и последующих детей, с учётом критериев адресности и нуждаемости | Программа материнского капитала не только продлена до 31 декабря 2026 года, но и расширена. Теперь материнский капитал выдаётся при рождении первого ребёнка. Увеличен размер выплаты для семей с двумя детьми. Общая сумма материнского капитала увеличена на 200 тысяч — до 639 431 рублей. Расширен круг лиц, имеющих право на получение маткапитала, за счёт женщин, родивших (усыновивших) первого ребёнка начиная с 1 января 2020 г., а также мужчин, являющихся единственными усыновителями первого ребёнка. Упрощена процедура и сроки получения материнского капитала.                                                                                                |
| Развивать систему охраны здоровья граждан старшего поколения, сочетающую медицинские услуги для людей всех возрастов, — от профилактики до паллиативной медицинской помощи; организовать качественную работу гериатрической службы, обеспечить её доступность | В 2020 году был принят закон о выходном дне для работающих россиян в возрасте 40 лет и старше на прохождение диспансеризации. В 2024 году в России должно появиться около 2 тысяч новых специалистов гериатрической службы. В регионах открываются новые гериатрические центры. Кроме того, в марте 2019 года был подписал закон о паллиативной помощи. Документ расширил понятие «паллиативная медицинская помощь» и уточнил порядок её оказания. |
| Поддержать инициативы по привлечению лучших выпускников вузов для работы в школах | На федеральном уровне работает программа поддержки молодых педагогов «Земский учитель». Молодой специалист, приехавший работать на село, получает 1 миллион рублей в качестве меры поддержки. Также по инициативе «Единой России» студенты-старшекурсники педагогических вузов теперь могут работать в школах, совмещая работу и учёбу. |
| Продолжить реализацию проектов партии «Единая Россия» по строительству физкультурно-оздоровительных комплексов, реконструкции и строительству школьных спортивных залов для оздоровления детей, формирования культуры здорового образа жизни | В 2020 году было выделено 3 миллиарда рублей на строительство физкультурно-оздоровительных комплексов. «Единая Россия» в рамках проекта «Детский спорт» контролирует своевременную сдачу спортивных объектов в эксплуатацию. Правительство по инициативе «Единой России» направит регионам 2 миллиарда рублей на строительство ФОКОТов в 2021 году. Они активно строятся, планируется около 100 объектов. Также выделяются деньги на ремонт сельских спортивных залов. |
| Усилить меры государственной поддержки талантливых детей и молодёжи, в том числе за счёт развития системы творческих конкурсов, расширения сети детских центров | С 2015 года в России действует образовательный центр «Сириус», направленный на поддержку одарённых детей. По его модели создано 60 других центров, а к 2022 году планируется создание их во всех субъектах РФ. В 2020 году программах региональных площадок приняли участие 29 тысяч школьников. При этом «Сириус» поддерживает региональные центры (проводит вебинары, семинары, конференции, а педагоги из регионов приезжают в «Сириус» на стажировки). |
| Расширить поддержку российских товаропроизводителей — производителей экологически чистой отечественной продукции | В 2018 году подписан закон об органической сельскохозяйственной продукции, предусматривающий специальную маркировку и государственную поддержку её производителей. Согласно закону органической будет считаться экологически чистая сельскохозяйственная продукция, сырьё и продовольствие, производство которых соответствует определённым требованиям. |

В августе 2021 года секретарь Генсовета партии Андрей Турчак анонсировал ежегодный отчёт депутатов «Единой России» перед своими избирателями. Это станет для единороссов обязательной нормой.

### Народная программа 2021 года
Народную программу партии готовили в ходе предвыборной кампании 2021 года. В её основу легли апрельское послание президента Путина и результаты опроса более двух миллионов россиян. Их совокупность позиционируется как план развития страны в течение следующих пяти лет.
Сбор предложений стартовал в июне 2021 года, специально для получения обратной связи от избирателей был создан сайт np.er.ru. В подготовке предложений принял участие президент Владимир Путин, который предложил ряд мер социальной поддержки граждан и проекты развития страны на втором этапе съезда «Единой России» 24 августа 2021 года.
Все пункты программы прошли предварительное обсуждение с экспертами, депутатами и чиновниками соответствующих ведомств. В том числе ряд предложений обсуждался в созданных штабах общественной поддержки с участием представителей федеральной пятёрки списка партии — Анны Кузнецовой, Сергея Лаврова, Сергея Шойгу, Елены Шмелёвой, Дениса Проценко.
Народная программа «Единой России» состоит из двух основных разделов: «Благополучие людей» и «Сильная Россия». Каждый из них включает в себя темы, которые в совокупности охватывают все сферы жизни каждого жителя страны.
В раздел «Благополучие людей» входит несколько блоков: «Хорошая работа — достаток в доме», «Крепкая семья», «Здоровье человека», «Забота о каждом нуждающемся», «Современное образование и передовая наука», «Удобная и комфортная жизнь», «Экология для жизни», «Государство для человека».
Во второй раздел — «Сильная Россия» — вошли такие темы, как «Экономика развития», «Развитие села», «Развитие регионов и транспортной инфраструктуры страны», «Культура, история, традиции», «Гражданская солидарность и молодёжная политика», «Внешняя и оборонная политика».
Контролировать исполнение Народной программы будет программная комиссия партии, в которую входят партийные и внешние эксперты, представители профильных министерств и общественности.

## Руководящие органы
«Единая Россия» состоит из региональных отделений по одному на субъект федерации, региональные отделения из местных отделений по одному на городской округ или муниципальный район, местные отделения из первичных отделений по одному на городского поселение, сельское поселение или ТОС.
Высший орган — съезд, между съездами — Генеральный совет (до 2004 года — Центральный политической совет), исполнительные органы — Президиум Генерального совета и Центральный исполнительный комитет, высшее должностное лицо — Председатель, высший ревизионный орган — Центральная контрольно-ревизионная комиссия.
Высший орган регионального отделения — конференция регионального отделения, между конференциями регионального отделения — региональный политический совет, исполнительные органы регионального отделения — президиум регионального политического совета и региональный исполнительный комитет, ревизионные органы регионального отделения — региональная контрольно-ревизионная комиссия, высшее должностное лицо регионального отделения — секретарь регионального отделения.
Высший орган местного отделения — конференция местного отделения, между конференция местного отделения — местный политический совет, высшее должностное лицо местного отделения — секретарь местного отделения, исполнительный орган местного отделения — местный исполнительный комитет, ревизионный орган местного отделения — местная контрольно-ревизионная комиссия.
Высший орган первичного отделения — общее собрание, между общими собраниями — совет первичного отделения, высшее должностное лицо первичного отделения — секретарь первичного отделения.

### Съезд партии
Высшим органом партии является съезд партии. Съезд решает наиболее важные вопросы, в том числе о создании или ликвидации структурных подразделений, центральных и руководящих органов, определяет основные направления деятельности политического объединения, утверждает устав и программные документы. Съезд принимает решения по участию партии в выборах различного уровня, в том числе выдвигает и отзывает кандидатов на пост президента России и в депутаты Государственной думы, избирает председателя партии, главу и членов Высшего совета, состав Генерального совета и Центральной контрольной комиссии, а также принимает решения о досрочном прекращении их полномочий.
Съезд созывается Генеральным советом партии или его президиумом, как правило, один раз в год. Внеочередной съезд может быть созван по решению руководящих органов «Единой России» или по предложению более одной трети её региональных отделений. За всю историю партии успело пройти 20 съездов. В 2020 году съезд не проводился в связи с неблагоприятной эпидемиологической обстановкой.

### Председатель партии
По уставу «Единой России» съезд партии вправе по предложению председателя Высшего совета учредить высшую выборную должность — председателя партии. Должность была введена на V съезде партии 27 ноября 2004 года. Председатель избирается открытым голосованием на съезде партии, для избрания кандидату необходимо набрать две трети голосов делегатов. Председатель партии представляет её во взаимоотношениях с российскими, международными и зарубежными государственными и негосударственными органами и организациями, общественными объединениями, физическими и юридическими лицами, средствами массовой информации. Он открывает съезд «Единой России» и председательствует на заседаниях её руководящих органов, а также предлагает кандидатуры для избрания или назначения на ряд должностей. Первым председателем партии стал Борис Грызлов. 7 мая 2008 года на IX съезде партии председателем был избран беспартийный Владимир Путин, для чего предварительно был изменён устав.
26 мая 2012 года на XIII съезде партии председателем «Единой России» избран Дмитрий Медведев, который перед съездом вступил в партию.
| № | Портрет | Председатель партии | Срок                                  |
| - | ------- | ------------------- | ------------------------------------- |
| 1 |         | Борис Грызлов       | 24 ноября 2004 года — 7 мая 2008 года |
| 2 |         | Владимир Путин      | 7 мая 2008 года — 26 мая 2012 года    |
| 3 |         | Дмитрий Медведев    | с 26 мая 2012 года                    |

Должность председателя партии не нужно путать с должностью председателя Высшего совета партии, который, согласно уставу, «является высшим выборным должностным лицом партии». Председателем Высшего совета партии «Единой России» с момента введения этой должности в апреле 2008 года является Борис Грызлов.

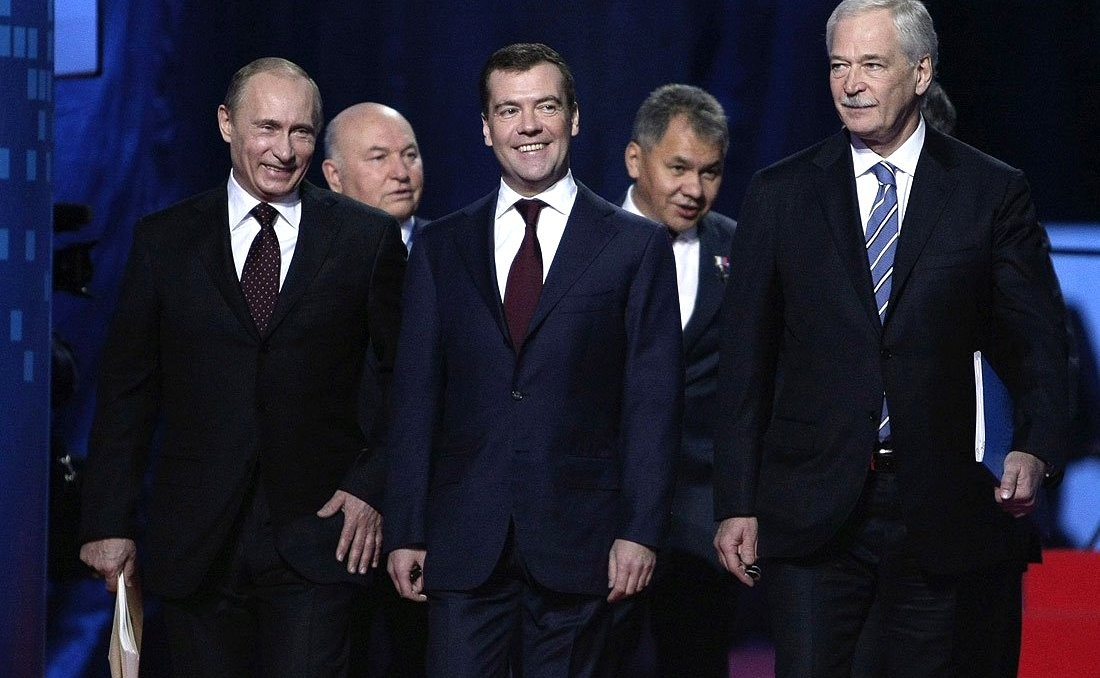
Перед XI съездом партии «Единая Россия», 2009 г. Президент Дмитрий Медведев, председатель правительства, председатель «Единой России» Владимир Путин, председатель Госдумы РФ, председатель высшего совета партии Борисом Грызловым (справа). Задний план — (слева направо): сопредседатели высшего совета партии — действующий на тот момент мэр Москвы Юрий Лужков и глава МЧС Сергей Шойгу

Первоначально руководящими органами партии являлись Генеральный совет (15 человек), Центральный исполнительный комитет, Высший совет и Центральный политический совет (ликвидирован в ноябре 2004 года).

### Высший совет
Состоит из 100 членов. Высший совет политической партии определяет стратегию развития партии и обеспечивает поддержку выполнения программы и устава. Кроме того, он содействует укреплению авторитета и росту влияния партии в российском обществе. Высший совет избирается из числа выдающихся общественных и политических деятелей Российской Федерации, имеющих большой авторитет в российском обществе и на международной арене, в том числе не являющихся членами «Единой России». Выборы Высшего совета, как и его председателя, проходят путём открытого голосования на съезде партии.
На съезде «Единой России» 4 декабря 2021 года было избрано 98 членов Высшего совета, два места остались вакантными. Состав обновился почти наполовину: в него вошли такие люди, как полномочный представитель президента в Дальневосточном федеральном округе Юрий Трутнев, вице-спикер Государственной Думы Сергей Неверов, главный врач больницы в Коммунарке Денис Проценко, народный артист России Владимир Машков, заместитель председателя комитета Государственной Думы РФ по молодёжной политике Михаил Киселёв, первый замминистра труда и социальной защиты, председатель общественного совета партпроекта «Крепкая семья» Ольга Баталина, президент общероссийской общественной организации малого и среднего предпринимательства «Опора России» Александр Калинин, генеральный директор АНО «Агентство стратегических инициатив по продвижению новых проектов» Светлана Чупшева. Также в высший совет входят ряд губернаторов регионов.
Председатель совета — Борис Грызлов.

### Генеральный совет
Генеральный совет руководит деятельностью «Единой России» в период между её съездами. Он обеспечивает выполнение всех партийных решений, разрабатывает проекты предвыборных программ и иных документов, рекомендации по основным направлениям политической стратегии, руководит политической деятельностью партии. На сегодняшний день в него входят 170 человек (количественный состав определяет съезд), которые избираются на съезде тайным голосованием. При этом состав совета подлежит ежегодной ротации не менее чем на 15 %, согласно уставу.

### Президиум Генерального совета
Руководство Генеральным советом возложено на его секретаря и президиум. Президиум руководит политической деятельностью партии: от разработки проектов предвыборной программы до организационно-партийных и идеологических документов. В его компетенцию входит принятие решений о созыве внеочередного съезда, создание и ликвидация региональных отделений. Президиум вправе утверждать бюджет партии, а также по представлению бюро Высшего совета вносить на съезд предложение по выдвижению кандидата на должность президента России и выдвижению списков кандидатов в депутаты Госдумы.
Секретарь президиума Генерального совета руководит деятельностью президиума и уполномочен делать политические заявления от имени партии, ставить первую подпись на финансовых документах партии, подписывать документы, относящиеся к компетенции Генерального совета и его президиума.
Исполняющим обязанности секретаря президиума Генерального совета партии с 21 октября 2010 года являлся Сергей Неверов, 15 сентября 2011 года Неверов по предложению Путина был утверждён в должности секретаря. 12 октября 2017 года и. о. секретаря стал Андрей Турчак.
На сегодняшний день в состав президиума Генерального совета входит 35 человек. Их количество и персональный состав были утверждены 4 декабря 2021 года на съезде партии «Единая Россия». Секретарем Генсовета был переизбран Андрей Турчак.

### Центральный исполнительный комитет партии
Является главным исполнительным органом партии, курирующим работу региональных отделений. Также организует работу ряда партийных институтов и отвечает за взаимодействие с фракцией «Единой России» в Государственной Думе. Срок полномочий ЦИК истекает после завершения очередных выборов в Государственную Думу, после чего на съезде партии утверждается новая структура.
Руководителем Центрального исполнительного комитета на съезде 4 декабря 2021 года стал Александр Сидякин.
С 2009 по 2011 год он был секретарём движения Федерации независимых профсоюзов России, руководителем департамента коллективных действий и развития профсоюзного движения ФНПР. В 2011 году Сидякин стал депутатом Госдумы от «Единой России», там он работал заместителем председателя комитета Госдумы по жилищной политике и жилищно-коммунальному хозяйству. После выборов 2016 года он стал первым заместителем главы того же комитета, а в 2017-м — членом президиума генсовета «Единой России».
Назначение Александра Сидякина многие политологи связывали с его большим опытом технологической и законотворческой работы и с необходимостью трансформации центрального исполкома «Единой России» в постоянно действующий избирательный штаб.
Члены ЦИК:
- Орлова Наталья Алексеевна, первый заместитель руководителя ЦИК — руководитель управления финансово-хозяйственного обеспечения
- Жаворонков Максим Константинович, первый заместитель руководителя ЦИК (на общественных началах) — руководитель аппарата фракции «Единая Россия» в Государственной думе
- Костикова Анастасия Александровна, заместитель руководителя ЦИК — руководитель управления информации и социальных коммуникаций
- Некрасов Дмитрий Владимирович, заместитель руководителя ЦИК по проектной работе
- Осинников Андрей Владиславович, заместитель руководителя ЦИК — руководитель управления региональной и технологической работы
- Романов Роман Николаевич, заместитель руководителя ЦИК — руководитель управления политической работы, директор Высшей партийной школы
- Тихонов Денис Владимирович, заместитель руководителя ЦИК — руководитель управления по обеспечению деятельности комиссий Генерального совета партии
- Муравская Мария Валерьевна, руководитель организационного управления ЦИК
- Рябцев Александр Александрович, руководитель управления по работе с обращениями граждан ЦИК
- Шкред Константин Викторович, руководитель управления проектной деятельности (на общественных началах)

### Центральная контрольная комиссия
Центральная контрольная комиссия (ЦКК) является контрольно-ревизионным центральным органом партии, осуществляющим контроль за соблюдением Устава (за исключением соблюдения этических норм партии), исполнением решений центральных органов партии, а также за финансовой и хозяйственной деятельностью структурных подразделений.
Избирается съездом из числа членов партии тайным голосованием сроком на пять лет большинством голосов от числа зарегистрированных делегатов Съезда при наличии кворума. Количественный состав ЦКК определяется съездом партии. Председатель Центральной контрольной комиссии — заместитель председателя Государственной Думы Ирина Яровая.

### Межрегиональные координационные советы партии
Учреждены в 2011 году решением президиума Генерального совета партии. В их задачу входит координация деятельности, контроль и методическая поддержка региональных отделений партии, а также содействие в реализации электоральных задач.
Всего создано семь МКС в соответствии с количеством федеральных округов.
- Центральный межрегиональный координационный совет (Москва).
- Северо-Западный межрегиональный координационный совет (Санкт-Петербург).
- Южный межрегиональный координационный совет (Ростов-на-Дону).
- Приволжский межрегиональный координационный совет (Нижний Новгород).
- Уральский межрегиональный координационный совет (Екатеринбург).
- Сибирский межрегиональный координационный совет (Новосибирск).
- Дальневосточный межрегиональный координационный совет (Хабаровск).

### Региональные отделения партии
Созданы во всех субъектах РФ, включая Крым. Аналогично федеральной структуре, высшим политическим органом региона является региональная конференция партии, которая утверждает количественный и персональный состав регионального политического совета и президиума регионального политического совета. Главным исполнительным партийным органом в регионе является региональный исполнительный комитет. Главный политический руководитель регионального отделения партии — секретарь регионального политсовета. Руководитель исполнительного комитета отвечает за всю организационную составляющую работы регионального отделения.
Местные отделения партии создаются в муниципалитетах региона и подотчётны в своей работе региональному отделению партии. Они также состоят из местных политических советов во главе с секретарём местного отделения и местных исполнительных комитетов во главе с руководителем местного исполкома.
С 2019 года «Единая Россия» начала применять практику назначения секретарями региональных политических советов губернаторов регионов. В 2019 году ими стали 13 губернаторов: Марат Кумпилов в Республике Адыгее, Глеб Никитин в Нижегородской области, Айсен Николаев в Республике Саха (Якутия), Андрей Травников в Новосибирской области, Радий Хабиров в Республике Башкортостан, Казбек Коков в Кабардино-Балкарской Республике, Олег Кожемяко в Приморском крае, Владимир Владимиров в Ставропольском крае, Игорь Васильев в Кировской области, Дмитрий Азаров в Самарской области, Александр Богомаз в Брянской области, Андрей Чибис в Мурманской области, а также врио главы Севастополя Михаил Развожаев.
3 декабря 2021 года президиум Генерального совета «Единой России» утвердил кандидатуры ещё 12 губернаторов в качестве секретарей региональных отделений партии. Ими стали врио губернатора Владимирской области Александр Авдеев, губернатор Ненецкого автономного округа Юрий Бездудный, губернатор Белгородской области Вячеслав Гладков, глава Ленинградской области Александр Дрозденко, врио губернатора Тамбовской области Максим Егоров, глава Республики Мордовия Артем Здунов, губернатор Иркутской области Игорь Кобзев, губернатор Свердловской области Евгений Куйвашев, глава Республики Коми Владимир Уйба, глава Республики Калмыкия Бату Хасиков, глава Республики Тыва Владислав Ховалыг, губернатор Архангельской области Александр Цыбульский.

## Партийные институты

### Общественные приёмные председателя партии
«Партия должна обсуждать с гражданами любые, самые сложные, даже неприятные на первый взгляд вопросы, чувствовать, что волнует людей больше, слышать голос каждого — в этом обязанность депутатов парламента».

Выступление Владимира Путина на XV съезде Партии, 27 июня 2016 года.
Общественные приёмные председателя партии были созданы 2 июля 2008 года.
Региональные общественные приёмные председателя партии работают во всех субъектах Российской Федерации. На сегодняшний день приём граждан проводят центральная, 85 региональных и 2492 местных общественных приёмных партии.
Общее количество сотрудников, работающих в сети общественных приёмных, — 3091 человек.
За последние пять лет работы в общественные приёмные партии обратилось по личным вопросам 4 357 507 граждан, письменные обращения направили 1 840 938 граждан. Из них более 38,3 % получили конкретную практическую помощь.
Приёмные продолжают работать и во время пандемии. Организуют дистанционные приемы граждан, оказывают им юридическую поддержку, действуют как площадка для волонтеров. Сотрудники доставляют продукты и медикаменты, помогают в работе медучреждений.

### «Молодая Гвардия Единой России»
«Молодая Гвардия Единой России» (МГЕР) — молодёжное общественное объединение с фиксированным членством. Основана 16 ноября 2005 года. «Молодая Гвардия» поддерживает курс партии и является её кадровым резервом.

### Комиссия по этике
Решением XVIII съезда партии 8 декабря 2018 года была создана комиссия партии по этике. В неё входят наиболее авторитетные партийцы с безупречной репутацией. При необходимости она принимает решения об исключении из рядов партии, если считает поступок человека аморальным. Причём делает это несмотря на его ранг и статус.
С декабря 2018 по декабрь 2021 года комиссия провела 19 заседаний и вынесла 40 рекомендаций. Из них 24 об исключении из партии, 10 о партийных взысканиях в форме предупреждения, 6 о партийных взысканиях в форме замечания и 1 о партийном взыскании в форме выговора. Кроме того, комиссия многократно формулировала свою позицию по инцидентам, связанным с членами и сторонниками Партии.

### Высшая партийная школа
«Партия должна эффективно выполнять свою важнейшую миссию — служить социальным лифтом для талантливых и компетентных профессионалов, а таких в ваших рядах достаточно».

Владимир Путин 26 мая 2012 года на съезде «Единой России»
Высшая партийная школа — комплекс образовательно-просветительских мероприятий партии «Единая Россия», направленный на обучение, развитие и повышение квалификации сотрудников, членов и сторонников партии, а также граждан, разделяющих основополагающие ценности партии. Весь комплекс обучения построен на прикладной модели и носит практический характер. Программа обучения состоит из тематических модулей, направленных на разные целевые аудитории.
Высшая партийная школа содержит следующие образовательные модули, которые сопряжены с ежегодным избирательным циклом:
«Политический лидер»
«Политические технологии»
«Политический текст»
«Партийный организатор»

### «Полистартап»
«ПолитСтартап» — это постоянно действующий кадровый проект партии, направленный на выявление молодых граждан Российской Федерации в возрасте до 35 лет с активной жизненной позицией, готовых попробовать свои силы в общественно-политической деятельности. В 2021 году «ПолитСтартап» прошёл в 45 субъектах РФ.
Проект «ПолитСтартап» проводится в рамках процедуры предварительного голосования по отбору кандидатов в органы государственной власти и местного самоуправления.
«Политстартап» придал мощный импульс внутрипартийной конкуренции. За четыре года его реализации 3,5 тысячи участников стали депутатами разных уровней. Из них 15 человек пополнили ряды депутатов Государственной думы. Более тысячи опытных партийцев стали наставниками для молодых политиков.

### Комиссии Генерального совета
Решением XX съезда партии 4 декабря 2021 года были созданы комиссии Генерального совета партии «Единая Россия».
Комиссии являются постоянно действующими органами Генерального совета по исполнению Народной программы партии на выборах депутатов Государственной думы.
Каждый член Генерального совета принимает участие в работе одной из комиссий. Члены комиссий могут не являться членами Генерального совета и даже членами партии. С правом совещательного голоса в состав комиссий могут быть включены представители общественных организаций, научные работники, эксперты и иные лица, обладающие необходимыми системными знаниями по предметам ведения комиссий.
На сегодняшний день существуют пять комиссии Генерального совета:
- Комиссия по защите материнства, детства и поддержке семьи
- Комиссия по образованию и науке
- Комиссия по здравоохранению
- Комиссия по развитию Восточной Сибири
- Комиссия по международному сотрудничеству и поддержке соотечественников за рубежом

### Сторонники партии
Сторонники партии «Единая Россия» — это инструмент общественного внепартийного контроля. С одной стороны, он не связан политическими обязательствами как партия, а с другой — объединяет людей, которые солидарны с целями и задачами «Единой России», но сами политической деятельностью заниматься не могут.

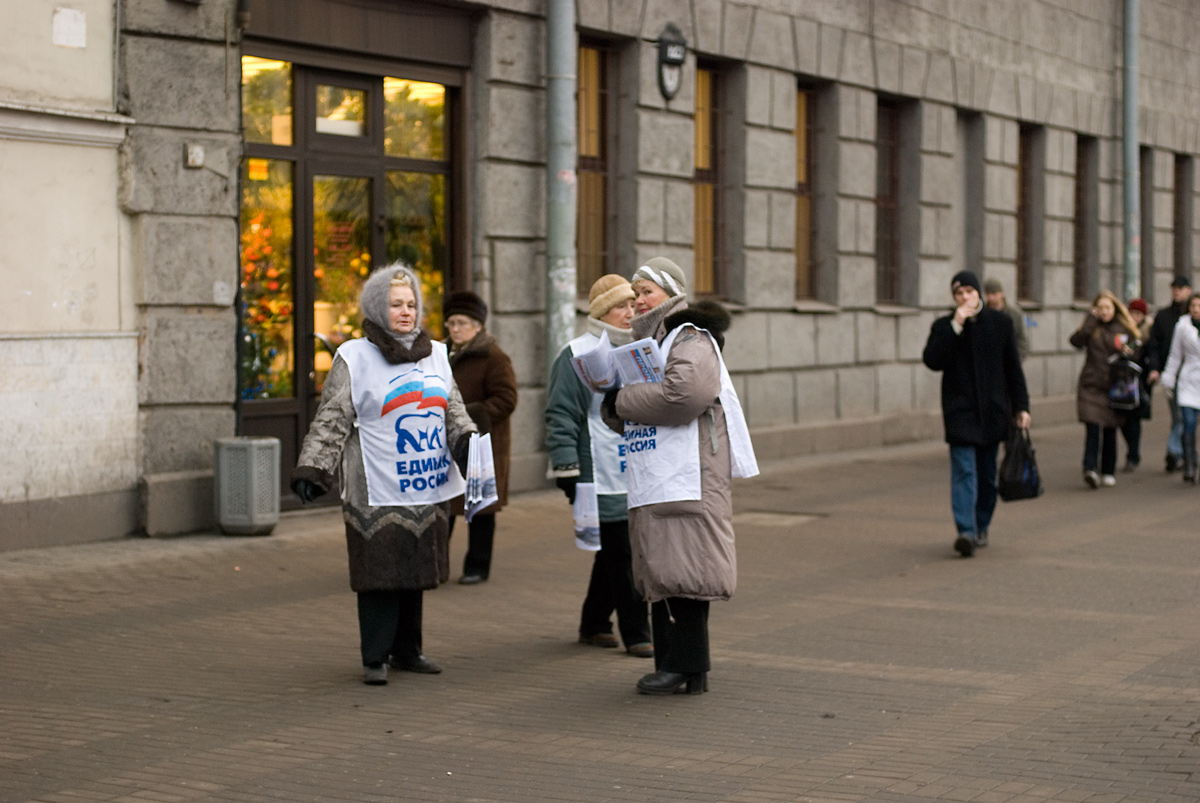
Агитация во время выборов 2007 года

### Центр поддержки гражданских инициатив
Центр поддержки гражданских инициатив (ЦПГИ) создан 30 августа 2018 года.
Проект ЦПГИ представляет собой механизм, обеспечивающий поддержку, продвижение, масштабирование и юридическое сопровождение проектов и инициатив как НКО, так и гражданских активистов.
В качестве приоритетных направлений в работе Центра определены новые медиа, молодые журналисты, экология, внутренний туризм, развитие территорий, инклюзивное общество, социальное предпринимательство, патриотическое воспитание, активное долголетие и диалог культур. Перечень направлений при этом не является исчерпывающим и будет дополняться, исходя, в том числе, из анализа поступающих обращений.

## Федеральные партийные проекты «Единой России»
Федеральные партийные проекты были созданы 13 ноября 2013 года.
Под партпроектом понимается комплекс мероприятий федерального уровня, объединённых общими целями, исполнителями и сроками реализации, обеспечивающих достижение целей и задач, поставленных партией.
Целью федерального проекта является реализация более чем в одном субъекте Российской Федерации актуальных для всех граждан Российской Федерации инициативных проектов и программ, направленных на модернизацию первичного звена здравоохранения, строительство новых школ и детских садов, развитие дорожной инфраструктуры, строительство физкультурно-оздоровительных комплексов и развитие детского спорта, развитие патриотизма и культурных ценностей в обществе, развитие доступной безбарьерной среды, помощь старшему поколению, благоустройство дворов и общественных пространств, решение проблем экологии, развитие села и промышленности.
На сегодняшний день действуют 15 федеральных партийных проектов:
- «Безопасные дороги»
- «Городская среда»
- «Детский спорт»
- «Единая страна — доступная среда»
- «Здоровое будущее»
- «Историческая память»
- «Крепкая семья»
- «Культура малой Родины»
- «Локомотивы роста»
- «Народный контроль»
- «Новая школа»
- «Российское село»
- «Старшее поколение»
- «Чистая страна»
- «Школа грамотного потребителя»

## Доходы и расходы
Согласно уставу, денежные средства партии формируются за счёт членских взносов, средств федерального бюджета, предоставляемых в соответствии с законодательством Российской Федерации, пожертвований, поступлений от мероприятий, проводимых партией, её региональными отделениями, а также доходов от предпринимательской деятельности, поступлений от гражданско-правовых сделок и других, не запрещённых законом поступлений. Уплата членских взносов носит добровольный характер. Порядок внесения членских взносов и учёта их уплаты определяется президиумом Генерального совета партии. Членские взносы никогда не были основным источником доходов партии. В 2002 году партия собрала в виде членских взносов 7,7 млн руб., в 2008 году — 157,8 млн руб. (7,6 % доходов партии). Не играли существенной роли для партии и пожертвования физических лиц — в 2009 году по этой статье было получено 0,3 % поступлений в партию. Основным же источником финансирования партии в 2009 году стали пожертвования юридических лиц (63,8 % доходов партии) и государственное финансирование (26,8 % доходов партии).
Сводные финансовые отчёты «Единой России» за 2005—2011 годы расположены на официальном сайте на странице «Партия „Единая Россия“ сегодня». При этом отчёты за 2005, 2006 и 2008 годы недоступны, а доступные представлены в нетекстовом виде, что делает невозможным поиск информации, в том числе поисковиками.
| Источник поступления средств                                            | 2007 год      | 2009 год      | 2011 год      |
| ----------------------------------------------------------------------- | ------------- | ------------- | ------------- |
| Всего                                                                   | 2 094 288 660 | 3 337 176 137 | 3 957 811 607 |
| Вступительные и членские взносы                                         | 111 553 100   | 154 739 687   | 163 215 049   |
| Средства федерального бюджета                                           | 113 881 470   | 894 284 820   | 894 284 820   |
| Пожертвования, всего                                                    | 1 020 020 229 | 2 218 389 994 | 2 867 409 637 |
| Пожертвования от юридических лиц                                        | 921 485 630   | 2 127 618 756 | 2 755 645 958 |
| Пожертвования от физических лиц                                         | 11 053 541    | 10 247 398    | 38 455 859    |
| Пожертвования, поступившие с нарушением закона «О политических партиях» | 85 248 359    | 80 523 840    | 73 307 820    |
| Другие не запрещённые законом поступления                               | 844 968 976   | 64 930 575    | 16 065 680    |

В пожертвования, поступившие с нарушением закона «О политических партиях», входят как пожертвования от лиц, не указавших в финансовых документах все необходимые данные, так и пожертвования от государственных или муниципальных предприятий или организаций, которые не имеют на это права. Например, в результате проверки сведений о поступлении и расходовании средств Московского областного регионального отделения «Единой России» за 2-й квартал 2012 года было установлено, что поступило пожертвование от 30.05.2012 г. на сумму 30 000 рублей от ОАО «Сергиево-Посадская электросеть», учредителем которого (доля — 100 %) является администрация Сергиево-Посадского муниципального района Московской области. Глава района В. С. Коротков является одновременно и секретарём местного политсовета партии «Единая Россия».
Большая часть пожертвований поступает от региональных общественных фондов поддержки «Единой России». Фонды не раскрывают, кто именно даёт им деньги, однако, со слов руководителей региональных фондов, в основном пожертвования делают представители среднего бизнеса. По их утверждениям, «принудиловки» нет, жертвователи «вносят по столько, сколько могут и хотят» в ответ на письменную или устную просьбу.
Тульский фонд поддержки «Единой России», возглавляемый заместителем губернатора Тульской области Вадимом Жерздевым, в 2009 году собрал максимально возможные по закону 43,3 млн руб. Такую же сумму собрал московский областной фонд, возглавляемый первым зампредом правительства Московской области Игорем Пархоменко. Председатель Всероссийского газового общества, депутат Госдумы Валерий Язев, по данным ЕГРЮЛ, числился учредителем пяти региональных фондов поддержки: ямало-ненецкого, челябинского, тюменского, ханты-мансийского и курганского (и в сумме собрал 83,7 млн руб. в 2009 году).
В 2007 году крупнейшее пожертвование поступило от ООО «Фавор Капитал» (19,9 млн руб.), а три кондитерских фабрики «Рот Фронт», «Красный Октябрь» и «Бабаевский» сделали одинаковый взнос по 10 млн руб. В 2009 году крупнейшее пожертвование поступило от ОАО «Московский телевизионный завод Рубин» (43 млн руб.), при этом с учётом дочерних предприятий МТЗ Рубин пожертвовал всего 47,8 млн рублей. В 2011 году крупнейшее пожертвование поступило от ЗАО «Михайловцемент» (43 млн руб.).
По подсчётам газеты «Ведомости», «Единая Россия» в период с 2005 по 2009 год получила пожертвований на 6 миллиардов рублей, при этом крупнейший производитель цемента в России «Евроцемент груп» перечислил 253 миллиона рублей, «Мечел» — 72, «Объединённые кондитеры» — 58,5 миллиона рублей, Мотовилихинские заводы — 48,7 миллиона. Предприятие «Аксайская земля» при годовой прибыли в 2,1 миллиона рублей за три года сумело помочь «Единой России» 30 миллионами рублей.
По словам «Ведомостей», банк благотворительности и духовного развития России «Пересвет», среди учредителей которого Отдел внешних церковных связей Московского патриархата, Московская патриархия и Калужская епархия Русской православной церкви, в 2005—2007 годах поддержал «Единую Россию» на 30 млн руб.; он оказывал поддержку и в 2002—2004 годах, но суммы остались неизвестными.
В 2007 году в Интернете было опубликовано письмо секретаря кемеровского отделения «Единой России» Геннадия Дюдяева к управляющему директору Сибирской угольной энергетической компании, в котором он назвал отказ компании помочь партии деньгами отказом в поддержке созидательного курса действовавшего президента Владимира Путина и обещал «проинформировать об этом Администрацию президента и Губернатора Кемеровской области».
5 марта 2013 года телеканал «Дождь» сообщил о том, что компания «Мосэнергосбыт» под видом благотворительной деятельности передала 300 млн рублей фонду «Созидание», который связан с партийным фондом «Единой России», созданным в начале февраля 2013 года для проведения региональных предвыборных кампаний.
В конце марта 2013 года стало известно, что ОАО «Ярославская сбытовая компания», являющаяся региональным энергетическим монополистом, только за полгода перечислило в Фонд поддержки партии «Единая Россия» 55 млн рублей, что составляет примерно пятую часть чистой прибыли компании по итогам первых девяти месяцев 2012 года. В составе совета директоров компании, единогласно голосовавших за выделение средств, состоят секретарь политсовета Ярославского регионального отделения «Единой России», член Совета Федерации Виктор Рогоцкий и Дмитрий Вахруков — сын бывшего губернатора Ярославской области Сергея Вахрукова, который возглавил региональный избирательный список «Единой России» на выборах в Государственную думу 2011 года. Это перечисление осуществлено вопреки статье 30 Федерального закона «О политических партиях», запрещающей пожертвования политической партии от российских юридических лиц с иностранным участием.
В 2014 году в России было резко увеличено финансирование политических партий из федерального бюджета — теперь за каждый голос, полученный на выборах, партия стала получать не 50, а 110 рублей. В результате доходы «Единой России» выросли с 3,4 млрд руб. в 2014 году до 5,2 млрд руб. в 2015 году.
В 2015 году «Единая Россия» получила 5 187 693,3 тыс. рублей (первое место среди политических партий России), а потратила 4 292 304,6 тыс. рублей. Основную долю доходов «Единой России» в 2015 году составило государственное финансирование (за полученные на выборах голоса избирателей) — 68,6 % доходов, что в процентном показателе стало самым низким показателем среди партий, получавших государственное финансирование.
Структура расходов партии в 2015 году была следующей:
- Содержание руководящих органов партии — 13,2 %;
- Содержание региональных отделений — 45,5 %;
- Перечисления в избирательные фонды — 8,5 %;
- Агитационно-пропагандистская деятельность (учреждение и содержание собственных СМИ, информагентств, типографий, учебных заведений, а также выпуск агитационно-пропагандистских материалов) — 14,3 %;
- Публичные мероприятия, съезды, собрания и тому подобное — 17,2 %
- Другие расходы — 1,3 %.

Из этих цифр видно, что в 2015 году основной статьёй расходов «Единой России» было содержание центрального руководства и региональных отделений партии.
Согласно докладу движения «Голос», треть компаний, пожертвовавших «Единой России» более 1 млн руб. в 2015 году, начали получать государственные контракты на регулярной основе и на порядок большие, чем сумма вложений. Подобная же связь была обнаружена также у меценатов партий «Коммунисты России» и «Патриоты России» (начавших обслуживать заказы Минобороны России). Как отмечал РБК, на партийных праймериз 2016 года победу одержали восемь руководителей компаний и частных жертвователей, входящих в двадцатку крупнейших спонсоров партии.
По информации издания «Ведомости», партия «Единая Россия» снизила объём своего финансирования из бюджета РФ с 68,6 % в 2015 году до 40,1 % в 2023 году за счёт увеличения количества пожертвований.

### Финансирование партийных проектов
18 мая 2013 года на совместном расширенном заседании высшего и генерального советов «Единой России» было объявлено, что партийные проекты станут одним из главных видов деятельности партии на ближайший период. Тогда было впервые указано, что они будут финансироваться за счёт средств федерального бюджета при участии Правительства России, председателем которого является лидер партии Дмитрий Медведев.

## Символика
Символом партии является обращённый шествующий медведь. Съезд партии, прошедший 26 ноября 2005 года, принял решения по изменениям в символике партии: вместо медведя коричневого цвета символом партии стал медведь белого цвета, по контуру очерченный синим цветом. Над изображением медведя — развевающийся российский флаг, под изображением медведя — надпись «Единая Россия». Семантика медведя активно используется партией, в том числе путём различных аллюзий. Так, один из разделов официального сайта партии называется «Берлога».

## Партийная пресса
В 2003 году зарегистрирована газета «Единая Россия». Главный редактор — Аркадий Узилевский. В сентябре 2008 года данная газета прекратила своё существование.
У партии был журнал «Парта». С марта 2025 г. начал выходить партийный журнал «Первичка» под слоганом «Партия начинается здесь».
Летом 2002 года был создан сайт партии «Единая Россия». Редизайн сайта проводился в сентябре 2003 года, ноябре 2008 года, июле 2011 года.

## Именование членов партии
Члены партии на современном политическом жаргоне именуются «единороссами», реже «едросами». В связи с характерным символом партии её членов иногда именуют «медведями».

## Дискуссионные клубы в партии
Ряд активных членов фракции в начале 2005 года одновременно выступил с публичным изложением новых подходов к развитию экономики и общества России — так называемому «социально ориентированному» и «праволиберальному», или «либерально-консервативному». Некоторые СМИ поспешили заявить о распаде партии на несколько крыльев, а возможно и фракций. Председатель партии Борис Грызлов отверг данное предположение, так как партия не должна делиться на левых и правых, «есть интересы страны, её граждан, и в их отстаивании мы едины», в кулуарах Грызлов якобы добавил: «Нам, медведям, крылья не нужны. Медведи не летают». В результате внутрипартийная дискуссия в «Единой России» сосредоточена по нескольким идеологическим неформальным клубам.

### Клуб «4 ноября»
Цели и задачи клуба:

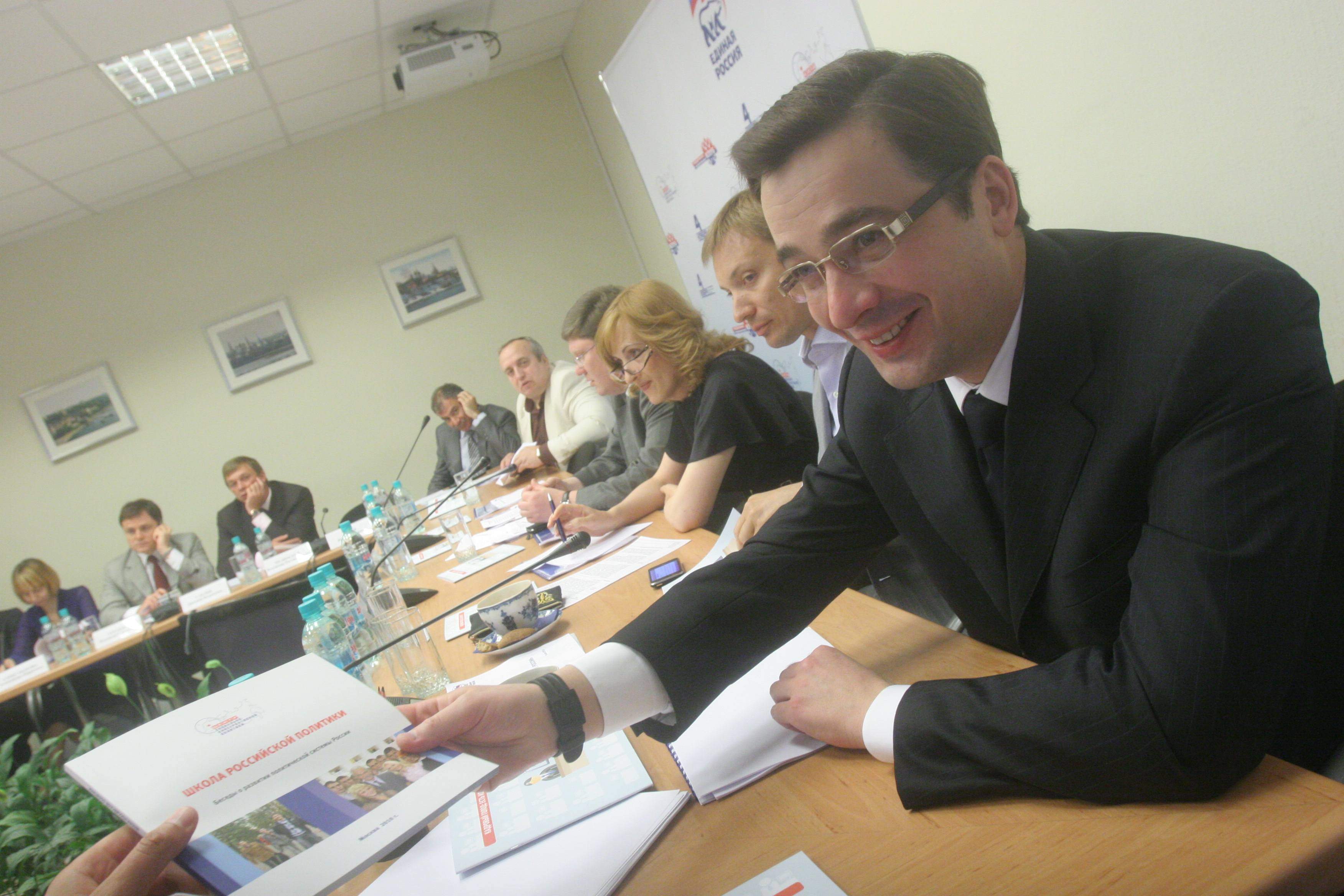
Участники партийных клубов на совместном заседании в 2010 году

- разработка либерально-консервативной программы развития страны и мер по её реализации;
- формирование в стране широкой общественной поддержки либерально-консервативного пути развития;
- организация широкой дискуссии среди политически и экономически активных слоёв российского общества;
- вовлечение в эту работу общественных организаций, интеллектуалов, журналистов;
- содействие формированию адекватной состоянию общества конфигурации общественно-политических сил накануне выборов 2007—2008 года.

В своей деятельности клуб опирается на идеи, сформулированные в послании Президента Федеральному собранию 2005 года. Деятельность клуба носит конкретный, прагматический и даже «лоббистский» характер в отношении тех инициатив и действий, которые будут разработаны клубом или созвучны его позиции. Клуб рассматривает партию как наиболее значимого политического партнёра, но является непартийной площадкой. Клуб использует в своей работе различные формы: конференции, круглые столы, семинары. Отличительной чертой деятельности является акцент на регионах. Одним из сопредседателей клуба является известный журналист, главный редактор журнала «Эксперт» Валерий Фадеев.

### Центр социально-консервативной политики

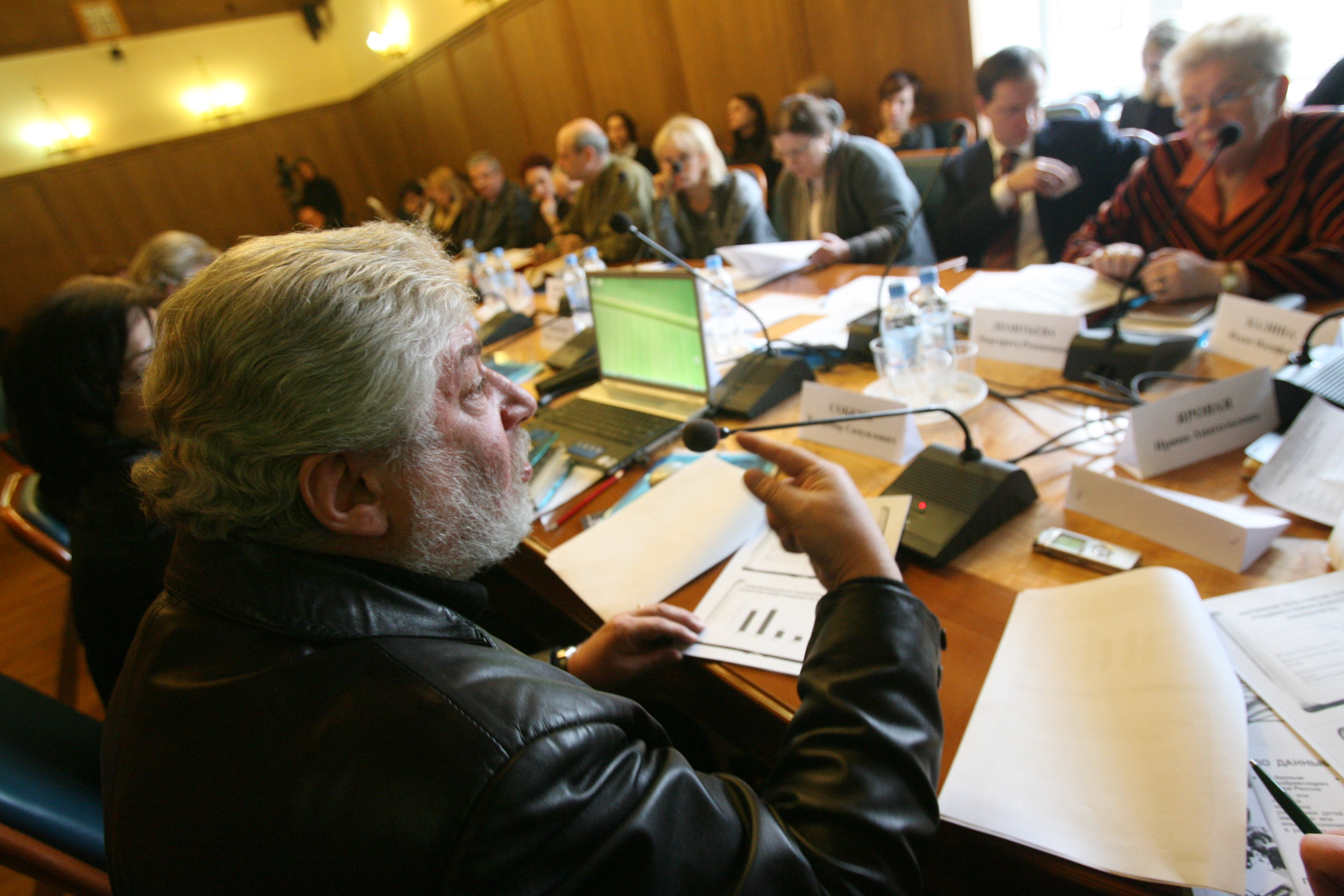
Профессор В. С. Собкин на совместном заседании Центра социально-консервативной политики и ГПК

Некоммерческое партнёрство «Центр социально-консервативной политики» — частный клуб по обсуждению общественных проблем. Это негосударственная и непартийная организация, но каждый член клуба так или иначе связан с партией и её фракцией в Государственной Думе Федерального Собрания. При этом дискуссии в рамках клуба послужили средой для формирования обоих течений в «Единой России»: либерального (Владимир Плигин) и социального (Андрей Исаев). В работе «круглых столов» ЦСКП, посвящённых определённым направлениям модернизации России, принимают участие руководители профильных комитетов Думы, заинтересованных органов исполнительной власти, разработчики законопроектов, эксперты.
Учредителями некоммерческого партнёрства «Центр социально-консервативной политики» являются: Леонид Горяинов, Игорь Дёмин, Игорь Игошин, Андрей Исаев, Денис Кравченко, Константин Тарасов.

### Государственно-патриотический клуб
Главными направлениями своей работы клуб называет:
- национальное единство и патриотизм действия, эффективное государственное управление;
- региональное развитие как условие обеспечения качества жизни граждан России и инновационного развития страны.

Идеологической базой для ГПК стала «Политическая декларация клуба». Авторы Декларации отмечают, «что демократия и развитие общественных институтов, конкурентоспособная экономика, устойчивое геополитическое положение России невозможны без сильного и ответственного государства, находящегося в органичном единстве с обществом на основе отечественной истории и культуры, национальных традиций».
В числе экспертов, выступавших на заседаниях клуба, в разное время выступали: министр образования РФ Андрей Фурсенко, министр культуры РФ Александр Авдеев, министр ЧС РФ Сергей Шойгу, руководитель департамента образования Москвы Исаак Калина, протоиерей Всеволод Чаплин, кинорежиссёр и актёр Никита Михалков, театральный режиссёр Александр Галибин, народный артист России Евгений Стеблов, заместитель министра промышленности и торговли России Станислав Наумов.
Региональные отделения Государственно-патриотического клуба действуют в 42 регионах России. Координаторы клуба — депутаты Госдумы Ирина Яровая и Григорий Ивлиев.

### Либеральный клуб
18 марта 2010 года состоялось первое заседание либерального клуба «Единой России», в который вошли представители бизнеса и культуры. В состав клуба, в частности, вошли бизнесмен Вадим Дымов, музыкант Игорь Бутман, заместитель руководителя центрисполкома партии Андрей Ильницкий, депутат Госдумы Владимир Мединский, депутат Госдумы и адвокат Андрей Макаров, социолог Ольга Крыштановская, а также часть членов клуба «4 ноября». Руководитель общественного совета при президиуме генсовета партии по взаимодействию со СМИ и экспертным сообществом Алексей Чеснаков объяснил образование в партии ещё одного либерального клуба тем, что либералы «не находятся в выделенной им кем-то, пусть даже самыми лучшими людьми, нише». По его словам, отличие нового клуба от уже существующего клуба «4 ноября» будет в организационных формах: дискуссионная площадка без жёсткого членства.

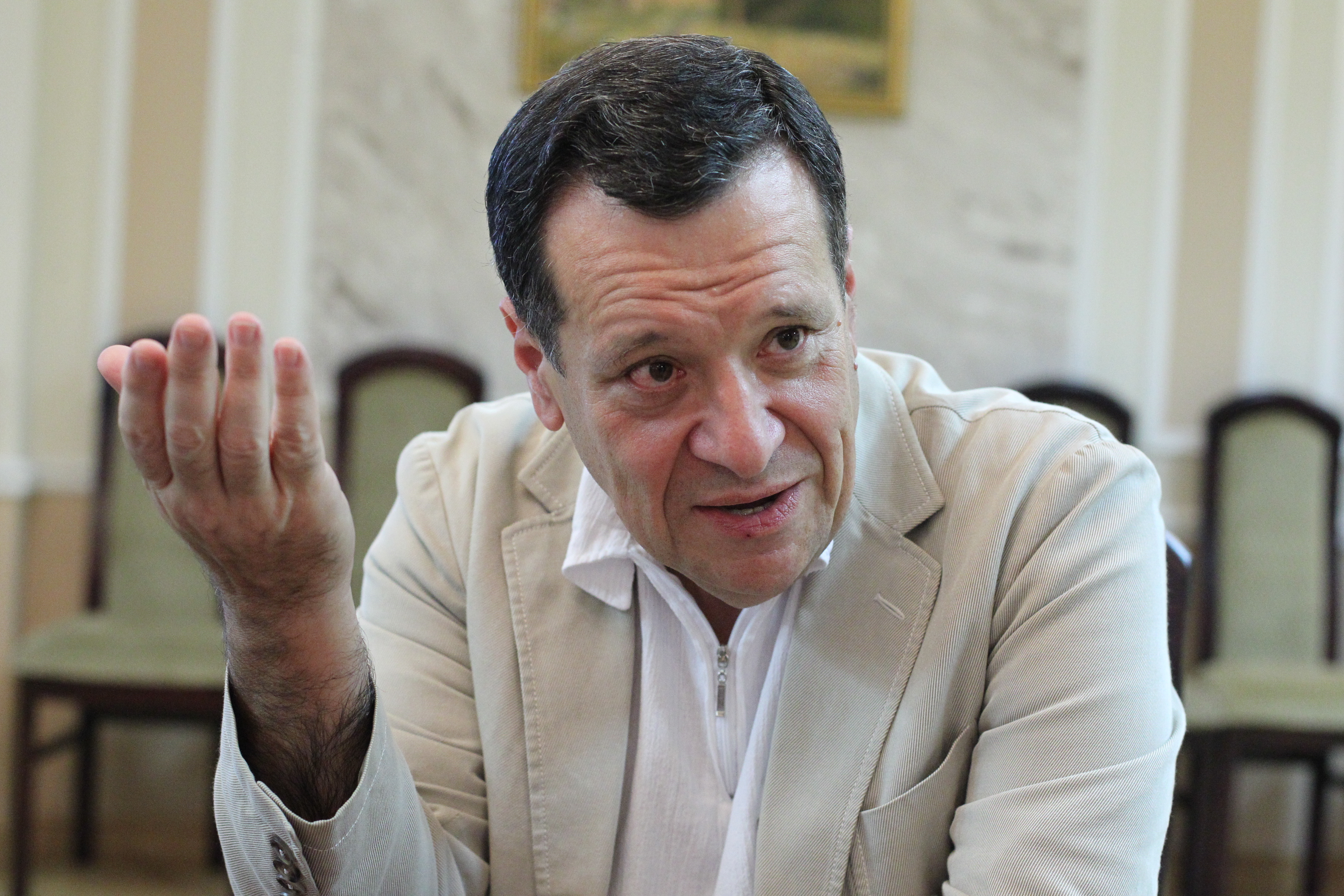
Член Либерального клуба партии Андрей Макаров

В эфире «Радио свобода» Ольга Крыштановская, отвечая на вопрос о задачах нового праволиберального клуба, заявила следующее: «Я бы не сказала, что партия заявляет, что ей необходим такой новый клуб. Это некоторые члены партии, конкретные люди объединились, потому что чувствуют, что они единомышленники. Мы единомышленники, нас никто не приглашал никуда. Мы просто сами решили создать такой клуб для того, чтобы выражать свою позицию. У нас общая идеология». Идеологией либерального клуба является новый консерватизм.
«Суть дела в том, что по смыслу реформ, которые мы хотели бы видеть, мы либералы, а по методам мы консерваторы, то есть против радикализма и против ломки системы. Всё у людей, которые занимаются политикой, есть выбор: стоять в сторонке, критиковать, усмехаться, что это делается не так, или осмелиться войти во власть и пытаться изнутри на это повлиять. Те люди, которые вместе со мной, которые создают этот клуб, они придерживаются такой позиции. Да, конечно, мы не сторонники разрушения системы прежде всего потому, что народу плохо будет, если всё рухнет. Но пытаться влиять, пытаться модернизировать саму партию и политику проводимую, мне кажется, это нормальная задача» — пояснила Крыштановская.

### Патриотическая платформа
В 2012 году по итогам XIII съезда «Единой России» было принято решение о преобразовании государственно-патриотического клуба в самостоятельную патриотическую платформу партии. О необходимости перезапуска платформы заявил на съезде и Дмитрий Медведев. В качестве координатора была утверждена председатель комитета Госдумы по безопасности и противодействию коррупции Ирина Яровая.
В рамках деятельности платформы координировалась работа федеральных проектов: «IT-прорыв», «Библиотеки России», «Детский спорт», «Дом садовода — опора семьи», «Историческая память», «Крепкая семья», «Молодёжный антикоррупционный проект», «Народный контроль», «Развитие Рунета», «Свой дом».
5 апреля 2017 года Президиум генерального совета «Единой России» утвердил в качестве координатора Патриотической платформы партии депутата государственной думы, первого зампреда ВООВ «Боевое Братство» Дмитрия Саблина. Смена координатора была связана с необходимостью активизации внутрипартийной работы, а также структурными изменениями в управлении платформой.

### Предпринимательская платформа
10 марта 2016 года была создана «Предпринимательская платформа», сокоординаторами которой были утверждены основатель марки шоколадных конфет «Коркунов» Андрей Коркунов, руководитель компании «Сплат-косметика» Евгений Демин и депутат Госдумы, председатель правления Кузбасской торгово-промышленной палаты Татьяна Алексеева. Первые двое также вошли в высший совет «Единой России». К концу месяца была обещана презентация программы первоочередных шагов по поддержке бизнеса, которая затем будет отдана правительству.

## Фракция в Государственной думе
После парламентских выборов-2003 «Единая Россия», приняв в состав своей фракции прошедших по одномандатным округам депутатов — большинство независимых, всех депутатов от Народной партии и перешедших из других партий, получила конституционное большинство, что позволило ей проводить в Думе свою собственную линию, не принимая во внимание мнения и возражения оппозиции (КПРФ, ЛДПР, Родина, независимые депутаты).
В книге «Операция „Единая Россия“», написанной журналистами Forbes и «Ведомостей» Ильёй Жегулёвым и Людмилой Романовой, так описывается функционирование фракции «Единой России» в Госдуме:

Ни Путину, ни Суркову не удалось превратить номенклатуру в партию креатива. Несмотря на амбиции отдельных партбоссов, систему ручного управления из Кремля никто не отменял ни для самой «Единой России», ни для её фракции в Госдуме. Да и как ещё управлять тремя сотнями депутатов, не объединённых ни общей идеологией, ни общими бизнес-интересами, ни даже общими врагами, искусственно собранных в одну фракцию, пожалуй, с единственной целью — обеспечить правильное голосование? К тому же далеко не все «единороссы» оказались готовы сразу поверить словам нового думского спикера Бориса Грызлова, сообщившего, что «парламент — не место для дискуссий». В 2004 году многие пытались отстаивать интересы делегировавших их в парламент компаний и самый обыкновенный здравый смысл, а карательная система ещё не заработала в полную силу.
Для удобства управления огромная фракция была разбита на 4 группы, которые возглавили Владимир Пехтин, Владимир Катренко, Вячеслав Володин и Олег Морозов. Последняя была наименее организованной — сюда стекались одномандатники и «перебежчики» из других партий. Сам Морозов жаловался коллегам-депутатам, что у него собрались «диссиденты и инакомыслящие». К Морозову попали как раз большинство лоббистов и тех, кто имел свою голову на плечах. Таким в Думе было сложно.
Рабочий день начинался так: депутаты приходят за полчаса до пленарного заседания и получают «раздаточные материалы». Главная из них — таблица вопросов, вынесенных в повестке дня на голосование. В последней графе было уже заранее отмечено, как рекомендовано голосовать — «за», «против» или «воздержаться». То есть обсуждать ничего не требовалось.
«Непыльная работа. И хорошо оплачиваемая. Тем, кто голосовал правильно, полагалась ежемесячная премия», — рассказывает бывший депутат-единоросс. Кроме официальной зарплаты в 90 000 рублей, доплачивали ещё около 3000 долларов ежемесячно в конверте от «социально ответственных» предпринимателей — компаний, делегировавших своих представителей в Думу. «Неплохие деньги для человека, у которого нет своего предприятия. Но за малейшую провинность могли вычесть 50 % надбавки, могли вообще денег не дать. И всё было построено на таких вещах», — говорит депутат.
— Владислав Сурков: «Голосуйте, как вам написано!» // Форбс. 23 ноября 2011
После думских выборов 2007 года «Единая Россия» вновь располагала конституционным большинством. Численность депутатов во фракции «Единой России» составила 315 человек.
В связи с многочисленностью фракции и для повышения эффективности управления ею в составе фракции были созданы четыре группы, руководителями которых являются Артур Чилингаров, Владимир Пехтин, Татьяна Яковлева, Николай Булаев.
Руководителем фракции являлся Борис Грызлов.
После выборов 2011 года численность фракции уменьшилась до 238 депутатов, что, хотя и сохранило для неё возможность принимать федеральные законы без учёта других мнений (кворум — 226 депутатов), создало необходимость в поддержке других фракций для принятия федеральных конституционных законов и поправок к Конституции Российской Федерации (кворум для принятия которых — 300 депутатов).
На выборах в Госдуму 2016 года, которые проводились и по партийным спискам, и по одномандатным округам, «Единая Россия» получила рекордное для партии количество мандатов — 340.

### Руководство фракции в Государственной думе VIII созыва
Руководитель фракции
Васильев Владимир Абдуалиевич
Первые заместители руководителя фракции
Вяткин Дмитрий Фёдорович
Макаров Вячеслав Серафимович
Руководители внутрифракционных групп — заместители руководителя фракции
Борисов Александр Александрович
Иванов Владимир Валерьевич
Квитка Иван Иванович
Селивёрстов Виктор Валентинович
Шхагошев Адальби Люлевич
Заместители руководителя фракции
Исаев Андрей Константинович
Ревенко Евгений Васильевич
Морозов Сергей Иванович
Кастюкевич Игорь Юрьевич
«Единая Россия» создала экспертный совет по законотворческой деятельности, задачей которого является оценка всех инициатив членов фракции и их проработка перед внесением в Госдуму. В него вошли члены руководящих органов партии, представители фракции, партийные эксперты. Первое заседание совета состоялось 14 декабря 2021 года.
Предполагается, что законодательные инициативы сначала будут поступать в координационный совет для предварительной оценки. Затем, при необходимости, ими займутся рабочие группы экспертного совета, которые проведут дальнейшую проработку законопроектов. Решение о создании такой схемы было принято 10 ноября Президиумом Генсовета «Единой России».

## Представительство в руководстве Государственной думы
Председатель Госдумы начиная с 2003 года являлся депутатом от фракции «Единая Россия» — Борис Грызлов (2003—2011), Сергей Нарышкин (2011—2016) и Вячеслав Володин (с 2016).
Первый заместитель председателя Государственной думы от партии — Александр Жуков (c 21 декабря 2011 года), до него — Олег Морозов (2005—2011).
Заместители председателя Государственной думы от партии — Ольга Тимофеева (с 9 октября 2017 года), Сергей Неверов (с 4 декабря 2011 года), Пётр Толстой (с 5 октября 2016 года), Ирина Яровая (с 5 октября 2016 года).
Руководитель фракции «Единая Россия» в Государственной думе от партии — Сергей Неверов (с 9 октября 2017 года), до него Владимир Васильев (2012—2017), Андрей Воробьёв (2011—2012), Борис Грызлов (2003—2011).

### Представительство в руководстве и комитетах Государственной думы VIII созыва
Председателем Государственной Думы избран представитель фракции «Единая Россия» Вячеслав Володин.
Партия усилила свое представительство в руководстве комитетов, если в седьмом созыве представители фракции возглавляли 13 комитетов, то в новом созыве их стало 17.
- Комитет по госстроительству и законодательству — Павел Крашенинников.
- Комитет по бюджету и налогам — Андрей Макаров.
- Комитет по экономической политике — Максим Топилин.
- Комитет по промышленности и торговле — Владимир Гутенёв.
- Комитет по энергетике — Павел Завальный.
- Комитет по транспорту и транспортной инфраструктуре — Евгений Москвичёв.
- Комитет по обороне — Андрей Картаполов.
- Комитет по безопасности и противодействию коррупции — Василий Пискарёв.
- Комитет по контролю — Олег Морозов.
- Комитет по охране здоровья — Дмитрий Хубезов.
- Комитет по просвещению — Ольга Казакова.
- Комитет по экологии, природным ресурсам и охране окружающей среды — Дмитрий Кобылкин.
- Комитет по культуре — Елена Ямпольская.
- Комитет по развитию гражданского общества, вопросам общественных и религиозных объединений — Ольга Тимофеева.
- Комитет по молодёжной политике — Артём Метелев.
- Комитет по строительству и ЖКХ — Сергей Пахомов.
- Комитет по информационной политике, информационным технологиям и связи — Александр Хинштейн.

## Участие в выборах

### Выборы в Государственную думу
«Единая Россия» участвовала во всех выборах в Государственную думу Российской Федерации начиная с 2003 года (до этого — с 1999 года — её будущие составные части: ОВР и «Единство»). При этом партия каждый раз активно использовала технологию «паровоз», включая в свои партийные списки известных лиц, которые не собирались становиться депутатами, отказывались от мандатов сразу после избрания и вместо них в Государственной думе работали менее известные избирателям однопартийцы. В 2003 году от депутатских мандатов отказались 37 избранных кандидатов от «Единой России», в 2007 году — 116 кандидатов, в 2011 году — 99 кандидатов. Среди участников «паровоза» «Единой России» были Президент Российской Федерации (2007, 2011), главы субъектов Российской Федерации, министры российского Правительства и мэры городов.

#### Выборы в Государственную Думу IV созыва, 2003 год
Выборы в Государственную думу Федерального Собрания России четвёртого созыва состоялись 7 декабря 2003 года и стали первыми выборами, на которых «Единая Россия» выступала как политическая партия. По итогам голосования единороссы получили 223 места в парламенте (120 по списку и 103 в одномандатных округах).
Список «Единой России» возглавили Борис Грызлов, Сергей Шойгу и Юрий Лужков.
Явка на выборах составила 55,75 %. «Единая Россия» набрала 37,56 % по спискам, что дало ей 120 мандатов, ещё 103 мандата партия получила в одномандатных округах, что позволило ей вкупе со вступлением во фракцию самовыдвиженцев сформировать квалифицированное большинство в Государственной Думе.

#### Выборы в Государственную Думу V созыва, 2007 год
Выборы депутатов Государственной думы Федерального Собрания РФ пятого созыва состоялись 2 декабря 2007 года. «Единая Россия» по итогам выборов получила 315 мест в парламенте. Впервые выборы проходили исключительно по пропорциональной системе, без участия кандидатов-одномандатников.
Федеральный список «Единой России» единолично возглавил Владимир Путин. 1 октября 2007 года президент Путин объявил на съезде партии «Единая Россия», что он примет её приглашение возглавить список кандидатов, хотя и отказался вступить в партию. В своей речи Владимир Путин заявил, что предложение одного из предыдущих ораторов о том, чтобы он стал премьер-министром после окончания своего второго президентского срока, «является полностью реалистичным, но сейчас слишком рано говорить об этом». «Единая Россия» отказалась от участия в каких-либо транслируемых политических дебатах, но 1 октября одобрила программу, в которой пообещала продолжить политический курс Путина. Предвыборная программа называлась «План Путина: достойное будущее для великой страны». В ходе кампании 2007 года партии «Единая Россия» было дано официальное разрешение действовавшего Президента России Владимира Путина на использование его имени и образа в рамках избирательной кампании партии в Государственную думу V созыва.
Явка избирателей составила 63,78 %, «Единая Россия» получила 64,20 %, что вновь позволило ей получить 315 мест и оформить конституционное большинство в Государственной Думе после объединения с одномандатниками и членами фракции Народной партии России.

#### Выборы в Государственную Думу VI созыва, 2011 год
Выборы депутатов Государственной думы Федерального собрания Российской Федерации VI созыва состоялись 4 декабря 2011 года. Впервые Государственная дума избиралась на пять лет. По итогам выборов «Единая Россия» получила 238 мандатов. Как и в 2007 году, выборы проходили только по пропорциональной системе.
24 сентября 2011 года на XII съезде партии «Единая Россия» Президент России Дмитрий Медведев возглавил предвыборный список «единороссов». Явка на выборах составила 60,1 % избирателей. По официальным данным Центризбиркома России, за «Единую Россию» проголосовали 49,31 % от избирателей, принявших участие в голосовании.
На думских выборах 2011 года «Единая Россия» сформировала предвыборный список на основании всероссийских праймериз совместно с Общероссийским народным фронтом, как минимум 150 представителей которого были включены в партийный федеральный список. Борис Грызлов также отметил, что во главе некоторых региональных групп партии на выборах окажутся федеральные политики и министры, и не исключил, что по окончании выборов изменится состав Правительства России.
В 2011 году «Единая Россия» также впервые в своей истории приняла участие в теледебатах. Было объявлено, что в дебатах могут принять участие спикер Госдумы Борис Грызлов, и. о. секретаря президиума генсовета Сергей Неверов, глава ЦИК партии Андрей Воробьёв, депутаты Андрей Исаев, Светлана Орлова, Андрей Макаров, губернатор Краснодарского края Александр Ткачёв. Впрочем, единороссы участвовали в бесплатных дебатах в рамках предоставленного законом эфира, а от участия в некоторых платных дебатах, в частности, с КПРФ, воздержались, предпочтя встречу с коммунистами на бесплатных дебатах. Лидер «Единой России» Владимир Путин, лидер федерального списка «Единой России» на выборах Дмитрий Медведев, председатель высшего совета партии Борис Грызлов, а также члены правительства, возглавившие списки партии власти в регионах, не приняли участия в предвыборных дебатах.

#### Выборы в Государственную Думу VII созыва, 2016 год
Выборы депутатов Государственной думы Федерального собрания Российской Федерации VII созыва состоялись на территории всей России 18 сентября 2016 года в единый день голосования. Выборы прошли по смешанной избирательной системе: из 450 депутатов 225 были избраны по партийным спискам по единому федеральному округу (пропорциональная система), а ещё 225 — по одномандатным округам (мажоритарная система).
Общефедеральный список партии вновь возглавил Дмитрий Медведев, председатель партии «Единая Россия». В результате выборов «Единая Россия» получила в общей сложности 343 мандата в новом созыве и сформировала конституционное большинство. Явка на выборах составила 47,88 %, партия набрала по спискам 54,20 % голосов избирателей, что принесло ей 140 мандатов. Ещё 203 мандата «Единая Россия» получила по результатам голосования в одномандатных округах. Итоговые 343 места в парламенте — наивысший показатель партии на выборах в ГосДуму.

#### Выборы в Государственную Думу VIII созыва, 2021 год
Выборы депутатов Государственной думы Федерального собрания Российской Федерации VIII созыва прошли 17-19 сентября, завершившись в единый день голосования 19 сентября 2021 года. Выборы прошли согласно смешанной избирательной системе: по партийным спискам (225 депутатов) и одномандатным округам (225 депутатов).
На съезде партии 19 июня 2021 года президент Владимир Путин предложил включить в первую пятёрку кандидатов списка «Единой России» на выборы в Госдуму министра обороны Сергея Шойгу, главу МИД Сергея Лаврова, главного врача московской ГКБ № 40 «Коммунарка» Дениса Проценко, руководителя образовательного центра «Сириус» и сопредседателя центрального штаба ОНФ Елену Шмелёву и уполномоченного при президенте РФ по правам ребёнка Анну Кузнецову.
Для отбора остальных кандидатов по всем избирательным округам партия единственной из всех участников выборов провела предварительное голосование (праймериз). С 15 марта по 14 мая было принято более 7,5 тысячи заявок от соискателей — членов «Единой России» и беспартийных. 30 % участников предварительного голосования составили волонтёры, работающие в пандемию, и общественники. Впервые предварительное голосование стало электронным в масштабах всей страны, однако в 46 регионах сохранилась возможность очного голосования. Всего во внутрипартийных выборах приняли участие более 12 миллионов избирателей, из них порядка 6 миллионов проголосовали онлайн.
«Единая Россия» шла на выборы с Народной программой — программным документом, основанном на апрельском послании Президента и пожеланиях людей, которые собирались как традиционно — на встречах и через общественные приемные партии, — так и на специально созданном сайте np.er.ru. Свои предложения по развитию страны подали более 2 миллионов человек.
Ещё одним трендом партии на выборах стало обновление. Уже на стадии праймериз в них приняли участие только половина действующих депутатов ГД, зато более 30 % участников составили волонтёры, общественники и выпускники российских и партийных кадровых проектов.
Явка на выборах составила 51,72 % избирателей. «Единая Россия» набрала по партийным спискам 49,82 % голосов, что позволило получить 126 мандатов. Ещё 198 мандатов партии удалось получить по одномандатным округам, что позволило в общей сумме получить 324 места в парламенте и сохранить конституционное большинство.

#### Таблица результатов партии «Единая Россия» на выборах в Государственную Думу РФ по годам

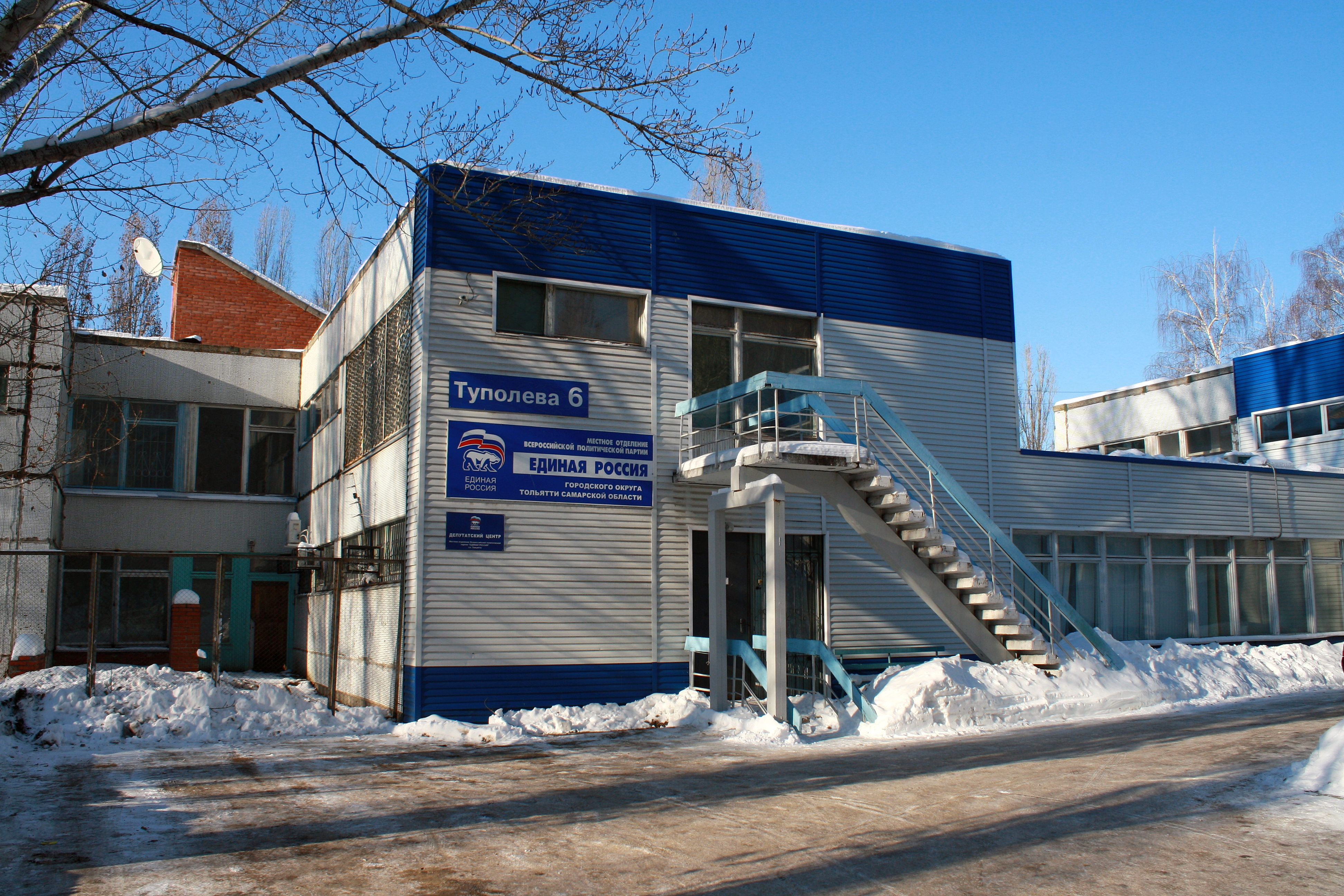
Офис «Единой России» в Тольятти

| Год выборов | % по спискам | Количество побед в одномандатных округах | Общее количество мандатов в ГД РФ |
| 2003        | 55,75        | 103                                      | 223                               |
| 2007        | 64,20        | -                                        | 315                               |
| 2011        | 49,31        | -                                        | 238                               |
| 2016        | 54,20        | 203                                      | 343                               |
| 2021        | 49,82        | 198                                      | 324                               |

### Выборы в региональные парламенты
| Региональный парламент            | Год выборов и количество мест | Год выборов и количество мест | Год выборов и количество мест | Год выборов и количество мест | Год выборов и количество мест | Год выборов и количество мест | Год выборов и количество мест | Год выборов и количество мест | Год выборов и количество мест | Год выборов и количество мест | Год выборов и количество мест | Текущие места | Текущие места | Текущие места | Следующие выборы |
| Региональный парламент            | Год выборов и количество мест | Год выборов и количество мест | Год выборов и количество мест | Год выборов и количество мест | Год выборов и количество мест | Год выборов и количество мест | Год выборов и количество мест | Год выборов и количество мест | Год выборов и количество мест | Год выборов и количество мест | Год выборов и количество мест | Места         | %             | #             | Следующие выборы |
| Региональный парламент            | 2011                          | 2012                          | 2013                          | 2014                          | 2015                          | 2016                          | 2017                          | 2018                          | 2019                          | 2020                          | 2021                          | Места         | %             | #             | Следующие выборы |
| --------------------------------- | ----------------------------- | ----------------------------- | ----------------------------- | ----------------------------- | ----------------------------- | ----------------------------- | ----------------------------- | ----------------------------- | ----------------------------- | ----------------------------- | ----------------------------- | ------------- | ------------- | ------------- | ---------------- |
| Чечня                             | 37                            | 37                            | 37 ▬                          | 37 ▬                          | 37 ▬                          | 37 ▬                          | 37 ▬                          | 37 ▬                          | 37 ▬                          | 37 ▬                          | 37 ▬                          | 37 из 41      | 90.2 %        | #1            | 2026             |
| Республика Мордовия               | 44                            | 44                            | 44                            | 44                            | 44                            | 45▲                           | 45▲                           | 45▲                           | 45▲                           | 45▲                           | 42▼                           | 42 из 48      | 87.5 %        | #1            | 2026             |
| Республика Ингушетия              | 22                            | 22                            | 22                            | 22                            | 22                            | 26▲                           | 26▲                           | 26▲                           | 26▲                           | 26▲                           | 27▲                           | 27 из 32      | 84.4 %        | #1            | 2026             |
| Ханты-Мансийский автономный округ | 25                            | 25                            | 25                            | 25                            | 25                            | 28▲                           | 28▲                           | 28▲                           | 28▲                           | 28▲                           | 29▲                           | 29 из 35      | 82.9 %        | #1            | 2026             |
| Нижегородская область             | 30                            | 30                            | 30                            | 30                            | 30                            | 41▲                           | 41▲                           | 41▲                           | 41▲                           | 41▲                           | 40▼                           | 40 из 50      | 80 %          | #1            | 2026             |
| Республика Адыгея                 | 41                            | 41                            | 41                            | 41                            | 41                            | 39▼                           | 39▼                           | 39▼                           | 39▼                           | 39▼                           | 40▲                           | 40 из 50      | 80 %          | #1            | 2026             |
| Тамбовская область                | 42                            | 42                            | 42                            | 42                            | 42                            | 44▲                           | 44▲                           | 44▲                           | 44▲                           | 44▲                           | 42▼                           | 40 из 50      | 80 %          | #1            | 2026             |
| Тюменская область                 | 38                            | 38                            | 38                            | 38                            | 38                            | 39▲                           | 39▲                           | 39▲                           | 39▲                           | 39▲                           | 38▼                           | 38 из 48      | 79.2 %        | #1            | 2026             |
| Ставропольский край               | 37                            | 37                            | 37                            | 37                            | 37                            | 39▲                           | 39▲                           | 39▲                           | 39▲                           | 39▲                           | 39 ▬                          | 39 из 50      | 78 %          | #1            | 2026             |
| Республика Дагестан               | 62                            | 62                            | 62                            | 62                            | 62                            | 72▲                           | 72▲                           | 72▲                           | 72▲                           | 72▲                           | 69▼                           | 69 из 90      | 76.7 %        | #1            | 2026             |
| Еврейская автономная область      | 14                            | 14                            | 14                            | 14                            | 14                            | 13▼                           | 13▼                           | 13▼                           | 13▼                           | 13▼                           | 14▲                           | 14 из 19      | 73.7 %        | #1            | 2026             |
| Чукотский автономный округ        | 7                             | 7                             | 7                             | 7                             | 7                             | 10▲                           | 10▲                           | 10▲                           | 10▲                           | 10▲                           | 11▲                           | 11 из 15      | 73.3 %        | #1            | 2026             |
| Псковская область                 | 26                            | 26                            | 26                            | 26                            | 26                            | 33▲                           | 33▲                           | 33▲                           | 33▲                           | 33▲                           | 19▼                           | 19 из 26      | 73.1 %        | #1            | 2026             |
| Тверская область                  | 26                            | 26                            | 26                            | 26                            | 26                            | 31▲                           | 31▲                           | 31▲                           | 31▲                           | 31▲                           | 29▼                           | 29 из 40      | 72.5 %        | #1            | 2026             |
| Калининградская область           | 22                            | 22                            | 22                            | 22                            | 22                            | 29▲                           | 29▲                           | 29▲                           | 29▲                           | 29▲                           | 29 ▬                          | 29 из 40      | 72.5 %        | #1            | 2026             |
| Московская область                | 29                            | 29                            | 29                            | 29                            | 29                            | 38▲                           | 38▲                           | 38▲                           | 38▲                           | 38▲                           | 36▼                           | 36 из 50      | 72 %          | #1            | 2026             |
| Самарская область                 | 34                            | 34                            | 34                            | 34                            | 34                            | 40▲                           | 40▲                           | 40▲                           | 40▲                           | 40▲                           | 36▼                           | 36 из 50      | 72 %          | #1            | 2026             |
| Новгородская область              | 15                            | 15                            | 15                            | 15                            | 15                            | 21▲                           | 21▲                           | 21▲                           | 21▲                           | 21▲                           | 23▲                           | 23 из 32      | 71.9 %        | #1            | 2026             |
| Вологодская область               | 21                            | 21                            | 21                            | 21                            | 21                            | 25▲                           | 25▲                           | 25▲                           | 25▲                           | 25▲                           | 24▼                           | 24 из 34      | 70.6 %        | #1            | 2026             |
| Ленинградская область             | 31                            | 31                            | 31                            | 31                            | 31                            | 40▲                           | 40▲                           | 40▲                           | 40▲                           | 40▲                           | 35▼                           | 35 из 50      | 70 %          | #1            | 2026             |
| Курская область                   | 33                            | 33                            | 33                            | 33                            | 33                            | 35▲                           | 35▲                           | 35▲                           | 35▲                           | 35▲                           | 31▼                           | 31 из 45      | 68.9 %        | #1            | 2026             |
| Мурманская область                | 22                            | 22                            | 22                            | 22                            | 22                            | 25▲                           | 25▲                           | 25▲                           | 25▲                           | 25▲                           | 25 ▬                          | 25 из 36      | 69.4 %        | #1            | 2026             |
| Республика Чувашия                | 33                            | 33                            | 33                            | 33                            | 33                            | 35▲                           | 35▲                           | 35▲                           | 35▲                           | 35▲                           | 30▼                           | 30 из 44      | 68.2 %        | #1            | 2026             |
| Амурская область                  | 17                            | 17                            | 17                            | 17                            | 17                            | 25▲                           | 25▲                           | 25▲                           | 25▲                           | 25▲                           | 18▼                           | 18 из 27      | 66.7 %        | #1            | 2026             |
| Пермский край                     | 39                            | 39                            | 39                            | 39                            | 39                            | 40▲                           | 40▲                           | 40▲                           | 40▲                           | 40▲                           | 40 ▬                          | 40 из 60      | 66.7 %        | #1            | 2026             |
| Свердловская область              | 29                            | 29                            | 29                            | 29                            | 29                            | 35▲                           | 35▲                           | 35▲                           | 35▲                           | 35▲                           | 33▼                           | 33 из 50      | 66 %          | #1            | 2026             |
| Красноярский край                 | 33                            | 33                            | 33                            | 33                            | 33                            | 37▲                           | 37▲                           | 37▲                           | 37▲                           | 37▲                           | 34▼                           | 34 из 52      | 65.4 %        | #1            | 2026             |
| Томская область                   | 27                            | 27                            | 27                            | 27                            | 27                            | 31▲                           | 31▲                           | 31▲                           | 31▲                           | 31▲                           | 27▼                           | 27 из 42      | 64.3 %        | #1            | 2026             |
| Камчатский край                   | 22                            | 22                            | 22                            | 22                            | 22                            | 21▼                           | 21▼                           | 21▼                           | 21▼                           | 21▼                           | 18▼                           | 18 из 28      | 64.3 %        | #1            | 2026             |
| Астраханская область              | 42                            | 42                            | 42                            | 42                            | 42                            | 36▼                           | 36▼                           | 36▼                           | 36▼                           | 36▼                           | 27▼                           | 27 из 44      | 61.7 %        | #1            | 2026             |
| Оренбургская область              | 32                            | 32                            | 32                            | 32                            | 32                            | 34▲                           | 34▲                           | 34▲                           | 34▲                           | 34▲                           | 29▼                           | 29 из 47      | 61.7 %        | #1            | 2026             |
| Республика Карелия                | 19                            | 19                            | 19                            | 19                            | 19                            | 24▲                           | 24▲                           | 24▲                           | 24▲                           | 24▲                           | 22▼                           | 22 из 36      | 61.1 %        | #1            | 2026             |
| Кировская область                 | 27                            | 27                            | 27                            | 27                            | 27                            | 37▲                           | 37▲                           | 37▲                           | 37▲                           | 37▲                           | 24▼                           | 24 из 40      | 60 %          | #1            | 2026             |
| Санкт-Петербург                   | 20                            | 20                            | 20                            | 20                            | 20                            | 36▲                           | 36▲                           | 36▲                           | 36▲                           | 36▲                           | 30▼                           | 30 из 50      | 60 %          | #1            | 2026             |
| Омская область                    | 27                            | 27                            | 27                            | 27                            | 27                            | 29▲                           | 29▲                           | 29▲                           | 29▲                           | 29▲                           | 26▼                           | 26 из 44      | 59.1 %        | #1            | 2026             |
| Приморский край                   | 23                            | 23                            | 23                            | 23                            | 23                            | 25▲                           | 25▲                           | 25▲                           | 25▲                           | 25▲                           | 23▼                           | 23 из 40      | 57.5 %        | #1            | 2026             |
| Липецкая область                  | 36                            | 36                            | 36                            | 36                            | 36                            | 45▲                           | 45▲                           | 45▲                           | 45▲                           | 45▲                           | 23▼                           | 23 из 42      | 54.8 %        | #1            | 2026             |
| Орловская область                 | 31                            | 31                            | 31                            | 31                            | 31                            | 34▲                           | 34▲                           | 34▲                           | 34▲                           | 34▲                           | 27▼                           | 27 из 50      | 54 %          | #1            | 2026             |
| Алтайский край                    | 48                            | 48                            | 48                            | 48                            | 48                            | 42▼                           | 42▼                           | 42▼                           | 42▼                           | 42▼                           | 31▼                           | 31 из 68      | 45.6 %        | #1            | 2026             |
| Белгородская область              | 11                            | 11                            | 11                            | 11                            | 29▲                           | 29▲                           | 29▲                           | 29▲                           | 29▲                           | 44▲                           | 44▲                           | 44 из 50      | 88 %          | #1            | 2025             |
| Воронежская область               | 48                            | 48                            | 48                            | 48                            | 51▲                           | 51▲                           | 51▲                           | 51▲                           | 51▲                           | 48▼                           | 48▼                           | 48 из 56      | 85.7 %        | #1            | 2025             |
| Ямало-Ненецкий автономный округ   | 18                            | 18                            | 18                            | 18                            | 18 ▬                          | 18 ▬                          | 18 ▬                          | 18 ▬                          | 18 ▬                          | 18 ▬                          | 18 ▬                          | 18 из 22      | 81.8 %        | #1            | 2025             |
| Курганская область                | 22                            | 22                            | 22                            | 22                            | 28▲                           | 28▲                           | 28▲                           | 28▲                           | 28▲                           | 27▼                           | 27▼                           | 27 из 34      | 79.4 %        | #1            | 2025             |
| Магаданская область               | 5                             | 5                             | 5                             | 5                             | 17▲                           | 17▲                           | 17▲                           | 17▲                           | 17▲                           | 16▼                           | 16▼                           | 16 из 21      | 76.2 %        | #1            | 2025             |
| Калужская область                 | 22                            | 22                            | 22                            | 22                            | 31▲                           | 31▲                           | 31▲                           | 31▲                           | 31▲                           | 29▼                           | 29▼                           | 29 из 40      | 72.5 %        | #1            | 2025             |
| Рязанская область                 | 25                            | 25                            | 25                            | 25                            | 32▲                           | 32▲                           | 32▲                           | 32▲                           | 32▲                           | 29▼                           | 29▼                           | 29 из 40      | 72.5 %        | #1            | 2025             |
| Костромская область               | 26                            | 26                            | 26                            | 26                            | 27▲                           | 27▲                           | 27▲                           | 27▲                           | 27▲                           | 24▼                           | 24▼                           | 24 из 35      | 68.6 %        | #1            | 2025             |
| Республика Коми                   | 25                            | 25                            | 25                            | 25                            | 24▼                           | 24▼                           | 24▼                           | 24▼                           | 24▼                           | 20▼                           | 20▼                           | 20 из 30      | 66.7 %        | #1            | 2025             |
| Новосибирская область             | 50                            | 50                            | 50                            | 50                            | 50 ▬                          | 50 ▬                          | 50 ▬                          | 50 ▬                          | 50 ▬                          | 45▼                           | 45▼                           | 45 из 76      | 59.2 %        | #1            | 2025             |
| Тыва                              | 29                            | 29                            | 29                            | 31▲                           | 31▲                           | 31▲                           | 31▲                           | 31▲                           | 30▼                           | 30▼                           | 30▼                           | 30 из 32      | 93.8 %        | #1            | 2024             |
| Тульская область                  | 31                            | 31                            | 31                            | 33▲                           | 33▲                           | 33▲                           | 33▲                           | 33▲                           | 31▼                           | 31▼                           | 31▼                           | 31 из 36      | 86.1 %        | #1            | 2024             |
| Татарстан                         | 87                            | 87                            | 87                            | 83▼                           | 83▼                           | 83▼                           | 83▼                           | 83▼                           | 85▲                           | 85▲                           | 85▲                           | 85 из 100     | 85 %          | #1            | 2024             |
| Брянская область                  | 47                            | 47                            | 47                            | 55▲                           | 55▲                           | 55▲                           | 55▲                           | 55▲                           | 48▼                           | 48▼                           | 48▼                           | 48 из 60      | 80 %          | #1            | 2024             |
| Крым                              | 0                             | 0                             | 0                             | 70▲                           | 70▲                           | 70▲                           | 70▲                           | 70▲                           | 60▼                           | 60▼                           | 60▼                           | 60 из 75      | 80 %          | #1            | 2024             |
| Кабардино-Балкарияй               | 52                            | 52                            | 52                            | 50▼                           | 50▼                           | 50▼                           | 50▼                           | 50▼                           | 50 ▬                          | 50 ▬                          | 50 ▬                          | 50 из 70      | 71.4 %        | #1            | 2024             |
| Волгоградская область             | ?                             | ?                             | ?                             | 32▲                           | 32▲                           | 32▲                           | 32▲                           | 32▲                           | 28▼                           | 28▼                           | 27▼                           | 27 из 38      | 71.1 %        | #1            | 2024             |
| Республика Марий Эл               | 44                            | 44                            | 44                            | 46▲                           | 46▲                           | 46▲                           | 46▲                           | 46▲                           | 33▼                           | 33▼                           | 35▲                           | 35 из 50      | 70 %          | #1            | 2024             |
| Карачаево-Черкесия                | 29                            | 29                            | 29                            | 37▲                           | 37▲                           | 37▲                           | 37▲                           | 37▲                           | 34▼                           | 34▼                           | 34▼                           | 34 из 50      | 68 %          | #1            | 2024             |
| Республика Алтай                  | 23                            | 23                            | 23                            | 30▲                           | 30▲                           | 30▲                           | 30▲                           | 30▲                           | 25▼                           | 25▼                           | 25▼                           | 25 из 41      | 61 %          | #1            | 2024             |
| Ненецкий автономный округ         | 6                             | 6                             | 6                             | 13▲                           | 13▲                           | 13▲                           | 13▲                           | 13▲                           | 11▼                           | 11▼                           | 11▼                           | 11 из 19      | 57.9 %        | #1            | 2024             |
| Севастополь                       | 0                             | 0                             | 0                             | 22▲                           | 22▲                           | 22▲                           | 22▲                           | 22▲                           | 14▼                           | 14▼                           | 14▼                           | 14 из 28      | 50 %          | #1            | 2024             |
| Москва                            | 32                            | 32                            | 32                            | 38▲                           | 38▲                           | 38▲                           | 38▲                           | 38▲                           | 24▼                           | 24▼                           | 20▼                           | 20 из 45      | 44.4 %        | #1            | 2024             |
| Хабаровский край                  | 18                            | 18                            | 18                            | 30▲                           | 30▲                           | 30▲                           | 30▲                           | 30▲                           | 2▼                            | 2▼                            | 5▲                            | 5 из 36       | 13.9 %        | #2            | 2024             |
| Кемеровская область               | 17                            | 17                            | 44▲                           | 44▲                           | 44▲                           | 44▲                           | 44▲                           | 39▼                           | 39▼                           | 39▼                           | 39▼                           | 39 из 46      | 84.8 %        | #1            | 2023             |
| Калмыкия                          | 17                            | 17                            | 18▲                           | 18▲                           | 18▲                           | 18▲                           | 18▲                           | 21▲                           | 21▲                           | 21▲                           | 21▲                           | 21 из 27      | 77.8 %        | #1            | 2023             |
| Ростовская область                | 20                            | 20                            | 52▲                           | 52▲                           | 52▲                           | 52▲                           | 52▲                           | 46▼                           | 46▼                           | 46▼                           | 46▼                           | 46 из 60      | 76.7 %        | #1            | 2023             |
| Башкортостан                      | 55                            | 55                            | 88▲                           | 88▲                           | 88▲                           | 88▲                           | 88▲                           | 79▼                           | 79▼                           | 79▼                           | 78▼                           | 78 из 110     | 70.9 %        | #1            | 2023             |
| Якутия                            | 20                            | 20                            | 51▲                           | 51▲                           | 51▲                           | 51▲                           | 51▲                           | 42▼                           | 42▼                           | 42▼                           | 47▲                           | 47 из 70      | 67.1 %        | #1            | 2023             |
| Ярославская область               | 15                            | 15                            | 39▲                           | 39▲                           | 39▲                           | 39▲                           | 39▲                           | 32▼                           | 32▼                           | 32▼                           | 32▼                           | 32 из 50      | 64 %          | #1            | 2023             |
| Бурятия                           | 22                            | 22                            | 45▲                           | 45▲                           | 45▲                           | 45▲                           | 45▲                           | 39▼                           | 39▼                           | 39▼                           | 39▼                           | 39 из 66      | 59.1 %        | #1            | 2023             |
| Владимирская область              | 27                            | 27                            | 32▲                           | 32▲                           | 32▲                           | 32▲                           | 32▲                           | 23▼                           | 23▼                           | 23▼                           | 22▼                           | 22 из 38      | 57.9 %        | #1            | 2023             |
| Ивановская область                | 15                            | 15                            | 22▲                           | 22▲                           | 22▲                           | 22▲                           | 22▲                           | 15▼                           | 15▼                           | 15▼                           | 15▼                           | 15 из 26      | 57.7 %        | #1            | 2023             |
| Смоленская область                | 15                            | 15                            | 36▲                           | 36▲                           | 36▲                           | 36▲                           | 36▲                           | 26▼                           | 26▼                           | 26▼                           | 26▼                           | 26 из 48      | 54.2 %        | #1            | 2023             |
| Архангельская область             | ?                             | ?                             | 43▲                           | 43▲                           | 43▲                           | 43▲                           | 43▲                           | 25▼                           | 25▼                           | 25▼                           | 25▼                           | 25 из 47      | 53.2 %        | #1            | 2023             |
| Ульяновская область               | 10                            | 10                            | 31▲                           | 31▲                           | 31▲                           | 31▲                           | 31▲                           | 17▼                           | 17▼                           | 17▼                           | 17▼                           | 17 из 36      | 47.2 %        | #1            | 2023             |
| Забайкальский край                | 14                            | 14                            | 36▲                           | 36▲                           | 36▲                           | 36▲                           | 36▲                           | 21▼                           | 21▼                           | 21▼                           | 21▼                           | 21 из 50      | 42 %          | #1            | 2023             |
| Хакасия                           | 53                            | 53                            | 34▼                           | 34▼                           | 34▼                           | 34▼                           | 34▼                           | 17▼                           | 17▼                           | 17▼                           | 21▲                           | 21 из 50      | 42 %          | #1            | 2023             |
| Иркутская область                 | 15                            | 15                            | 29▲                           | 29▲                           | 29▲                           | 29▲                           | 29▲                           | 17▼                           | 17▼                           | 17▼                           | 17▼                           | 17 из 45      | 37.8 %        | #2            | 2023             |
| Пензенская область                | 12                            | 34▲                           | 34▲                           | 34▲                           | 34▲                           | 34▲                           | 32▼                           | 32▼                           | 32▼                           | 32▼                           | 32▼                           | 32 из 36      | 88.9 %        | #1            | 2022             |
| Краснодарский край                | 25                            | 95▲                           | 95▲                           | 95▲                           | 95▲                           | 95▲                           | 60▼                           | 60▼                           | 60▼                           | 60▼                           | 60▼                           | 60 из 70      | 85.7 %        | #1            | 2022             |
| Саратовская область               | 14                            | 43▲                           | 43▲                           | 43▲                           | 43▲                           | 43▲                           | 36▼                           | 36▼                           | 36▼                           | 36▼                           | 36▼                           | 36 из 45      | 80 %          | #1            | 2022             |
| Удмуртия                          | 31                            | 67▲                           | 67▲                           | 67▲                           | 67▲                           | 67▲                           | 47▼                           | 47▼                           | 47▼                           | 47▼                           | 47▼                           | 47 из 60      | 78.3 %        | #1            | 2022             |
| Сахалинская область               | 11                            | 21▲                           | 21▲                           | 21▲                           | 21▲                           | 21▲                           | 19▼                           | 19▼                           | 19▼                           | 19▼                           | 20▲                           | 20 из 28      | 71.4 %        | #1            | 2022             |
| Северная Осетия                   | 25                            | 45▲                           | 45▲                           | 45▲                           | 45▲                           | 45▲                           | 46▲                           | 46▲                           | 46▲                           | 46▲                           | 46▲                           | 46 из 70      | 65.7 %        | #1            | 2022             |

### Практика выдвижения формально независимых кандидатов
Начиная с 2009 года во многих регионах на местных выборах имеет место практика поддержки «Единой Россией» формально независимых кандидатов.
Политолог Сергей Дьячков считает, что это продуманная тактика, связанная с опасением кандидатов потерять голоса избирателей из-за недовольства действиями власти в условиях финансового экономического кризиса. По мнению журналиста Агентства федеральных расследований Романа Прыткова, кандидаты, которые представляют власть, считают, что идти на выборы под знамёнами «Единой России» стало невыгодно, потому что это лишит их части голосов избирателей. «Коммерсантъ» полагает, что «крупные города стали электоральной проблемой для „Единой России“ — проходные кандидаты предпочитают не афишировать свою партийную принадлежность». Выдвинутые от «Единой России» кандидаты, как сообщается, часто стесняются свой партийной принадлежности и стараются не афишировать её при встречах с избирателям и не указывают её в своих агитационных материалах.
На выборах мэра Химок в 2012 году партия поддержала самовыдвиженца — члена «Единой России» Олега Шахова, исполнявшего обязанности мэра.
В муниципальных выборах в 125 внутригородских муниципальных образованиях города Москвы 4 марта 2012 года кандидаты — члены партии Единая Россия, а также ранее избиравшиеся от партии Единая Россия выдвигались самостоятельно, ни одного официального кандидата от партии Единая Россия выдвинуто не было.
Член Высшего совета партии «Единая Россия» Сергей Собянин, предложенный в 2010 году Президенту России Д. А. Медведеву партией «Единая Россия» в качестве кандидата на пост мэра Москвы, в июне 2013 года пошёл на досрочные перевыборы в качестве самовыдвиженца. «Единая Россия» посчитала, что «решение Сергея Собянина не выдвигаться в мэры от партии было правильным, поскольку так он сможет собрать вокруг себя представителей „самых разных“ сил», и пообещала в любом случае оказать поддержку.
8 сентября 2013 года одновременно с выборами мэра Москвы состоятся и выборы муниципальных депутатов в нескольких районах — части территории Московской области, недавно присоединённой к столице. Как и в 2012 году, в этих выборах не будет напрямую участвовать «Единая Россия». Аффилированные с этой партией или с районными администрациями кандидаты пойдут на выборы как «самовыдвиженцы» по причине, как полагает неназванный источник Газеты.ру, «плохого рейтинга „Единой России“ как в Москве, так и в Московской области».
По мнению автора издания Газета.ру Алексея Мельникова, «появившийся в политической жизни России тип „самовыдвиженца“, старательно скрывающего партийный билет „Единой России“ и карманом преданного власти, показывает кризис… когда новая маска ОНФ ещё не надета, пока лежит на полке, а старая — т. н. „Единая Россия“, уже почти снята». В ноябре 2019 года секретарь генерального совета партии Андрей Турчак заявил, что на предстоящих в 2021 году выборах в Госдуму, «Единая Россия» будет выдвигать своих кандидатов и перестанет подстраховывать единороссов-самовыдвиженцев, поскольку «единороссы не должны „стесняться“ своей партийной принадлежности, а, наоборот, гордиться ею».

## Слоганы
- «Мы верим в себя и в Россию!» (2003)[108]
- «Россия, вперёд!», «Сохраним и приумножим!» (2009)[260]
- «Единство, духовность, патриотизм» (2010)[261]
- «Будущее за нами!», «Вместе победим!» (2011)[130]
- «Действовать в интересах людей — наша задача», «Слышать голос каждого — наша обязанность», «Создать и защитить будущее России — наша цель»[262], «Сделали Россию Единой — Сделаем Россию Сильной!»[263] (2016)

## Моральный кодекс
На XVIII съезде партии (декабрь 2018 года) были приняты правила поведения, обязательные для всех членов партии. Настоятельно рекомендуется:
- быть скромным,
- быть сдержанным на публике,
- защищать честь и достоинство законными способами,
- уходить из партии в случае совершения «противоправных или аморальных действий»,
- относиться к людям и их проблемам с вниманием и уважением,
- защищать права граждан,
- помогать россиянам в преодолении трудных жизненных ситуаций,
- быть нетерпимым к попыткам искажения истории России, попранию традиций и проявлению неуважения к культуре,
- отвечать за свои слова.

## Межрегиональные конференции
В марте 2010 года «Единая Россия» запустила новый формат работы — Межрегиональные конференции, посвящённые социально-экономическому развитию федеральных округов. Цель конференций — определить чёткий и конкретный план развития для каждого региона на 2010—2012 гг.

 Реальность такова, что сегодня на эту работу способна, наверное, только «Единая Россия». Прежде всего, в силу, конечно, разветвлённости её структур и доминирующего положения в местных, региональных органах власти. Именно она обладает необходимыми организационными, интеллектуальными и политическими ресурсами для решения таких масштабных задач, готова взять на себя ответственность перед страной за выполнение намеченных планов. — Владимир Путин: «Только „Единая Россия“ способна выработать стратегию развития регионов»
Это предполагает отбор предельно конкретных предложений и проектов, которые могли быть реализованы в ближайшей перспективе. На пленарных заседаниях конференции проекты представлялись действовавшему лидеру партии Владимиру Путину.
Первая межрегиональная конференция проходила в Сибирском федеральном округе в Красноярске (29-30 марта 2010 года) и в Новосибирске (9 апреля 2010 года). Она называлась «Развитие Сибири 2010—2012».
Второй стала конференция в Северокавказском федеральном округе. Она прошла в Нальчике и Кисловодске с 5 по 6 июля 2010 года и носила название «Развитие Северного Кавказа 2010—2012».
Третья конференция «Развитие Приволжья 2010—2012» прошла в Ульяновске (9 сентября 2010 года) и в Нижнем Новгороде (14 сентября 2010 года).

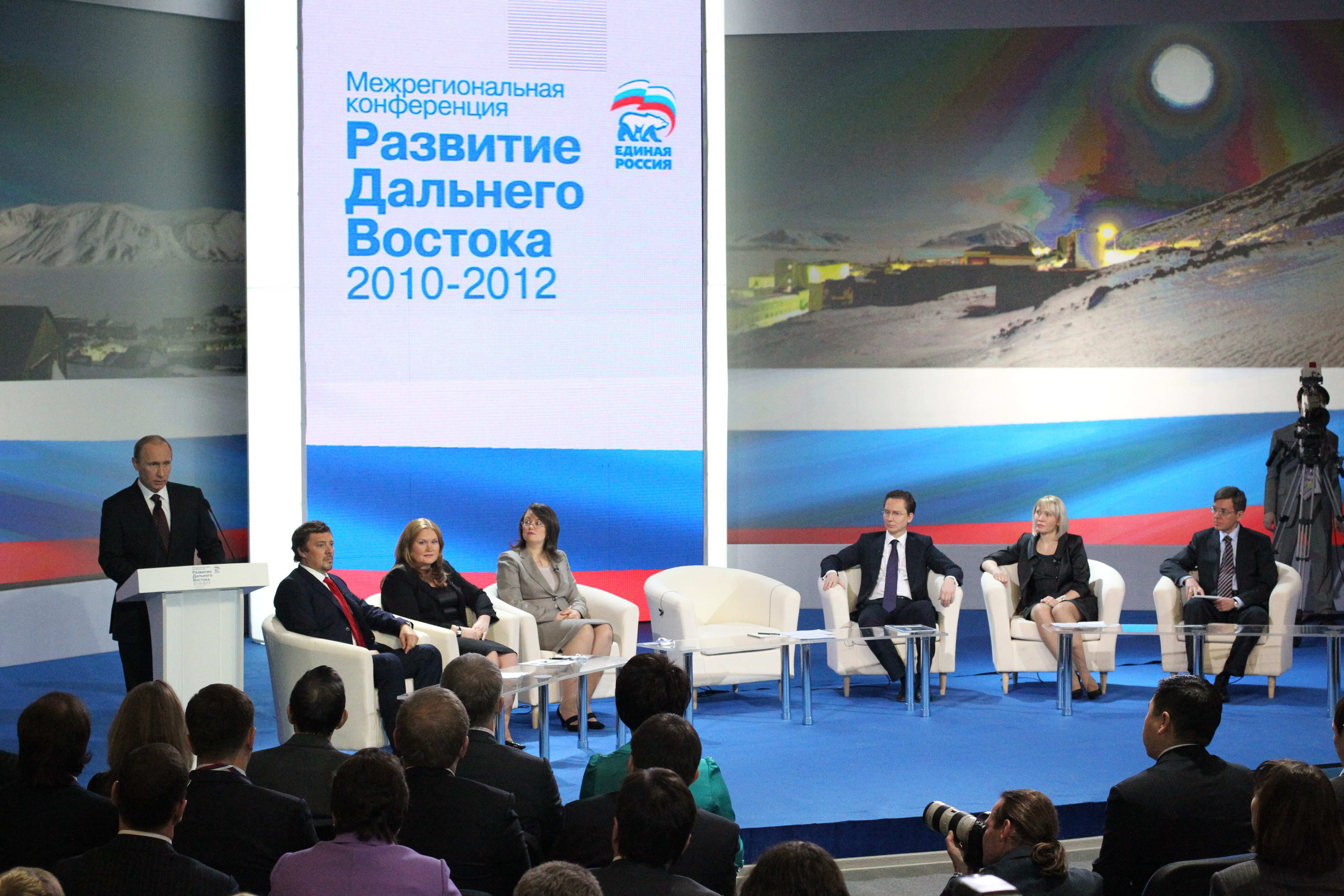
Межрегиональная конференция «Единой России» на Дальнем Востоке

Межрегиональная партийная конференция Дальневосточного федерального округа «Стратегия социально-экономического развития Дальнего Востока до 2020 года» проходила с 4 по 6 декабря 2010 года в Хабаровске. На ней действовавший лидер «Единой России» Владимир Путин указал, что одной из основных проблем для Дальнего Востока является транспортный вопрос. Он предложил значительно снизить цены на перелёты внутри России, построить новые автомобильные дороги (в частности модернизировав трассу «Амур»). Другой значимой проблемой он обозначил энергетическую безопасность дальневосточного региона. Владимир Путин обещал дотировать поставку газа по маршруту Сахалин—Хабаровск—Владивосток, что позволит существенно снизить цену для конечного потребителя.
На партийной конференции в Центральном федеральном округе в Брянске (3—4 марта 2011) Владимир Путин предложил партийцам декларировать не только доходы, но и расходы. Одновременно специалистам было предложено «подумать об инструментах» такого контроля. Также Путин потребовал от региональных властей сдерживать цены на продовольствие, решить до конца 2012 года проблему обманутых дольщиков, а также снизить налоговую нагрузку на малый бизнес.
6 мая 2011 года состоялась Межрегиональная конференция «Единой России» в Южном Федеральном округе. Она прошла накануне празднования очередной годовщины победы в Великой Отечественной войне в Волгограде. В конференции вновь принял участие лидер партии Владимир Путин. Для продвижения новых бизнес- и социальных проектов и поддержки молодых профессионалов Путин предложил создать агентство стратегических инициатив; кроме того, он предложил создать и сформировать Общероссийский народный фронт.
30 июня 2011 г. Межрегиональная конференция в Уральском Федеральном округе прошла в Екатеринбурге.
5 сентября 2011 г. состоялась Межрегиональная конференция в последнем из округов, где до этого она ещё не проводилась — в Северо-западном федеральном округе. На конференции в Череповце Владимир Путин затронул множество социально-экономических и политических проблем. Действовавший премьер-министр также объявил о необходимости формирования в СЗФО нефтехимического кластера и поддержке ряда проектов в других регионах округа. В ходе пятичасовой конференции, помимо прочего, Путин предложил выделять подъёмные в объёме 1 млн рублей каждому молодому медику, работающему на селе и организовать ипотечную программу для молодых преподавателей.

## Общероссийский народный фронт (ОНФ)

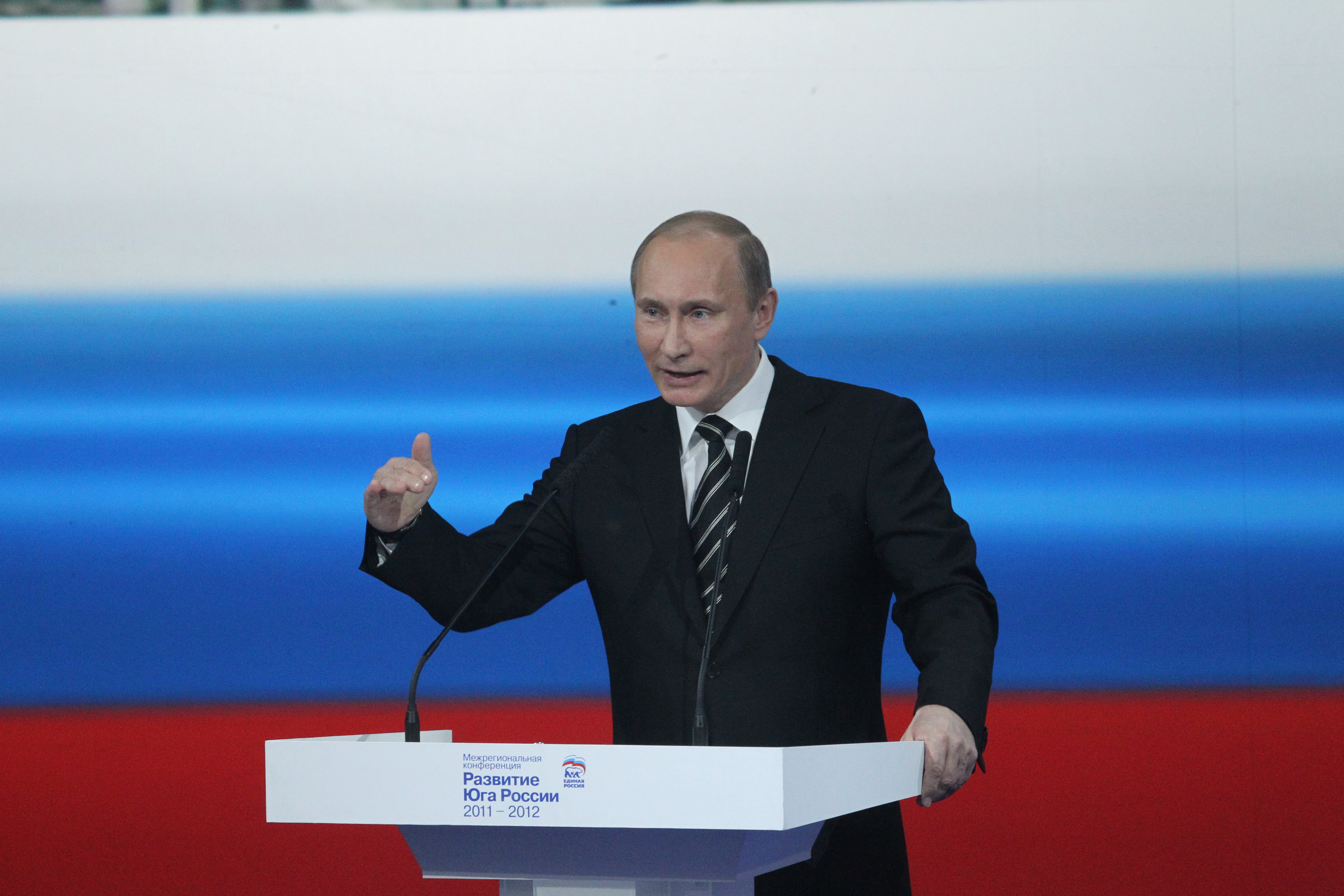
Владимир Путин на межрегиональной конференции в ЮФО объявляет о создании ОНФ

6 мая 2011 года в ходе межрегиональной конференции по Южному федеральному округу действовавший премьер-министр России и лидер «Единой России» Владимир Путин выступил с инициативой создания «Общероссийского народного фронта» — политического союза общественных организаций. Представители ОНФ по его задумке были включены в список «Единой России» на думских выборах 2011 года и приняли участие в праймериз партии.

«Предлагаю создать то, что в политической практике называется широким народным фронтом. Это инструмент объединения близких по духу политических сил. Мне бы очень хотелось, чтобы „Единая Россия“, какие-то другие политические партии, профсоюзные, женские, молодёжные, ветеранские организации, в том числе ветеранов Великой Отечественной войны и ветеранов войны в Афганистане, — чтобы все люди, которые объединены единым стремлением укреплять нашу страну, идеей поиска наиболее оптимальных вариантов решения стоящих перед нами проблем, могли работать в рамках единой платформы».
«Такая форма объединения усилий всех политических сил применяется в разных странах и разными политическими силами — и левыми, и правыми, и патриотическими, — это инструмент объединения близких по духу политических сил. Мне бы хотелось, чтобы и „Единая Россия“, и другие партии, и общественные организации, чтобы все люди, которые объединены стремлением улучшать жизнь страны. Это объединение может называться „Общероссийский народный фронт“, в рамках которого беспартийные кандидаты могли бы пройти в Думу по списку „Единой России“».
— Владимир Путин объявляет о создании ОНФ, 6 мая 2011 г.

У нас очень много двухсторонних соглашений с общественными организациями. Мы и так с ними работаем, но работаем по каким-то конкретным направлениям. Создание фронта — это следующий шаг по консолидации «Единой России» и сторонних организаций. Мы хотели бы общественные организации привлечь к написанию программы. Мы хотели бы, чтобы как можно больше общественных объединений и организаций могли предложить свои идеи по дальнейшему развитию нашей страны.
— Спикер Государственной Думы (2003—2011) Борис Грызлов о взаимодействии с ОНФ

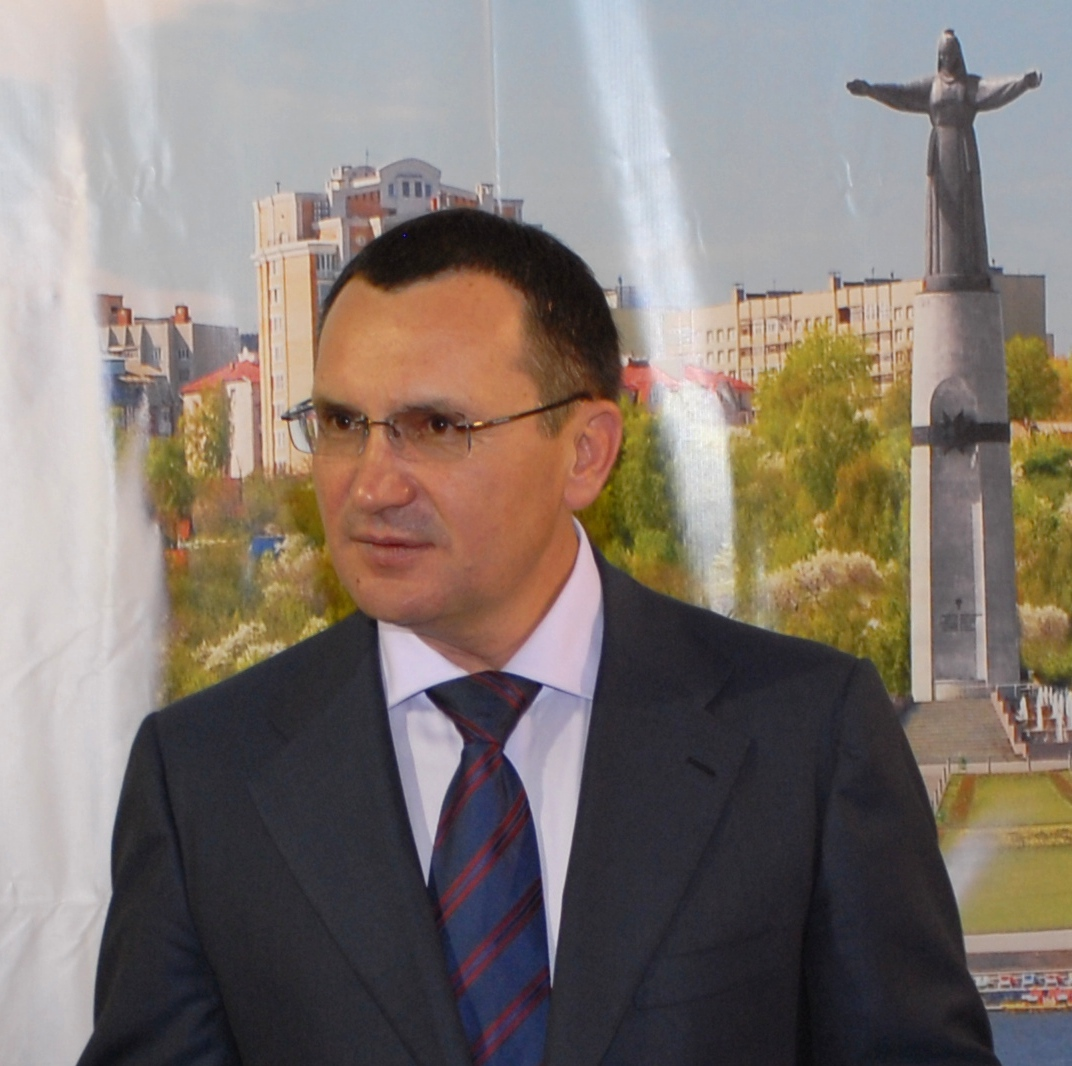
Н. Фёдоров — ответственный за работу над Народной программой для «Единой России» и ОНФ

7 мая того же года состоялось первое заседание координационного совета новой организации, на котором присутствовали представители 16 общественных организаций. 13 июня на сайте «Единой России» был опубликован проект декларации об образовании фронта. В состав ОНФ вошло более 500 общественных организаций. Наиболее крупные из них: «Опора России», РСПП, ФНПР, «Деловая Россия», "Союз пенсионеров России, Молодая гвардия «Единой России», «Союз транспортников России», «Союз женщин России». Также с 7 июня после многочисленных обращений граждан было принято решение разрешить вступление в ОНФ частных лиц. На 14 июня 2011 года желающих вступить в движение было более 6 тыс. человек.
Политическая и экономическая программа ОНФ разработана Институтом социально-экономических и политических исследований под руководством бывшего президента Чувашии Николая Фёдорова осенью 2011 года и была принята съездом партии «Единой России». Как отметил Н. Фёдоров, Народная Программа стала руководством для законопроектной работы Государственной Думы нового созыва, а все согласованные решения — обязательными для исполнения депутатами от «Единой России» и ОНФ.
По мнению автора Газеты.ру, создав «Общероссийский народный фронт», Владимир Путин и «Единая Россия» впервые открыто попрали принцип департизации экономики и общественной жизни, который был введён 20 июля 1991 года указом Бориса Ельцина «О прекращении деятельности организационных структур политических партий и массовых общественных движений в государственных органах, учреждениях и организациях РСФСР» и который стал одной из основ российской политической системы. «Заявления о том, что ОНФ не зарегистрирован и поэтому находится вне правового поля, не выдерживают критики. По своему составу и организационной форме „фронт“ соответствует общественному движению, а по целям — политической партии. Формирование политической воли граждан и участие в выборах является прерогативой партий. А ОНФ, согласно его декларации, создан именно для подготовки народной программы „на основе самого широкого обсуждения во всех общественных организациях“ (а теперь и на предприятиях) и для совместного участия в выборах» — Газета.ру.

## Предварительное голосование «Единой России»
Предварительное голосование «Единой России» (разг. «праймериз») — это процедура внутрипартийного голосования по кандидатурам для последующего выдвижения от Всероссийской политической партии «Единая Россия», её региональных отделений кандидатами в депутаты законодательных органов государственной власти субъектов Российской Федерации. Предварительное голосование организуется и проводится в целях предоставления возможностей гражданам Российской Федерации участвовать в политической жизни общества.

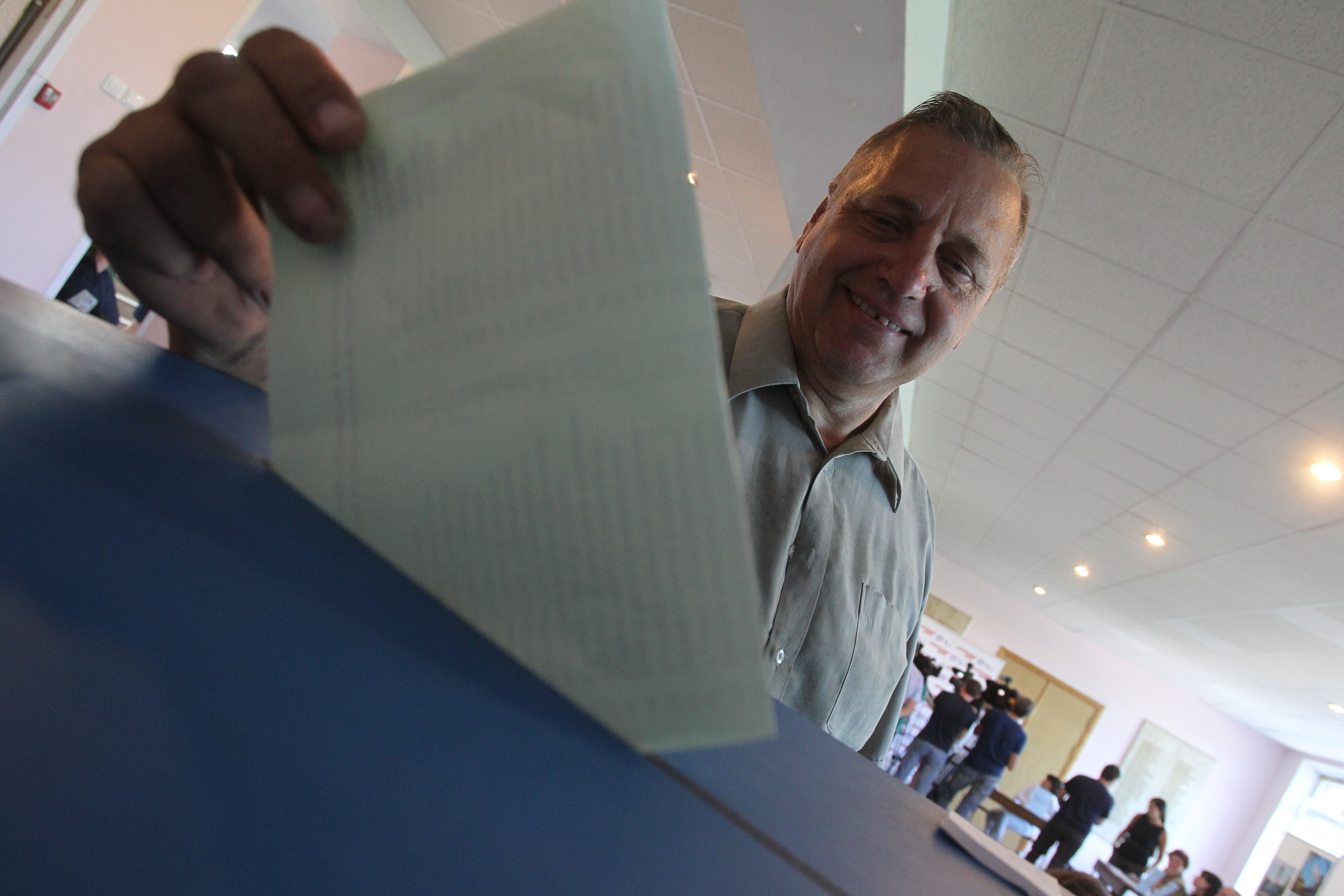
Участник праймериз «Единой России» и ОНФ в Нижнем Новгороде

По итогам предварительного голосования 2011 года, впервые в российской политической истории организованного «Единой Россией» и ОНФ, более 150 беспартийных кандидатов были включены в избирательные списки «Единой России», а успешное проведение праймериз побудило Владимира Путина предложить законодательно оформить обязательность этой процедуры для всех политических партий.
Генеральный директор ВЦИОМ Валерий Фёдоров отмечает, что по данным опроса ВЦИОМ от августа 2011 года около трети россиян были осведомлены о проведении праймериз партии и ОНФ, а единороссы «постарались превратить внутрипартийное <…> мероприятие в тему, представляющую интерес для тех, кто не только не является членами „Единой России“, но зачастую вообще аполитичен».
После проведения праймериз Владимир Путин в августе 2011 года заявил, что считает целесообразным проведение праймериз для всех партий, а также распространение этой практики на региональный и муниципальный уровни. 24 августа действовавший вице-спикер Госдумы Олег Морозов сообщил, что в сентябре «Единая Россия» намерена внести в Госдуму законопроект о введении обязательных праймериз.
Начиная с 2016 года предварительное голосование в партии проводится ежегодно. С 2016 по 2020 год оно длилось один день, в 2021 году была внедрена практика недельного голосовании, причём в течение шести дней избиратели делали свой выбор в электронной форме.
«Единая Россия» остаётся единственной политической силой, использующей механизм предварительного голосования.

### Единый день предварительного голосования—2021
Предварительное голосование, проведённое «Единой Россией» 24-30 мая 2021 года на территории всей страны, стало самым масштабным за всю историю проведения этой процедуры. В нём приняло участие около 11 миллионов человек (более 10 процентов от общего числа избирателей в стране). Средний возраст кандидатов составил 41 год.

### Электронное предварительное голосование «Единой России»
Электронное предварительное голосование «Единой России» — одна из форм дистанционного голосования. Для этой цели создан специальный сайт предварительного голосования https://pg.er.ru/, адаптированный для посещения со смартфонов. Помимо удобства для голосующих сайт даёт кандидатам возможность самостоятельно заполнять свои личные страницы на сайте: ставить новости, ролики, фото, распространять свои страницы — личный кабинет интегрирован с основными социальными сетями.
В 2018 году в качестве эксперимента в нескольких регионах «Единая Россия» провела первое электронное голосование. В голосовании приняли участие 140 тысяч человек.
В 2021 году предварительное голосование «Единой России» проходило онлайн с 24 по 30 мая по всей стране. В общей сложности участие в предварительном электронном голосовании приняли 6 031 800 человек.
Доступ к голосованию на сайте предоставляется после авторизации через портал Госуслуг. Для предотвращения фальсификаций «Единая Россия» самостоятельно разработала и внедрила специальный софт для упрощения наблюдения за электронным голосованием всеми желающими участниками процедуры.

## Работа партии в пандемию
Партия «Единая Россия» — единственная политическая сила, не ушедшая в изоляцию на период ограничительных мер. Партийцы помогали медикам, оказывали поддержку пострадавшим. Партия успешно наладила добровольческую деятельность, развернула волонтёрские штабы во всех регионах страны, инициировала «социальное» законотворчество и принятие совместных решений с правительством, направленных на поддержку граждан и бизнеса.
По инициативе председателя партии Дмитрия Медведева более 500 миллионов рублей членских взносов и благотворительных пожертвований было направлено на поддержку врачей в период пандемии.
Партия закупила и передала нуждающимся регионам 10 реанимобилей для медицинских учреждений Алтайского края, Курской и Псковской области, республик Адыгеи, Алтая, Калмыкии, Карелии, Марий Эл, Тывы и Чувашии.
Также были собраны средства на закупку 500 тысяч комплектов средств индивидуальной защиты (перчатки и маски), которые были распределены между 67 регионами. 10 000 защитных костюмов были направлены медикам в Еврейской автономной области, Забайкальском крае, Красноярском крае, Нижегородской, Псковской, Самарской и Смоленской областях, республиках Дагестан, Ингушетия, Северная Осетия — Алания.
В рамках всероссийской акции «Спасибо врачам» партия передала 200 автомобилей в медучреждения по всей стране. Через волонтёрские центры специалисты, работающие в красной зоне, получили порядка 360 тысяч продуктовых наборов к чаю. Волонтёрский центр на Ставрополье передал больнице в Коммунарке 20 тонн питьевой воды.
В одну из больниц в Липецкой области волонтерский центр «Единой России» передал 5 аппаратов ИВЛ. Региональное отделение «Единой России» в Новгородской области закупило для клиник региона 87 единиц новой медицинской техники, в том числе благодаря финансовой помощи предпринимателей.
«Единая Россия» значительно сократила расходы на предвыборную агитацию на прошедших в 2020—2021 годах выборах, а также сократила транспортные и организационные расходы, направив все свои ресурсы на оказание помощи тем, кто в ней больше всего нуждался. Большинство партийцев, в том числе кандидаты на губернаторское кресло, были активными участниками работы региональных волонтёрских центров партии.
Помимо помощи медицинским работникам, «Единая Россия» оказывала поддержку учителям и ученикам в рамках всероссийской акции «Помоги учиться дома». Нуждающиеся школьники были обеспечены планшетами, компьютерами и ноутбуками для дистанционного обучения. Партия взяла на себя задачу по организации сбора оборудования, привлечению крупных партнёров-спонсоров и распределению собранной техники по всей стране. В первую очередь такая помощь оказывалась жителям сельских районов, детям из малообеспеченных и многодетных семей, воспитанникам детских домов. В результате акции необходимые гаджеты для обучения дома получили более 500 тысяч школьников и учителей из всех регионов, откуда поступили заявки.
«Единая Россия» развернула широкомасштабную программу поддержки пожилых людей, а особенно — ветеранов. Волонтёры ежедневно доставляли продукты, лекарства, товары первой необходимости, выполняли множество других просьб пенсионеров, разъясняли меры социальной поддержки, оказывали необходимую психологическую помощь. В ряде регионов удалось выявить людей, которым необходим постоянный посторонний уход, и организовать им надомное социальное обслуживание. Создана двусторонняя горячая линия — представители партии занимались не только приёмом звонков, но и обзвоном ветеранов с последующим решением проблемных вопросов.
«Единая Россия» договорилась с Министерством науки и высшего образования России о том, чтобы волонтёрская деятельность студентов учитывалась в качестве учебной или производственной практики.

### Законодательные инициативы «Единой России», направленные на поддержку людей в период пандемии

#### Регулирование рынка лекарств, обеспечение доступности медицинской помощи
- Госдума приняла закон «Единой России», который позволил Правительству при чрезвычайных ситуациях «замораживать» цены на лекарства и медицинские изделия. Теперь в случае резкого повышения цен в аптеках Правительство на 90 дней сможет установить предельно допустимые цены на эти категории товаров[296].
- При участии «Единой России» подготовлена правовая норма, разрешающая дистанционную продажу рецептурных лекарств до конца 2020 года[297]. Это позволило людям, находящимся в зоне риска по состоянию здоровья, получить необходимые лекарства, не покидая жилья и сохраняя режим самоизоляции. Партия предложила продлить эту норму, президент России Владимир Путин поддержал инициативу. Также ужесточена ответственность за распространение через интернет некачественных или фальсифицированных лекарств.
- «Единая Россия» обеспечила принятие закона по созданию с 1 сентября 2020 года федерального регистра получателей льготных лекарств[298]. Появилась возможность отслеживать обеспеченность лекарствами всех льготников, а также повысить точность прогнозов изменения их потребностей в будущем. Это позволит организовать бесперебойное снабжение лекарственными препаратами.
- Были произведены двойные выплаты медикам, работающим в новогодние праздники.

#### Дополнительные выплаты учителям за работу на ЕГЭ в период пандемии
Инициатива получила поддержку со стороны Минпросвещения и Рособрнадзора. Она была реализована в большинстве субъектов РФ.

#### Защита доходов граждан и наиболее пострадавших категорий предпринимателей
- «Единая Россия» подготовила поправки в законодательство, согласно которым граждане и индивидуальные предприниматели, при условии снижения их доходов на 30 и более процентов по сравнению со средними доходами за прошлый год, имеют право на кредитные каникулы на срок до 6 месяцев.
- «Единая Россия» разработала и внесла в Госдуму закон, который защитил пенсионеров и бизнес от взысканий за долги в период пандемии. Документ отсрочил выплату долгов, а также запретил изымать движимое имущество должников. По инициативе партии запрет на арест имущества или его изъятие был продлён до 1 июля 2021 года.

### Волонтёрские центры партии
Для оказания помощи людям во время пандемии «Единая Россия» создала волонтёрские центры во всех регионах страны. Первый из них открылся 19 марта 2020 года в Калуге.
Центры объединили более 100 тысяч добровольцев. Это позволило оказать адресную помощь всем нуждающимся, а также снизить нагрузку на государственную систему здравоохранения и социальные службы.
Наиболее востребованными направлениями работы стали автоволонтёрство (доставка врачей на дом к пациентам), обеспечение медиков «красной зоны» горячим питанием и продуктовыми наборами, доставка бесплатных лекарств амбулаторным больным, поддержка пожилых людей, а также помощь в организации работы колл-центров.
За время работы волонтёрских центров было доставлено:
— 10 миллионов наборов горячего питания для медицинского персонала;
— более 1,8 миллиона продовольственных наборов гражданам;
— более 2,4 миллиона лекарственных наборов на дом.
Отработано почти 1,7 миллиона обращений на «горячую линию» и более 1,1 миллиона смен волонтёрами-медиками.

### Штаб «Мы вместе»
Общероссийская акция #МыВместе и её штаб объединили тех, кому нужна была помощь во время пандемии коронавирусной инфекции, и тех, кто её оказывает. Волонтеры помогают с доставкой продуктов и лекарств обратившимся на «Горячую линию».
Волонтёрский штаб акции «Мы вместе» и горячая линия были запущены 21 марта 2020 года. Инфраструктурной площадкой для «Волонтёров-медиков» и Ассоциации волонтёрских центров стали «Единая Россия» и Общероссийский народный фронт. Сначала были развернуты штабы в регионах, а дальше к ним начали присоединяться местные волонтёрские организации.

## Международная деятельность
«Единая Россия» ведёт активную международную деятельность, развивает и укрепляет связи с политическими партиями других государств, налаживает с ними конструктивное взаимодействие и сотрудничество.

### Движение «За свободу наций!»

Учредительная Генеральная Ассамблея Движения «За свободу наций!» 16 февраля 2024 года в Москве

Флагманским проектом Партии является созданное в феврале 2024 года Движение "За свободу наций!". 15-17 февраля была проведена первая Генеральная Ассамблея "Форума сторонников борьбы с современными практиками неоколониализма — «За свободу наций!», после которого был сформирован Постоянный комитет Движения. В учредительной Ассамблее приняло участие более 400 делегатов из 55 стран мира, в том числе 14 председателей партий и 11 заместителей председателей партий. В мероприятии, помимо прочих, приняли участие Президент Центральноафриканской Республики Ф.-А.Туадера и Заведующий Международным отделом ЦК Коммунистической партии Китая Лю Цзяньчао. В Постоянный комитет Движения вошло 20 политических партий со всех континентов мира.
Главной целью движения является борьба с современными проявлениями неоколониализма. Идеологическую основу Движения заложил Председатель Партии Д. А. Медведев в своей статье «Время метрополий истекло», где описал различные виды зависимости государств Глобального Юга от развитых государств Глобального Севера, которые сохраняются до сих пор. Движение подвергается критике со стороны политических деятелей и «мозговых центров» стран Запада, в том числе со стороны «Европейского совета по международным отношениям», Джеймстаунского фонда и Института по изучению войны.

### Международные межпартийные форумы
«Единая Россия» входит в состав Международной конференции азиатских политических партий (МКАПП). Сегодня эта крупнейшая межпартийная структура мира объединила свыше 300 политических партий Евразийского континента и установила прочные связи с подобными организациями Африки и Латинской Америки. «Единая Россия» не только активно участвует в работе МКАПП, но также входит в её руководящий орган — Постоянный комитет. Крупнейший форум МКАПП — его 10-я Генеральная ассамблея — состоялась в октябре 2018 года во Владивостоке с участием 400 представителей 74 партий из 42 стран. В итоговой Владивостокской декларации Ассамблеи содержится призыв к партиям мира сообща бороться с терроризмом, экстремизмом, против вмешательства извне во внутренние дела государств, за равноправие, социальную справедливость и взаимовыгодное сотрудничество стран и народов.
В рамках председательства России в Шанхайской организации сотрудничества (ШОС) в 2020 году Партия «Единая Россия» провела онлайн-форум в формате ШОС+, то есть с привлечением политических движений и стран-партнёров ШОС. Заявленная тема Форума: «Экономика для людей». Форум объединил более 30 политических движений, которые обсудили вопросы поддержки зелёных технологий, преодоления социально-экономического кризиса, вызванного пандемией COVID-19, развития цифровых технологий в интересах человечества.

Д. А. Медведев на Международном межпартийном Форуме «БРИКС и страны-партнеры»

В октябре 2022 года на острове Сахалин был проведена крупная международная конференция на тему «Экологическая политика и устойчивое развитие», в которой принял участие Министр иностранных дел РФ С. В. Лавров. По итогам мероприятия 18 политических движений стран Азии приняли Сахалинский меморандум, в котором они призвали к отмене «зелёных» барьеров и выступили за борьбу с изменениями климата без введения неоправданных дискриминационных мер или скрытого ограничения международной торговли.
В рамках председательства России в БРИКС в 2024 году во Владивостоке Партией был проведён Международный межпартийный Форум в формате «БРИКС и страны-партнеры» под девизом: «Мировое большинство за многополярный мир», в котором приняло участие 7 стран БРИКС (Саудовская Аравия и ОАЭ не приглашены из-за отсутствия партийных систем; Иран — из-за трагических событий, связанных с гибелью Президента ИРИ Э.Раиси), а также 21 страна-партнёр, в том числе Алжир, Таиланд, Республика Корея, Сербия, Венесуэла, Вьетнам, Мьянма и другие. В результате Форума было принято Итоговое заявление, в котором партии поддержали расширение «семьи БРИКС» и подтвердили стремление развивать сотрудничество между странами Глобального Юга по трём «столпам БРИКС»: политика и безопасность, экономика и финансы, культура и гуманитарное сотрудничество.

### Соглашения о взаимодействии и сотрудничестве
Партия «Единая Россия» проводит регулярные межпартийные консультации, в ходе которых заключает Соглашения о взаимодействии и сотрудничестве. Эти Соглашения нацелены на формализацию международной деятельности партии. Они заключаются сроком на 5 лет и продлеваются автоматически в случае отсутствия отказа с обеих сторон. Соглашения регламентируют обмен делегациями, участие в работе съездов партий-партнёров, проведение форумов, круглых столов, молодёжное сотрудничество, организационная работа. К настоящему моменту у Партии имеется более 50 Соглашений о взаимодействии и сотрудничестве, в том числе со следующими политическими движениями:
| Страна               | Партия                                                             | Национальное название партии                                          | Дата подписания       |
| -------------------- | ------------------------------------------------------------------ | --------------------------------------------------------------------- | --------------------- |
| Республика Абхазия   | Партия «Единая Абхазия»                                            | абх. Аҧсны Акзаара                                                    | 23 сентября 2011 года |
| Австрия              | Австрийская партия свободы (прекратило действие)                   | нем. Freiheitliche Partei Österreichs                                 | 20 декабря 2016 года  |
| Ангола               | Народное движение за освобождение Анголы — Партия труда            | порт. Movimento Popular de Libertação de Angola — Partido do Trabalho | 4 марта 2021 года     |
| Азербайджан          | Новый Азербайджан                                                  | азерб. Yeni Azərbaycan Partiyası                                      | 27 сентября 2007 года |
| Армения              | Республиканская партия Армении                                     | арм. Հայաստանի Հանրապետական կուսակցություն                            | 28 января 2008 года   |
| Армения              | Процветающая Армения                                               | арм. Բարգավաճ Հայաստան                                                | 28 января 2008 года   |
| Беларусь             | Белорусская партия «Белая Русь»                                    | белор. Белая Русь                                                     | 5 апреля 2022 года    |
| Болгария             | Болгарская социалистическая партия                                 | болг. Българска социалистическа партия                                | 23 сентября 2003 года |
| Босния и Герцеговина | Союз независимых социал-демократов                                 | серб. Савез независних социјалдемократа — СНСД                        | 23 сентября 2011 года |
| Венесуэла            | Единая социалистическая партия Венесуэлы                           | исп. Partido Socialista Unido de Venezuela                            | 17 июня 2024 года     |
| Вьетнам              | Коммунистическая партия Вьетнама                                   | вьет. Đảng Cộng sản Việt Nam                                          | 21 ноября 2009 года   |
| Габон                | Габонская демократическая партия                                   | фр. Parti Démocratique Gabonais                                       | 23 марта 2021 года    |
| Греция               | Партия «Новая демократия»                                          | греч. Νέα Δημοκρατία                                                  | 23 сентября 2009 года |
| Грузия               | Справедливая Грузия (прекратило действие)                          | груз. სამართლიანი საქართველო                                          | 9 февраля 2010 года   |
| Зимбабве             | Зимбабвийский африканский национальный союз — Патриотический фронт | англ. Zimbabwe African National Union — Patriotic Front; ZANU-PF      | 23 марта 2021 года    |
| Индия                | Индийский национальный конгресс                                    | хинди भारतीय राष्ट्रीय कांग्रेस                                                 | 25 мая 2012 года      |
| Индонезия            | Голкар                                                             | индон. Partai Golongan Karya                                          | 11 июня 2021 года     |
| Италия               | Лига Севера (прекратило действие)                                  | итал. Lega Nord                                                       | 6 марта 2017 года     |
| Казахстан            | Партия «АМАНАТ»                                                    | каз. «AMANAT» партиясы                                                | 09 марта 2005 года    |
| Камбоджа             | Народная партия Камбоджи                                           | кхмер. គណបក្សប្រជាជនកម្ពុជា                                                 | 24 ноября 2015 года   |
| Кипр                 | Демократическая партия Кипра                                       | греч. Δημοκρατικό Κόμμα, ΔΗΚΟ                                         | 27 октября 2009 года  |
| Кипр                 | Прогрессивная партия трудового народа Кипра                        | греч. Ανορθωτικό Κόμμα Εργαζόμενου Λαού                               | 23 сентября 2011 года |
| Китай                | Коммунистическая партия Китая                                      | кит. трад. 中國共産黨, упр. 中国共产党, пиньинь Zhōngguó Gòngchǎndǎng | 13 июля 2004 года     |
| Кыргызстан           | Партия «Ар-Намыс» (прекратило действие)                            | кирг. «Ар-Намыс» партиясы                                             | 22 сентября 2010 года |
| Кыргызстан           | Социал-демократическая партия Кыргызстана                          | кирг. Кыргызстан социал-демократиялык партиясы                        | 15 февраля 2018 года  |
| КНДР                 | Трудовая партия Кореи                                              | кор. 조선로동당                                                       | 25 октября 2018 года  |
| Куба                 | Коммунистическая партия Кубы                                       | исп. Partido Comunista de Cuba                                        | 16 марта 2017 года    |
| Лаос                 | Народно-революционная партия Лаоса                                 | лаос. ພັກປະຊາຊົນປະຕິວັດລາວ                                                | 8 сентября 2016 года  |
| Латвия               | Центр согласия                                                     | латыш. Saskaņas centrs, SC                                            | 21 ноября 2009 года   |
| Ливан                | Свободное патриотическое движение                                  | араб. التيار الوطني الح                                               | 30 марта 2022 года    |
| Литва                | Народная партия Литвы                                              |                                                                       | 23 сентября 2009 года |
| Малайзия             | Объединённая малайская национальная организация                    | малайск. Pertubuhan Kebangsaan Melayu Bersatu                         | 04 апреля 2005 года   |
| Марокко              | Национальное объединение независимых                               | араб. التجمع الوطني للأحرار; бербер. ⴰⴳⵔⴰⵡ ⴰⵏⴰⵎⵓⵔ ⵢ ⵉⵏⵙⵉⵎⴰⵏⵏ          | 7 декабря 2017 года   |
| Молдова              | Республиканская партия «Обновление»                                |                                                                       | 26 ноября 2007 года   |
| Молдова              | Европейская социал-демократическая партия                          | рум. Partidul Social Democrat European                                | 16 сентября 2010 года |
| Молдова              | Партия социалистов Республики Молдова                              | рум. Partidul Socialiștilor din Republica Moldova                     | 8 июня 2017 года      |
| Монголия             | Монгольская народная партия                                        | монг. Монгол Ардын Нам                                                | 14 декабря 2016 года  |
| Мьянма               | Партия солидарности и развития Союза                               | бирм. ပြည်ထောင်စုကြံ့ခိုင်ရေးနှင့်ဖွံ့ဖြိုးရေးပါတီ                                                | 17 июня 2024 года     |
| Намибия              | Организация народов Юго-Западной Африки                            | англ. South-West Africa’s Peoples Organization                        | 26 мая 2021 года      |
| Никарагуа            | Сандинистский фронт национального освобождения                     | исп. Frente Sandinista de Liberación Nacional                         | 7 октября 2022 года   |
| Республика Конго     | Конголезская партия труда                                          | фр. Parti congolais du Travail                                        | 9 декабря 2020 года   |
| Республика Корея     | Демократическая партия Тобуро                                      | кор. 더불어민주당                                                     | 13 декабря 2017 года  |
| Руанда               | Руандийский патриотический фронт                                   | фр. Front patriotique rwandais                                        | 22 апреля 2021 года   |
| Сербия               | Демократическая партия Сербии                                      | серб. Нова демократска странка Србије                                 | 18 июля 2007 года     |
| Сербия               | Сербская прогрессивная партия                                      | серб. Српска напредна странка                                         | 27 октября 2010 года  |
| Сербия               | Сербская народная партия                                           | серб. Српска народна партија                                          | 11 апреля 2016 года   |
| Сирия                | Партия Арабского социалистического возрождения (Баас)              | араб. حزب البعث العربي الاشتراكي                                      | 14 апреля 2018 года   |
| Таджикистан          | Народно-демократическая партия Таджикистана                        | тадж. Ҳизби халқии демократии Тоҷикистон                              | 26 февраля 2017 года  |
| Таиланд              | Пыа Тай                                                            | тайск. พรรคเพื่อไทย                                                     | 16 июня 2024 года     |
| Уганда               | Движение национального сопротивления                               | суахили Harakati za Upinzani za Kitaifa                               | 1 июня 2022 года      |
| Узбекистан           | Либерально-демократическая партия Узбекистана                      | узб. Oʻzbekiston liberal-demokratik partiyasi                         | 5 сентября 2019 года  |
| Украина              | Партия Регионов (прекратило действие)                              | укр. Партія Регіонів                                                  | 2 июля 2005 года      |
| Филиппины            | Филиппинская демократическая партия — Народная сила                | филипп. Partido Demokratiko Pilipino-Lakas ng Bayan, PDP-Laban        | 17 октября 2017 года  |
| Черногория           | Демократическая партия социалистов Черногории                      | (черног. Demokratska partija socijalista Crne Gore                    | 23 сентября 2011 года |
| Эстония              | Центристская партия Эстонии (прекратило действие)                  | эст. Eesti Keskerakond                                                | 11 ноября 2004 года   |
| Эфиопия              | Партия процветания                                                 | амх. ብልጽግና ፓርቲ                                                        | 3 февраля 2021 года   |
| ЮАР                  | Африканский национальный конгресс                                  | англ. African National Congress                                       | 3 октября 2013 года   |
| Южная Осетия         | Единство (прекратило действие)                                     | осет. Иудзинад                                                        | 22 сентября 2008 года |
| Южная Осетия         | Республиканская политическая партия «Единая Осетия»                | осет. Республикон политикон парти «Иугонд Ир»                         | 8 февраля 2022 года   |
| Япония               | Либерально-демократическая партия Японии                           | яп. 自由民主党                                                        | 27 апреля 2018 года   |

### Отношения «Единая Россия» — Коммунистическая партия Китая
С 2007 года на ежегодной основе проводятся мероприятия в формате «Диалога „Единая Россия“ — Коммунистическая партия Китая», в адрес которых направляют приветствия Президент России В. В. Путин и Председатель КНР Си Цзиньпин. Последний такой «Диалог» состоялся 20 ноября 2023 года: в нём приняли участие Председатель Высшего совета Партии «Единая Россия» Б. В. Грызлов и Заведующий Международным отделом ЦК Коммунистической партии Китая Лю Цзяньчао. С 2007 года также было проведено 6 Деловых форумов в формате ЕР-КПК, в том числе крайний в 2017 года в Казани, Россия.
Партии регулярно обмениваются делегациями: в декабре 2022 года состоялся крайний визит Председателя Партии «Единая Россия» Д. А. Медведева в КНР. В феврале 2024 года Заведующий Международным отделом ЦК КПК Лю Цзяньчао посетил Москву для участия в Генеральной Ассамблее Движения «За свободу наций!», а в июне 2024 года — Владивосток для участия в межпартийном Форуме «БРИКС и страны-партнеры». На полях обоих мероприятий были проведены межпартийные консультации, в ходе которые стороны обсудили основные направления российско-китайского взаимодействия на современном этапе.

### Африканское направление
В условиях разрыва отношений с большей частью политических движений Европы Партия «Единая Россия» делает особый акцент на развитие контактов с африканскими политическими движениями.
В марте 2021 года была проведена Международная межпартийная конференция «Россия — Африка: возрождая традиции». В её работе приняли участие делегаты от 50 ведущих африканских парламентских партий, главы государств и министры, а за дискуссиями наблюдали более 12,5 тысяч человек из 56 государств мира. В рамках подготовки конференции «Россия — Африка: возрождая традиции», а также по её итогам был подписан ряд соглашений о взаимодействии и сотрудничестве с ведущими политическими партиями африканского континента, в том числе с правящими партиями Республики Конго, Эфиопии, Габона, Руанды, Зимбабве, Намибии и др. До 2020 года у «Единой России» действовало лишь одно Соглашение о взаимодействии и сотрудничестве с «Африканским национальным конгрессом» (ЮАР). За последние годы удалось подписать такие Соглашения ещё с 8 политическими партиями стран Африканского союза.
8 ноября 2022 года Партия провела «круглый стол» на тему «Актуальные вопросы международной безопасности в условиях геополитической нестабильности», в ходе которого Председатель Партии Д. А. Медведев заявил, что главной задачей всех ответственных политических движений мира является «не допустить гуманитарную катастрофу». Мероприятие прошло в условиях нарастающих противоречий по вопросу реализации Черноморской зерновой инициативы. «Единая Россия» выступила с критикой поставок украинского зерна в развитые страны вместо развивающихся.
В июле 2023 года, по инициативе Партии «Единая Россия», на полях Экономического и гуманитарного форума Россия - Африка была проведена панельная дискуссия на тему: «Международная безопасность в условиях геополитической нестабильности: межпартийное взаимодействие», в которой приняли участие, помимо прочих, Президент Зимбабве Э.Мнангагва и Генеральный секретарь СВАПО С.Шанингва. В ходе дискуссий высшие партийные деятели, в том числе А. А. Климов и К. И. Косачев активно продвигали тезисы о неоколониальной политике государств Глобального Севера и её деструктивных проявлениях на Африканском континенте.

### Азиатско-Тихоокеанский регион
В условиях смещения геополитического «баланса сил» в Азиатско-Тихоокеанский регион, а также продолжающегося «поворота России на Восток» Партия «Единая Россия» разрабатывает новые форматы сотрудничества со странами региона, в том числе формат круглых столов со странами Ассоциации государств Юго-Восточной Азии (АСЕАН). На данный момент было проведено три таких круглых стола.
| Дата                | Тема                                                                                    | Участники |
| ------------------- | --------------------------------------------------------------------------------------- | --- |
| 29 июня 2021 года   | «Укрепление архитектуры безопасности и сотрудничества в Азиатско-Тихоокеанском регионе» | «Единая Россия» Коммунистическая партия Вьетнама Партия «Голкар» Народная партия Камбоджи Народно-революционная партия Лаоса Объединённая малайская национальная организация Филиппинская демократическая партия — Народная сила   |
| 23 января 2024 года | «Формирование нового мироустройства»                                                    | «Единая Россия» Коммунистическая партия Вьетнама Партия «Голкар» Народная партия Камбоджи Народно-революционная партия Лаоса Объединённая малайская национальная организация Партия солидарности и развития Союза Партия «Пыа Тай» |
| 17 июня 2024 года   | «Обеспечение финансово-экономической безопасности суверенных государств мира»           | «Единая Россия» Коммунистическая партия Вьетнама Народная партия Камбоджи Народно-революционная партия Лаоса Партия солидарности и развития Союза Партия «Пыа Тай»                                                                 |

Первый такой «круглый стол» на тему: «Роль ответственных политических сил России и стран АСЕАН в укреплении архитектуры безопасности и сотрудничества в регионе АТР» был проведён 29 июня 2021 года. Инициатива «Единой России» встретила поддержку большей части стран объединения, так как в мероприятии приняли участие высокопоставленные лидеры, в том числе Президент Лаоса Т.Сисулит, Премьер-министр Камбоджи Хун Сен, Министр-координатор по экономическим вопросам Индонезии А.Хартарто и другие. Тем не менее в мероприятии не приняли участие политические движения Таиланда, Сингапура, Мьянмы и Брунея.

Двусторонняя встреча Д. А. Медведева с П.Чинават

Первый очный круглый стол был проведён в июне 2024 года во Владивостоке, Россия. В нём приняли участие Председатель «Единой России» Д. А. Медведев, Председатель Партии «Пыа Тай» П.Чинават, Председатель Партии солидарности и развития Союза Кхин Йи и другие высокопоставленные политические лидеры. Партии обсудили вопросы сотрудничества в финансово-экономической сфере. Правящие партии Таиланда, Вьетнама и Мьянмы напрямую выразили стремление их стран вступить в объединение БРИКС.

### Комиссия Генерального совета Партии по международному сотрудничеству и поддержке соотечественников за рубежом
«Единая Россия» ведёт активную работу по поддержке соотечественников, проживающих за рубежом. Для усиления этого вектора, а также межпартийной работы на международном направлении в целом по инициативе президента Владимира Путина была создана Комиссия Генерального совета партии по международному сотрудничеству и поддержке соотечественников за рубежом, председателем которой стал Министр иностранных дел РФ С. В. Лавров. Комиссия стала основным координационным механизмом деятельности партии во внешнеполитической сфере. Основной её задачей стала реализация положений раздела «Внешняя и оборонная политика» Народной программы, принятой на XX съезде партии в августе 2021 года.
Последнее заседание Комиссии состоялось 16 апреля 2024 года, в ходе которого высшие партийные деятели обсудили вопросы вмешательства «недружественных стран» в выборы Президента России 2024 года, а также скоординировали работу различных внешнеполитических ведомств в свете председательства России в БРИКС. В состав Комиссии также входят партийные лидеры из трёх парламентских партий, в том числе Председатель Либерально-демократической партии России (ЛДПР) Л. Э. Слуцкий, Глава фракции Партии «Новые люди» в Государственной Думе В. А. Даванков, а также член Исполнительного совета Партии «Справедливая Россия — За правду» А. В. Чепа.

## Взаимодействие с другими российскими политическими партиями
- Аграрная партия России

28 апреля 2004 года на XII съезде «Аграрной партии России» с рекомендаций Председателя Госдумы России Бориса Грызлова был избран новый председатель Аграрной партии Владимир Плотников, после его прихода партия начинает открыто сотрудничать с «Единой Россией». В 2008 году Аграрная партия России объявило о самороспуске и о вхождении в состав партии «Единая Россия». В 2012 году Аграрная партия Россия была восстановлена под председательством исполнительного директора Ассоциации крестьянских (фермерских) хозяйств и сельскохозяйственных кооперативов России (АККОР) Ольги Башмачниковой — ассоциацию, которую возглавляет член президиума генерального совета Единой России Владимир Плотников.
- Справедливая Россия

8 февраля 2010 года «Справедливая Россия», председателем которой в 2006—2011 гг. и вновь с 2013 г. являлся Председатель Совета Федерации России (2001—2011) С. М. Миронов, заключила с партией «Единая Россия» политическое соглашение, в котором обе партии заявили, что они обязуются стремиться к коалиционным действиям: «Справедливая Россия» поддерживает стратегический курс действовавших Президента России Д. А. Медведева и Председателя Правительства В. В. Путина по стратегическим вопросам, а «Единая Россия» поддерживает нахождение С. М. Миронова на посту спикера Совета Федерации Федерального Собрания Российской Федерации. Участники соглашения выразили готовность сообща действовать при решении кадровых вопросов, в том числе по итогам выборов путём заключения пакетных соглашений при формировании руководящих органов. Однако это соглашение было аннулировано через месяц после подписания, так как, по утверждению Сергея Миронова, не было выполнено «Единой Россией». В марте 2011 года Сергей Миронов объявил об отказе в поддержке кандидата от партии «Единая Россия» на предстоявших в 2012 году президентских выборах.
18 мая 2011 года по предложению фракции «Единая Россия» в Законодательном собрании Санкт-Петербурга Сергей Миронов был отозван с поста представителя Законодательного собрания города в Совете Федерации, лишившись таким образом должности председателя Совета Федерации и мандата сенатора.

### Антифашистский пакт
20 февраля 2006 года в Москве по инициативе «Единой России» 12 российских политических партий подписали так называемый «антифашистский пакт». Соглашение о противодействии национализму, ксенофобии и религиозной розни заключили «Единая Россия», ЛДПР, АПР, СПС, СЕПР, Российская партия пенсионеров, «Патриоты России», «Российская объединённая промышленная партия», «Российская партия мира», Гражданская сила, Партия социальной справедливости и Демократическая партия России.
Действовавший секретарь генсовета «Единой России» Вячеслав Володин призвал все партии объединяться вокруг пакта, подчеркнув, что те, кто этого не сделает, «должны уйти из политической жизни и стать изгоями». Вне пакта остались КПРФ, «Родина», «Яблоко», которые скептически оценили документ, причём последние две отказались участвовать в пакте из-за участия в нём ЛДПР. КПРФ же отказалась участвовать в пакте из-за того, что, по их мнению, единороссы устроили пиар этой темы ради роста популярности своей партии.

## Мнения о партии, критика, обвинения, скандалы
Президент Российской Федерации (с 2012 г.), лидер партии «Единая Россия» (2008—2012) Владимир Путин, 2016 г.:

Партия, которая много лет находится у власти, всегда несёт на себе большой груз ответственности за все нерешённые вопросы, в том числе даже, может быть, за те, за которые она напрямую не отвечает.
Но правда заключается также и в том, что «Единая Россия» является стабилизирующим элементом нашей политической системы.

Президент Российской Федерации (2008—2012) Дмитрий Медведев, выступление на XI съезде партии «Единая Россия», 21 ноября 2009 г.:
«Единая Россия» — это не обычная общественная организация, это действительно реальная политическая сила: партия лидеров и руководителей, партия власти. В ваших рядах почти вся управленческая элита: выдающиеся учёные и люди искусства, общественные деятели и предприниматели, представители всех национальностей, профессий и вероисповеданий, ветераны и молодёжь. <…> «Единая Россия» сможет добиваться перемен только в том случае, если будет меняться сама, я думаю, это очевидная вещь. Партия должна всё время быть современной, чтобы не устареть, чтобы не отстать от жизни и от собственного избирателя.

Секретарь президиума генерального совета партии «Единая Россия» Вячеслав Володин, 2010 г.:
Наша идеология — постепенное и уверенное развитие, постоянное производство и накопление улучшений. В социально-экономической сфере — это накопление социальной справедливости в рыночной экономике. В развитии общества — это накопление инноваций, ценностей, человеческого и социального капитала. В политике — это накопление демократии и доверия к политическим институтам, в первую очередь к выборам.
Лидер КПРФ Геннадий Зюганов, 2010 г.:
«У „Единой России“ нет идеологии, нет ясной программы, а есть две цели — удержаться в кресле и присосаться к главному денежному мешку — бюджету».
Генеральный директор Агентства политических и экономических коммуникаций, идеолог «Единой России» Дмитрий Орлов:
Произошла окончательная идентификация в области идеологии — это консерватизм активный и деятельный. Партия стала реальной движущей силой модернизации. Она должна обеспечить создание национальной модернизационной коалиции, которая будет осуществлять модернизацию. Ни у одной политической силы нет такой сети интеллектуальных центров, включая клубы.
Бывший Председатель Правительства Российской Федерации, академик Евгений Примаков, 2012 г.:
«Единая Россия» создавалась как правоцентристская, консервативная партия. Правда, руководство «Единой России» сделало ряд шагов влево, но это коренным образом не меняет ситуацию. «Единая Россия» продолжает колебаться между позициями «государственников» и либералов.
Бывший Генеральный секретарь КПСС, президент СССР и нобелевский лауреат Михаил Горбачёв:

«Единая Россия» напоминает мне худшую копию КПСС… Да, вот у них есть всё. Парламент есть, суды есть, президент, премьер и так далее… и на местах всё это есть. Но знаете — больше имитации. Эффективной работы нет.

Теле- и радиоведущий Владимир Соловьёв, ведущий российских общественно-политических программ на телеканале «Россия-1», 2012 г.:
«…Говоря же о „Единой России“, полезно помнить, что позиция критикующего всегда удобней, но именно эта партия является становым хребтом стабильной современной политической системы, со всеми её минусами и плюсами. Именно её члены выполняют огромный объём рутинной работы. Конечно, инопланетян нет — все не без родовых пятен, однако смешно в этом винить только членов партии. Важно вопросы политического устройства страны не сводить к демонизации „Единой России“ и её членов, тем более, что там очень разные люди. Критика необходима, тем более что в обществе царит понимание порочности однопартийной системы».
Айдын Мирзазаде, руководитель делегации партии «Новый Азербайджан» на XII съезде политической партии «Единая Россия» (24 сентября 2011 г.), депутат парламента Азербайджана, 2011 г.:
«…На съезде ощущался дух сплочённости. Съезд показал, что эта партия действительно является мощной и сильной. Та атмосфера, которая сегодня есть в российском обществе, ещё раз показывает, что партия „Единая Россия“ является ведущий политической организацией страны и у неё есть много шансов для победы на парламентских выборах».
В 2003 году политолог В. Белый назвал партию «колоссом на глиняных ногах», поскольку, по его мнению, основной источник её сил — опора на Владимира Путина и власть. Некоторые политические деятели считают, что «Единая Россия» либо стала, либо становится похожей на КПСС. В 2005 году политолог Владимир Васильев в интервью агентству Regnum заявил, что после внесения выгодных для партии власти изменений в избирательное законодательство «Единая Россия окажется для Путина не боеспособной армией, а обозом, требующим насыщения».
Противники партии нередко используют в отношении неё идеологические клише. В частности, лидер «Молодёжного Яблока» Илья Яшин в 2004 году, лидер партии КПРФ Геннадий Зюганов в 2008 году и лидер ЛДПР Владимир Жириновский в 2015 году применяли в отношении партии и её фракции в Госдуме России выражение «агрессивно-послушное большинство».
По мнению журналистки Христии Фриланд, опубликованной в газете The New York Times, «О том, что Россия — не демократия, мы знали с 1996 года. Теперь мы знаем, что Россия — это не диктатура, контролируемая одной партией, одной духовной иерархией или одной династией. Это режим, которым правит один человек. „Партии не существует, — заявил один из ведущих независимых экономистов России. — Все политика строится вокруг одной личности“».
Вадим Сергиенко, эксперт Центра проблемного анализа: «„Единая Россия“ — эвфемизм для государственной бюрократии, ширма для использования административного ресурса».
Евгений Урлашов, мэр Ярославля, 19 июня 2013 г.: «партия „Единая Россия“ на территории [Ярославской] области самая коррумпированная, продажная, наглая, которая занимается шантажом, подкупом, обманом, ненавидит людей». Примечательно, что через месяц решением Басманного районного суда г. Москвы Е. Урлашов временно отстранён от должности за получение взятки, в 2016 году приговорён к 12,5 годам лишения свободы с отбыванием наказания в колонии строгого режима.

### Критика
Партия неоднократно подвергалась критике за отсутствие реальной программы. Российский политолог и политтехнолог Глеб Павловский 8 апреля 2011 года в интервью, в частности, сказал: «Мы видим хаос, где никто ни в чём не уверен: правящая партия за полгода до выборов не знает, в чём её программа и чьи интересы ей представлять».
27 октября 2011 года Газета.ру публикует статью с названием «Вакуумная бомба власти. Власть не сумела придумать к выборам не то что программу, но хотя бы более или менее свежую идею», в которой утверждается, что власть признаёт, что никакой программы действий у неё пока нет; что «Программа народных инициатив» — не программа, а некий свод пожеланий, соображений, который нельзя воспринимать как руководство к действию. «Программное обращение партии „Единая Россия“», опубликованное на сайте партии, автор Газеты.ру называет «нечто», которое власть тоже за программу действий не держит, после публикации которой в кругах политической элиты родилась шутка: «На следующих выборах В. Путина программой станет анекдот про В. Путина».
Геннадий Зюганов в интервью Новой газете так высказался о втором этапе XII съезда «Единой России», состоявшегося 27 ноября 2011 г.:

Вчерашний съезд мне напомнил худшие образчики массовок КПСС, правда, тогда страна была умнее, мощнее, независимее. На съезде «Единой России» не было ни серьёзного анализа, ни программы на ближайшее время, ни каких-либо интересных решений, ни честной оценки того, что происходит в мире и у нас в стране. И совершенно никаких реальных предложений на ближайшие шесть лет правления — нечего обсуждать. Есть попытка умыть оппонентов, выставив их в неблагоприятном свете, что выглядит совершенно аморально.
— Геннадий Зюганов: «Съезд «Единой России» напомнил мне худшие образчики массовок КПСС» // Новая газета 30.11.2011
Партия подвергается критике как в России, так и за рубежом. Например, американская газета «The Washington Post» утверждала, что «Единая Россия» «протолкнула ряд законов, которые, согласно мнению критиков, призваны помешать подлинной электоральной борьбе и закрепить господствующее положение партии». Согласно принятым законам, партии должны иметь свои организации по всей стране и насчитывать не менее 50 тыс. членов. По заявлению журналиста «The Washington Post», «регистрацию партий контролирует Министерство юстиции России, в адрес которого выдвигаются обвинения в запугивании тех, кто выступает против правительства. Для того, чтобы обеспечить себе представительство в парламенте, любая партия должна получить поддержку не менее 7 % избирателей, а если это ей не удастся, поданные за партию голоса распределяются между более крупными партиями, что увеличивает пропорциональную долю отданных этим партиям парламентских мест. Политологи считают, что наибольшую выгоду от введения 7-процентного порога получила „Единая Россия“». Представители партии, напротив, считают, что «её политика ведёт к созданию конкурирующей системы партий и может даже ослабить позиции партии в следующем парламенте».
Комментируя думскую избирательную кампанию 2007 года, американская газета «The Wall Street Journal» писала, что «Единая Россия» и Президент России Владимир Путин получили «огромное количество эфирного времени на контролируемых Кремлём телевизионных каналах» при том, что, по информации газеты, предвыборную агитацию оппозиции снимали с эфира, а её публикации конфисковывали. «The Wall Street Journal» писала, что государственные чиновники оказывали давление на подчинённых и директоров крупных компаний, требуя, чтобы они голосовали за «Единую Россию», и что, по некоторым утверждениям, сотрудники компаний получали от руководства указания сфотографировать свой заполненный бюллетень, прежде чем опускать его в урну.
Приводя в пример итоговые данные голосования на выборах депутатов Государственной думы 2007 г. по Чечне, где за «Единую Россию», по официальным данным, проголосовали 99 % избирателей, «The Wall Street Journal» писала, что лидеры Чеченской Республики «превратили в посмешище саму идею свободных и честных выборов». 27 октября 2010 года на пресс-конференции в Совете Федерации спикер парламента Чечни Дукваха Абдурахманов заявил: «Если „Единой России“ надо будет получить 115—120 %, мы и этот результат можем достичь». Газета считает, что истинный масштаб фальсификаций на выборах 2007 года никогда не станет известен, так как, по утверждению газеты, «серьёзные международные и российские организации по наблюдению за выборами не были допущены на участки для голосования».
Согласно опубликованной в феврале 2012 года переписке, сотрудники центрального исполкома «Единой России» (Сергей Горбачёв, Павел Данилин, Александр Дюпин, Ефим Куц) под руководством Алексея Чеснокова с весны 2011 года занимались созданием заказных публикаций (таких как минимум 250) в поддержку партии и с критикой оппозиции. В дальнейшем эти материалы под вымышленными именами публиковались в ряде интернет-изданий («Актуальные комментарии», «Общая газета», Newsland, Infox.ru, The Moscow Post, «Утро.ру», «Взгляд.ру», «Век», Полит.ру) и бумажных газет (Аргументы и факты, Комсомольская правда, Московский комсомолец, Независимая газета) под видом редакционных текстов.
Бывший мэр Москвы Юрий Лужков, когда-то стоявший в начале создания партии и вышедший из неё, назвал партию «Единая Россия» «политическим трупом».

### «Партия жуликов и воров»
28 сентября 2010 года Борис Немцов в эфире Радио «Свобода» говорил о «Единой России», что «весь народ знает, что это партия воров и коррупционеров». По словам лидера ЛДПР Владимира Жириновского, сам В. Жириновский употребил это выражение ещё в 2009 году, а Немцов эти слова просто перехватил.
Многие критики партии используют такую формулировку, как «партия жуликов и воров» (очень часто используют сокращение «ПЖиВ»), появившуюся с подачи известного оппозиционера Алексея Навального в феврале 2011 года. Он аргументирует её наличием в составе партии крупных чиновников и бизнесменов, замешанных в коррупционных и уголовных делах. По данным Левада-Центра на апрель 2013 года, около половины россиян выражают своё согласие с данной характеристикой партии.

### Обвинения в незаконной предпринимательской деятельности
27 августа 2012 года депутаты Госдумы от «Справедливой России» Дмитрий Гудков и Илья Пономарёв опубликовали в Живом Журнале пост под названием «Золотые крендели „Единой России“», в котором опубликовали данные из открытых источников о депутатах Государственной думы — членах фракции «Единая Россия», которые, по утверждению Гудкова и Пономарёва, уже будучи депутатами не только участвовали в акционерных капиталах компаний, но и непосредственно управляли своими активами. «Единая Россия» в лице секретаря генерального совета Сергея Неверова назвала эту публикацию «обыкновенным пиаром».
Впоследствии публикация информации о депутатах от «Единой России» ими же была продолжена.
В список «Золотых кренделей „Единой России“» попали:
1. Исаев, Андрей Константинович[399]
2. Аникеев, Григорий Викторович
3. Завальный, Павел Николаевич
4. Костунов, Илья Евгеньевич
5. Николаева, Елена Леонидовна
6. Кнышов, Алексей Владимирович
7. Зубицкий, Борис Давыдович
8. Язев, Валерий Афонасьевич
9. Есяков, Сергей Яковлевич
10. Пехтин, Владимир Алексеевич[400]
11. Хайруллин, Айрат Назипович
12. Кононов, Владимир Михайлович
13. Толстопятов, Василий Васильевич
14. Хор, Глеб Яковлевич
15. Резник, Владислав Матусович
16. Колесник, Андрей Иванович
17. Гаджиев, Мурад Станиславович
18. Аскендеров, Заур Асевович
19. Бондарук, Анатолий Моисеевич (представитель от Республики Башкортостан в Совете Федерации с 15 марта 2011 года, депутат парламента республики от партии «Единая Россия»)
20. Гридин, Владимир Григорьевич
21. Федяев, Павел Михайлович
22. Ремезков, Александр Александрович
23. Слипенчук, Михаил Викторович
24. Милявский, Александр Борисович (член фракции «Единая Россия» в Мосгордуме)
25. Абубакиров, Ришат Фазлутдинович
26. Кретов, Александр Владимирович
27. Хадарцев, Махарбек Хазбиевич
28. Пичугов, Виктор Александрович (представитель от Ханты-Мансийского автономного округа — Югры в Совете Федерации).

Аналогичную публикацию предпринял 28 августа и 5 сентября 2012 года лидер партии «Яблоко» Сергей Митрохин. Список Митрохина частично пересекается со списком, приведённым Пономарёвым и Гудковым, и на 5 сентября 2012 г. в нём оказалось 17 депутатов Госдумы от «Единая Россия» и 4 депутата от ЛДПР.
С 2004 года, по информации управления ФСБ Самарской области, двое депутатов Думы Тольятти двух созывов, являющихся членами политсовета городского отделения партии «Единая Россия», предприниматели В. И. Дуцев и А. А. Першин являются представителями влиятельных Тольяттинских организованных преступных групп, что не помешало в 2011 году Дуцеву и Першину избраться от партии депутатами Самарской губернской думы, заняв в областной думе должности: Дуцев — заместителя председателя комитета по законодательству, законности и правопорядку, Першин — заместителя председателя комитета по строительству и транспорту.
В 2007—2011 годах член регионального политсовета, губернатор Самарской области В. В. Артяков на посту губернатора совмещал должность госчиновника и действующего заместителя председателя совета директоров ОАО «АвтоВАЗ», что запрещает действующее федеральное законодательство о государственной гражданской службе. Будучи губернатором, в подарок своей супруге подарил яхту стоимостью 25-30 млн рублей, назвав её «Татьяна». Яхта была оформлена на одного из министров правительства Самарской области Павла Донского. Еженедельно за счёт областного бюджета Владимир Артяков летал чартерным рейсом домой из Самары в Москву, стоимость расходов на это составляла 85 млн рублей в месяц.
В 2015 году член политсовета регионального отделения партии, губернатор Сахалинской области А. В. Хорошавин был арестован за взятку. Во время обыска у губернатора нашли около миллиарда рублей наличными, коллекцию дорогих часов и другие ценности.

### Скандалы
- 1 февраля 2022 года в прямом эфире в Instagram депутат Госдумы от партии «Единая Россия» Адама Делимханов на чеченском языке обещал отрезать головы членам семьи судьи Сайди Янгулбаева и тем, кто переведет видео на русский язык. Ранее с угрозами в адрес семьи Янгулбаевых выступил и глава Чечни Рамзан Кадыров[408][409].

## Выход из партии известных лиц
Бывший сопредседатель Высшего совета партии Юрий Лужков, покинувший партию одновременно с отставкой с поста мэра Москвы, выступив 21 октября 2010 года в качестве декана МУМ с лекцией «Развитие Москвы и возрождение России» и отвечая на вопросы аудитории, сообщил, что всегда настороженно относился к партии «Единая Россия», поскольку в ней отсутствовали демократические институты. «Ирония судьбы: я являюсь одним из отцов-основателей партии „Единая Россия“. Моё отношение к ней всегда было настороженно-критическим». «Я всегда говорил председателю партии Борису Грызлову, что у нас нет обсуждений, нет дискуссий. Мы всегда и во всём подчиняемся администрации». «Когда принимался 122 федеральный закон о монетизации льгот, к нему было 2 тыс. замечаний, мы его приняли без обсуждения. Потом была крылатая фраза: Дума — не место для дискуссий. Так нельзя!». «Это партия-служанка, и я из неё вышел», — заключил Лужков.
Из партии вышли и другие известные личности: депутат Госдумы (2000—2016) и экс-губернатор Красноярского края Валерий Зубов, депутат Госдумы (1999—2005) и экс-губернатор Челябинской области Михаил Юревич, экс-глава Хакасии Алексей Лебедь, балерина и актриса Анастасия Волочкова, фермер и политик Жоаким Крима, писатель Евгений Касимов, генерал Евгений Юрьев, бывшие депутаты Госдумы Владимир Семаго и Анатолий Ермолин, директор ЗАО «Совхоз имени Ленина» и на момент выхода из партии действовавший депутат Московской областной думы Павел Грудинин, бывший депутат Госдумы Игорь Морозов, вице-премьер Иркутской области Александр Битаров, бывший глава петербургского муниципалитета «Большая Охта» Николай Паялин, экс-главы администрации нескольких петербургских районов, брат политика Аркадия Дворковича Михаил Владимирович, двоюродный брат Владимира Путина Игорь Александрович.
Кроме того, помимо криминальных оснований в ряде случаев (см. ниже), по политическим причинам из партии были исключены губернатор Ставропольского края Александр Черногоров, мэр Волгограда Роман Гребенников, мэр Тулы Алиса Толкачёва.

## Крупные выходы из партии её сторонников
В 2015 году почти сто человек в Копейске вышли из «Единой России». Все покинувшие партию сотрудники работали на трёх Копейских предприятиях: ЗАО «Горводоканал», ООО «Копейские очистные сооружения» и ООО «Копейские сети водоснабжения». Сотрудникам этих предприятий уже долгое время не выплачивали зарплату, поскольку у организаций нет на это средств. Сотрудники винят в отсутствии денег главу Копейска Вячеслава Истомина. Жалобы сотрудников предприятия на ситуацию, как считают они сами, по-прежнему остаются без внимания. Именно это и побудило их написать заявление о выходе из партии.
В 2021 году в Алтайском крае в посёлке Степное более 120 работников завода «Кучуксульфат» единовременно вышли состава партии «Единая Россия» причиной стали недостаточные действия партии, по мнению вышедших их партии людей, из-за сложившейся ситуации с заводом, у людей вызывает волнение возможная смена собственника предприятия, люди боятся рейдерского захвата предприятия, каких либо действий на встречу от партии в содействии решения вопроса, работники предприятия особо не видят.

## Утверждения о нарушениях избирательного законодательства

### Региональные выборы (2008—2009)
В ходе региональных выборов и выборов мэров российских городов в марте 2009 года были зафиксированы отдельные факты подкупа избирателей, фальсификации итогов голосования в пользу некоторых представителей партии «Единая Россия» и использования ими чёрного пиара.
1 марта 2009 года в Мурманске милиция задержала группу граждан, раздававших избирателям по бутылке водки в обмен на голосование за кандидата от «Единой России» действующего мэра Мурманска Михаила Савченко. Один из задержанных написал в милиции заявление о том, что лично получил на организацию подкупа 600 тыс. рублей.
В Карачаево-Черкесии по данным протокола участка № 50 из 2664 избирателей за «Единую Россию» проголосовали 1272 избирателя (47,8 %), а в протоколе республиканского избиркома (РИК) на том же участке значилось уже 2272 голоса за «Единую Россию» (85,3 %). Голоса были отобраны у КПРФ и партии «Патриоты России». В соответствии с решением городского суда г. Черкесска у партии «Единая Россия» было снято 1000 голосов, которые были распределены между КПРФ и «Патриотами России».
На выборах мэра Томска 15 марта 2009 г. по личному указанию председателя областной избирательной комиссии Эльмана Юсубова нельзя было требовать у избирателя документ (приказ о командировке, проездной документ, направление к врачу и т. д.), подтверждающий его отсутствие в день голосования по месту своего жительства, что привело к массовому незаконному досрочному голосованию студентов и существенно повлияло на исход голосования в пользу кандидата от «Единой России», и. о. мэра Николая Николайчука, по официальным данным победил он. Проведённый местной телекомпанией ТВ2 в программе «Час пик» телефонный опрос показал, что оппозиционный кандидат Александр Деев побеждает на выборах мэра с большим отрывом, после этого на городской телефонной станции тут же возникли сбои и опрос был сорван. В одном из роддомов рожениц заставляли голосовать за Николайчука, в противном случае угрожали причинить вред их малышам. В списках избирателей то и дело возникали непонятные личности, прописанные в квартирах горожан. А некоторые томичи с изумлением увидели среди проголосовавших фамилии своих умерших соседей. Вследствие подобных махинаций явка избирателей с 17.00 до 19.00 резко увеличилась на 7 тысяч человек[нейтральность?] Этот факт представители избиркома потом так и не смогли внятно объяснить. Ещё до того, как в 20.00 согласно закону закончилось голосование, в администрации Томска была повешена табличка «Мэр Николайчук Николай Алексеевич». В приёмной депутатов областной и городской думы от «Единой России» Чингиса Акатаева и Дениса Молоткова были обнаружены газеты с чёрным пиаром, направленные против Деева. Томский губернатор Виктор Кресс, опасаясь, что кандидат от партии власти проиграет выборы, оказывал давление на избирателей, несколько раз заявив в эфире местных телеканалов, что не будет работать с мэром, если им станет оппозиционный самовыдвиженец Александр Деев. Более того, он оклеветал Деева, заявив что тот был осуждён.
На муниципальных выборах в Санкт-Петербурге, по данным ЦИК РФ, «Единая Россия» набрала 77,3 % голосов. 30 марта 2009 года член «Единой России» Антон Чумаченко, якобы победивший в одном из округов Санкт-Петербурга, в открытом письме жителям округа «Морской» назвал методы своих однопартийцев «циничным глумлением над правом», заявив, что «результаты голосования в нашем округе были откровенно сфальсифицированы. Из всех протоколов шести участковых избирательных комиссий, следует, что я не вошёл в пятёрку кандидатов, набравших большинство голосов». Кандидат от партии «Яблоко» Борис Вишневский, информация о победе которого появлялась на сайте ЦИК в ночь после выборов (согласно сайту zaks.ru), но затем исчезла, утверждал, что его соперникам от «Единой России» были приписаны голоса.
При проведении предвыборной кампании на пост главы города Вологды (2008 г.) был снят с выборов кандидат Александр Лукичев (член партии «Справедливая Россия») по обвинению в нарушению прав интеллектуальной собственности. На выборах победил кандидат от «Единой России» Е. Шулепов.

### Нарушения на федеральных выборах

#### Выборы в Государственную думу (2007)
Партию неоднократно обвиняли в незаконном применении административного ресурса (например, так называемые агитационные задания по вербовке сторонников). Одним из известных случаев стало признание мэра Хабаровска Александра Соколова перед думскими выборами 2007 года: «Учитывая особую роль „Единой России“, мы рекомендовали председателям участковых комиссий вступить в партию».
Кроме того, на думских выборах 2007 года были зафиксированы прецеденты, когда за «Единую Россию» голосов было до 109 %. Отмечались массовые вбросы бюллетеней, принуждение студентов к голосованию под угрозой несдачи экзаменов и др.

#### Выборы Президента России (2008)
7 октября 2011 г. лидер партии «Справедливая Россия» Сергей Миронов опубликовал в своём блоге копию внутреннего документа петербургского штаба «Единой России», в котором подробно описаны технологии фальсификации протоколов участковых избирательных комиссий и инструкции по вбросу бюллетеней на выборах Президента России 2008 года.
Глава юрслужбы КПРФ Вадим Соловьёв заявил «Московским Новостям»:

Я склонен доверять этому документу. Мы сталкиваемся с тем, что на участке выдают заведомо неточную копию протокола: то печать не такая, то время не такое, то не все фамилии указаны, то не все члены комиссии. Наши наблюдатели берут копии, в которых все цифры указаны правильно. А потом в суде нам отказывают на том основании, что копии протоколов не соответствуют «оригиналу». В частности, когда коммунисты попытались оспорить итоги выборов 2009 года в суде, по подобным основаниям было отклонено 800 исков.
— Наталья Рожкова. Ньюфаундленд не лает на Миронова // Московские Новости 12 октября 2011
На выборах Президента России 2 марта 2008 г. были замечены такие нарушения, как дача взятки наблюдателю, многократное голосование одного человека (причём без документов), выдача избирателям уже заполненных бюллетеней.

#### Выборы в Государственную думу (2011)

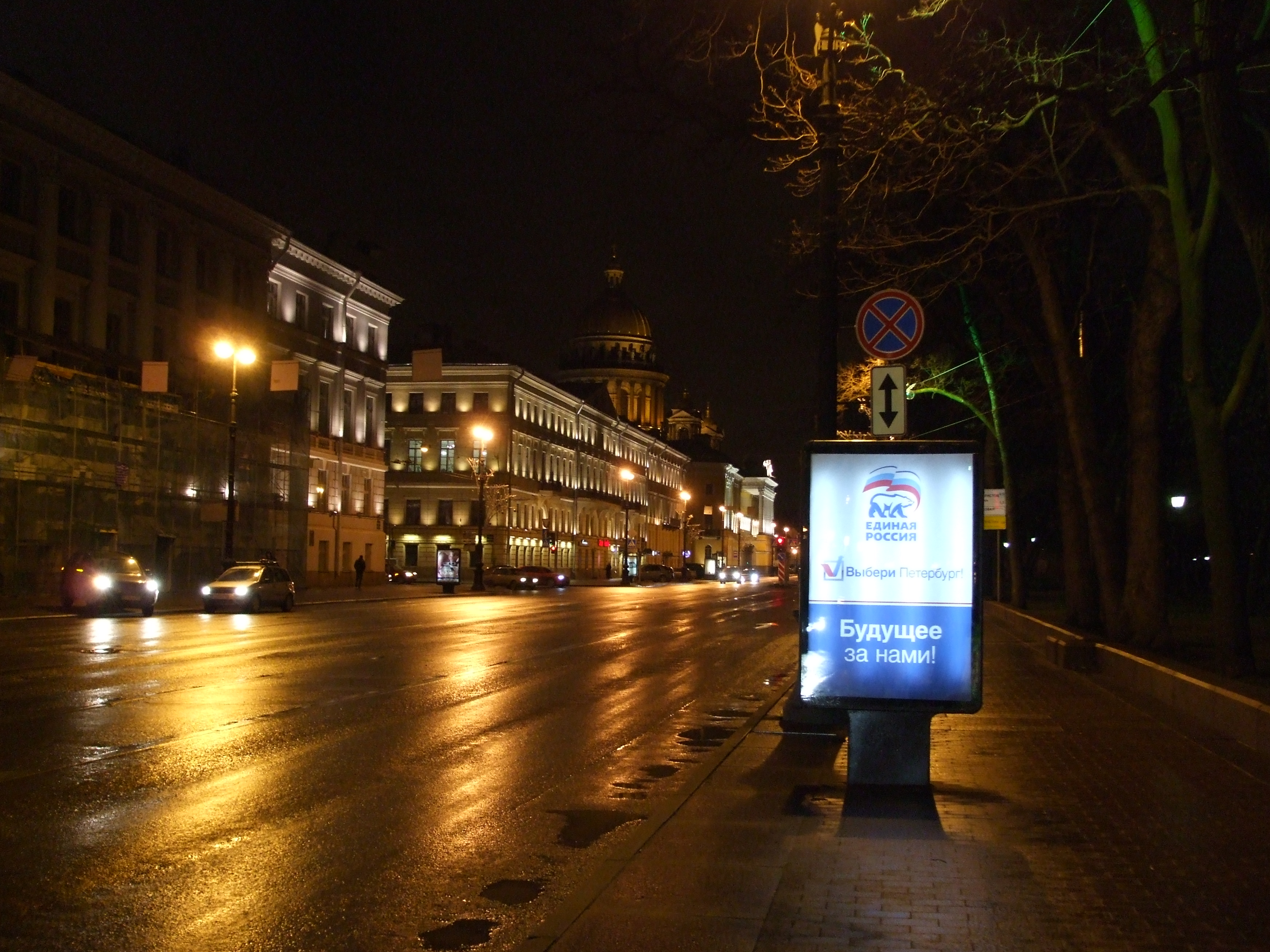
Один из многих плакатов «Единой России», располагавшихся в Санкт-Петербурге в день выборов 4 декабря 2011 года (нарушение законодательства)

К старту федеральной избирательной кампании 2011 года «Газета.Ru» и Ассоциация в защиту прав избирателей «ГОЛОС» запустили интерактивную карту нарушений законодательства, принять участие в создании которой сможет любой участник выборов. На 7 ноября 2011 года в базе карты нарушений находилось 956 сообщений, из которых 403 касались «использования возможностей власти для создания преимуществ», на 1 декабря 2011 года — 4316 и 1674, всего по итогам выборов — 7801 и 2024. «Единая Россия» тогда создала свой собственный сайт, который «будет противостоять нарушениям оппозиции» на выборах.
24 октября 2011 года на сайте депутата Госдумы Геннадия Гудкова были опубликованы тезисы доклада, с которым губернатор Московской области Борис Громов якобы выступил 6 октября 2011 г. в Одинцовском районе. Гудков счёл этот доклад «планом подготовки фальсификаций выборов» в Московской области. По его словам в докладе Громов призывал: «нацелить административные органы на местах и аппарат администраций на пресечение любых попыток нарушения избирательного законодательства», «способствовать наполнению финансовых ресурсов», «стараться ограничить оппонентов по рекламе», «уделять внимание предвыборной работе в муниципальных образованиях, где позиции „Единой России“ не так однозначны».
По словам Гудкова, нарушения не ограничиваются одним докладом: 15 сентября министр печати и информации области Сергей Моисеев примерно в таком же стиле «инструктировал» 56 главных редакторов региональных и муниципальных СМИ.
24 октября 2011 года избирательная комиссия Еврейской автономной области вынесла предупреждение «Единой России» в Еврейской автономной области за размещение баннеров с нарушением избирательного законодательства.
27 октября 2011 года в Интернете появился ролик, где член генсовета «Единой России» и глава администрации города Ижевска Денис Агашин призывает пенсионеров голосовать за «Единую Россию», сообщая, что от результатов голосования зависит финансирование города. Первый замсекретаря президиума генсовета партии «Единая Россия» Сергей Железняк заявил, что глава Ижевска не является кандидатом в депутаты от партии и проводил встречу с представителями ветеранских организаций «по своей инициативе». 18 ноября 2011 г. Ленинский районный суд Ижевска признал Агашина виновным в незаконной агитации и назначил ему штраф в 2 тысячи рублей.
5 ноября 2011 года глава администрации президента Удмуртии и правительства республики Александр Гориянов объявил на камеру о схеме «деньги за голоса в пользу „Единой России“»:

Сарапулу дали 30 млн на дороги, на тротуары этим летом. Глазову дали десять. Мы на предыдущих выборах, глазовчане, взяли и сами отказались от этих двадцати миллионов. От тех хороших дорог, по которым вы бы могли ездить. И не будет по-другому. Потому что проекты если в целом в стране, их много всевозможных проектов, которые курирует «Единая Россия». И они определяют, как с какой территорией работать.
— Ещё один видный чиновник из Удмуртии объявил о деньгах за голоса в пользу "Единой России" // Новости NEWSru.com 5 ноября 2011
По словам вышеупомянутого первого замсекретаря президиума генсовета партии Сергея Железняка, связывать социально-экономическое развитие региона или муниципалитета с «Единой Россией» вполне логично, так как именно единороссы предлагают бюджетные проекты, связанные с социально-экономическим развитием региона и голосуют за них.
По сообщению газеты «Коммерсантъ» среди воронежских госслужащих со 2 ноября распространяется «бланк сбора подписей в поддержку „Единой России“», в котором губернатор области Алексей Гордеев просит поддержать партию на выборах в Госдуму. В знак согласия чиновники должны поставить под этим свою подпись, предварительно указав свои адреса и телефоны.
По сообщению информационного агентства УРА.ru, вечером 5 ноября в Екатеринбурге полицейские задержали жителя уральской столицы Даниила Корнева, на машине которого была наклейка с известным афоризмом блогера Алексея Навального «Единая Россия — партия жуликов и воров» и изображением медведя с мешком в зубах на фоне карты России, которые в частном порядке изготавливают горожане. В отношении него был составлен протокол об административном правонарушении (часть 1 статьи 5.12 КоАП РФ «Изготовление, распространение или размещение агитматериалов с нарушением законодательства о выборах») из которого следует, что наклейка является агитацией за партию «Единая Россия», не оплаченная из предвыборного фонда, и вручена повестка в суд. Ранее в Первоуральске местного предпринимателя Виталия Листраткина оштрафовали на 1 тыс. рублей за распространение сорока кружек с высказыванием про «Единую Россию», а 31 октября в офисе отделения «Парнаса» в Екатеринбурге сотрудники правоохранительных органов изъяли партию наклеек с фразой Навального вместе с компьютером.
6 ноября журналист и блогер Олег Козырев обнаружил практически полное «до степени смешения» сходство между агитационными материалами «Единой России» и московского избиркома. Впоследствии выяснилось, что под лозунгом «Москва для жизни, для людей» и сопутствующим ему дизайн идёт одновременная рекламная кампания, во-первых, правительства Москвы, во-вторых — Мосгоризбиркома, и в-третьих — партии «Единая Россия».
Центризбирком РФ, как и Мосгоризбирком, не нашёл противоречий избирательному законодательству в том, что предвыборные билборды партии «Единая Россия» похожи на социальную рекламу Мосгоризбиркома, посвящённую декабрьским выборам.
Схожую точку зрения на радио «Эхо Москвы» выразил член бюро высшего совета партии «Единая Россия», сенатор Валерий Рязанский:

…да, там есть некая, что называется, схожесть, но ещё раз говорю, что в соответствии с законом, партия, которая принимает решение о вывешивании билбордов, согласовывает их эскизы с обязательной комиссии. Поэтому, претензий к «Единой России», быть не может. — Разворот (утренний) //ЭХО Москвы 08.11.2011
6 ноября в интернете появился ролик с информацией о том, что в Мурманске единороссы заключают договора на «самоагитацию» по 1500 рублей за голос, отданный партии, 250 рублей за приведённого друга.
23 ноября 2011 «Новая газета» опубликовала статью о переписке между «Единой Россией», департаментом по делам СМИ, печати, телерадиовещания и средств массовых коммуникаций Краснодарского края, интернет-троллями и районными чиновниками, из которой следует, что комментарии в блогосфере, угодные власти, чаще всего пишут чиновники и депутаты, причём за деньги и что предвыборную кампанию на Кубани «Единая Россия» ведёт с грубым и явным использованием административного ресурса, предвыборными плакатами партии власти, которыми увешана вся страна, в рабочее время занимаются те же чиновники, которые объединены интернет-рассылками, проводимыми кубанским департаментом СМИ по заданию из Москвы.
23 ноября 2011 Газета.Ру опубликовала статью с расшифровкой записи закрытого выступления главы управы московского района «Соколиная гора» Александра Аксёнова, на котором он подробно объясняет, как должен быть выполнен план по сбору голосов для партии власти и требует от руководителей предприятий собрать у подчинённых открепительные удостоверения и передать их чиновникам, чтобы «Единая Россия» смогла набрать на выборах в Москве 58 % (при том, что согласно закрытому опросу ФОМ, проведённому на старте кампании и публиковавшемуся в «Газете. Ru», у «Единой России» рейтинг в Москве составлял 29 %). По сообщению РИА Новости, Мосгоризбирком заявил что информация изложенная в статье «является необоснованной», и что аудиозапись вызывает сомнения в её достоверности.
21 декабря 2011 года член регионального политсовета «Единой России» Владимир Семаго выступил в «Новой газете» со статьёй «Это не фальсификация результатов выборов, а заговор с целью насильственного удержания власти», в которой заявил, что группа заговорщиков создала преступное сообщество, чтобы сфальсифицировать выборы в парламент с целью удержания власти. В сообщество входил ЦИК во главе с Чуровым и председатели низовых избирательных комиссий. Аналогичные сообщества создавались на уровне регионов в структурах исполнительной власти. Деятельность заговорщиков получала поддержку со стороны ФСБ, МВД и, вероятнее всего, координировалась на самом верху. Такие действия подпадают под статьи 210 и 278 УК РФ и наказываются лишением свободы от 10 до 20 лет.
Учёные из Медицинского университета Вены предложили метод оценки наличия фальсификаций на выборах. В результате им удалось доказать, что на выборах российского президента в 2012 году и в Госдуму РФ в 2011 году были фальсификации. В частности, речь идёт о так называемых вбросах за некоторых кандидатов. Статья учёных появилась в журнале Proceedings of the National Academy of Sciences и выложена в открытом доступе.
В апреле 2013 года в ходе социологического опроса, проведённого Левада-Центром, большинство опрошенных россиян (51 %) согласились с характеристикой «Единой России» как «партии жуликов и воров».

## «Единая Россия» и пенсионная реформа (2018)
Поддержка летом и осенью 2018 года думскими депутатами от партии «Единая Россия» правительственного законопроекта об изменениях пенсионной системы, сводящихся к подъёму возраста выхода на пенсию, резко снизила уровень доверия населения к партии, а также к президенту и Правительству России. В глазах многих простых граждан принадлежность к «Единой России» стала дискредитирующим политика фактом, а непринадлежность — наоборот, достоинством. Это, в частности, сказалось на губернаторских выборах в ряде регионов в сентябре 2018 года, где со значительным преимуществом победили кандидаты от оппозиционных партий.

## Факты
- 12 июля 2001 года на учредительном съезде союза «Единства» и «Отечества» был представлен символ новой партии — медведь в кепке[470]. Впоследствии он больше никогда не использовался.
- Партия использует флаг России образца 1991—1993 гг. с голубой полоской посередине вместо нынешней синей.
- В честь партии назван электровоз 2ЭС6-001[471][472].
- В манифесте партии «Единая Россия» 2003 года «Путь национального успеха» говорилось о том, что «создание и сплочение „коалиции национального успеха“ — историческая задача партии „Единая Россия“»[108]. Через 8 лет был создан Общероссийский народный фронт.
- Средний задекларированный за 2010 год доход на семью депутата Государственной Думы для фракции «Единая Россия» составляет 39,73 миллиона рублей, а площадь земельного участка, находящегося в собственности, — 49,49 га[473][474].
- В 2011 году 6 российских миллиардеров работали в Государственной думе Российской Федерации 5 созыва от партии «Единая Россия»[475]. Общее количество миллиардеров в России на этот год — около 100[476].
- Глава думской фракции «Единой России» Андрей Воробьёв в марте 2012 года заявил, что минимальная ставка, которую может получать сотрудник «Единой России» — 24—27 тысяч рублей, максимальная же ставка — 74 тысячи рублей[477].

## Санкции
16 декабря 2022 года, на фоне вторжения России на Украину, партия «Единая Россия» внесена в санкционный список Евросоюза. По данным Евросоюза, партия поддержала агрессивную войну России против Украины, поддержала аннексию украинских территорий, таким образом партия отвечает за поддержку действий которые подрывают или угрожают территориальной целостности и независимости Украины.
Все активы партии в Евросоюзе будут заморожены, любому члену этих партий будет запрещён въезд в ЕС.
24 февраля 2023 года партия «Единая Россия» внесена в санкционный список Канады.

## Рейтинг-опросы
По опросу Левада центра на начало 2021 года, только 27 % россиян проголосовали бы за «Единую Россию», если бы выборы в Государственную Думу состоялись в ближайшее время. Это минимальный рейтинг поддержки партии среди всех опубликованных опросов с середины 2016 года. Ещё в августе 2020 года за партию были готовы проголосовать 31 % опрошенных.